# Медальєрне мистецтво Італії

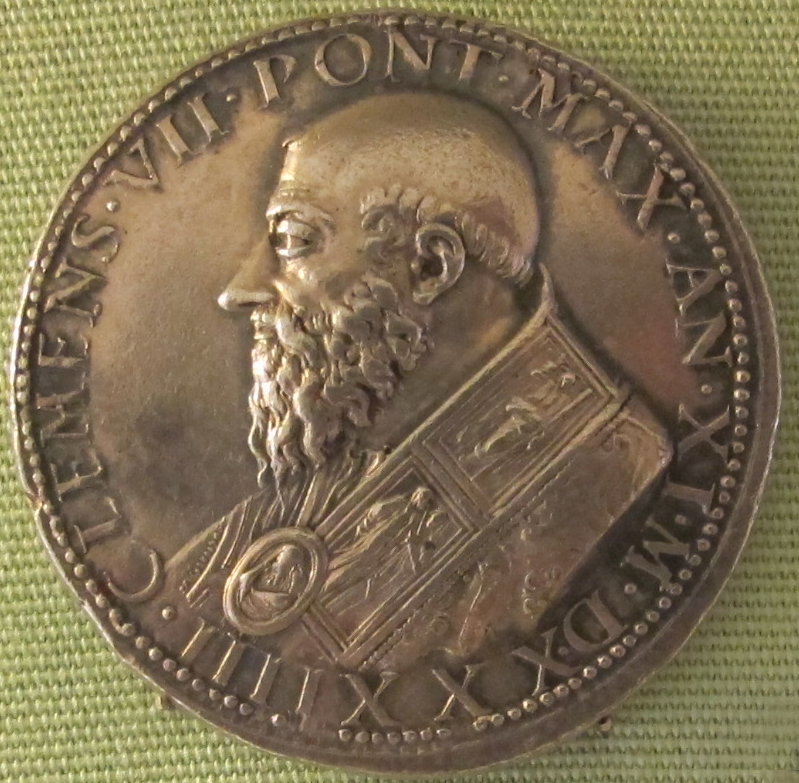
Бенвенуто Челліні. «Папа римський  Климент VII», 1534 р.
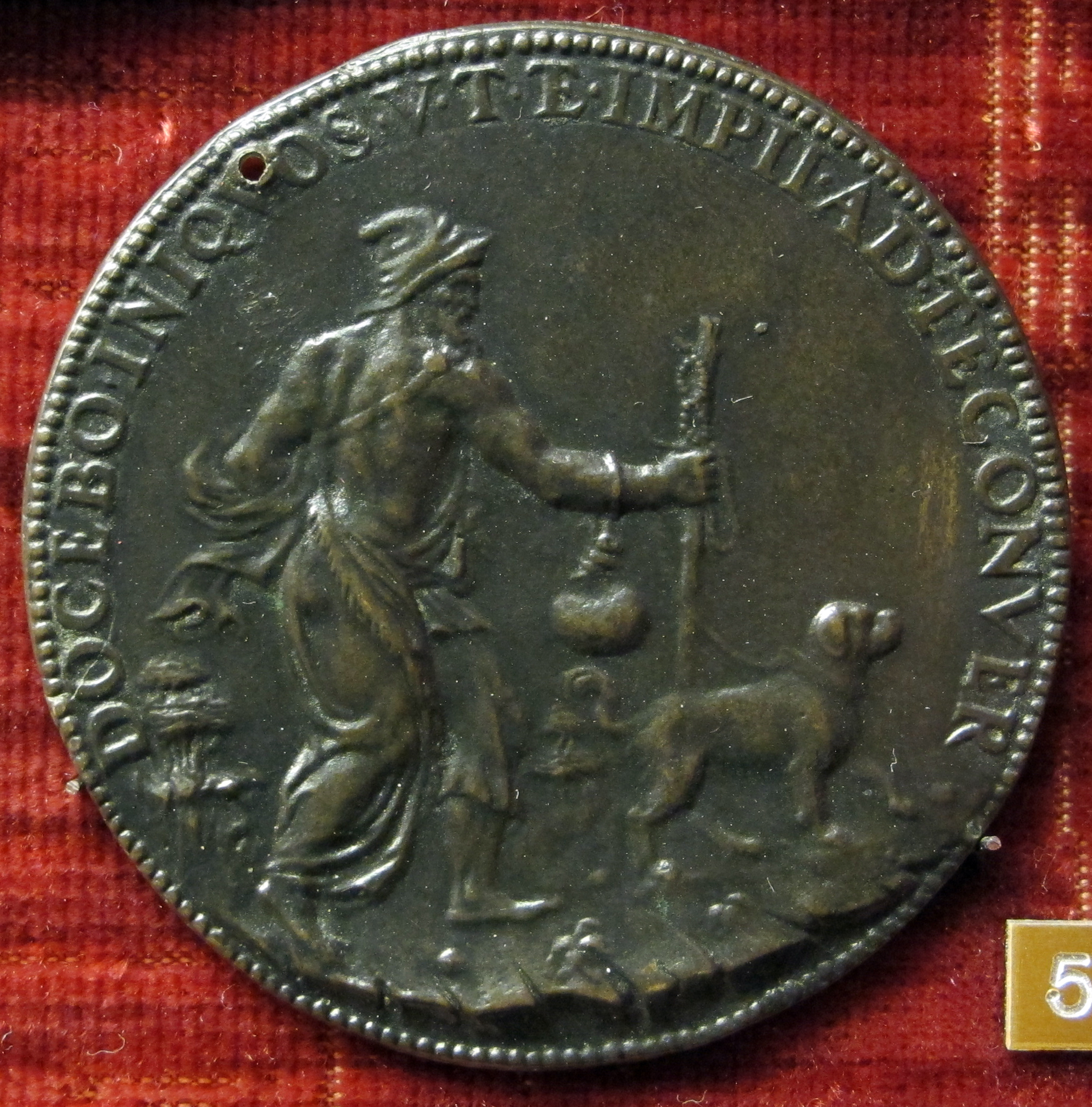
Леоне Леоні. «Мікеланджело Буонарроті». Реверс з фігурою - уособленням постійних пошуків, 1561 р. (?)

 Медальєрне мистецтво Італії  ( італ. Medaglie italiane) — уславлена галузь мистецтва Італії, де була задіяна велика кількість ювелірів, художників-дизайнерів і скульпторів впродовж декількох століть.

## Спадок Стародавнього Риму

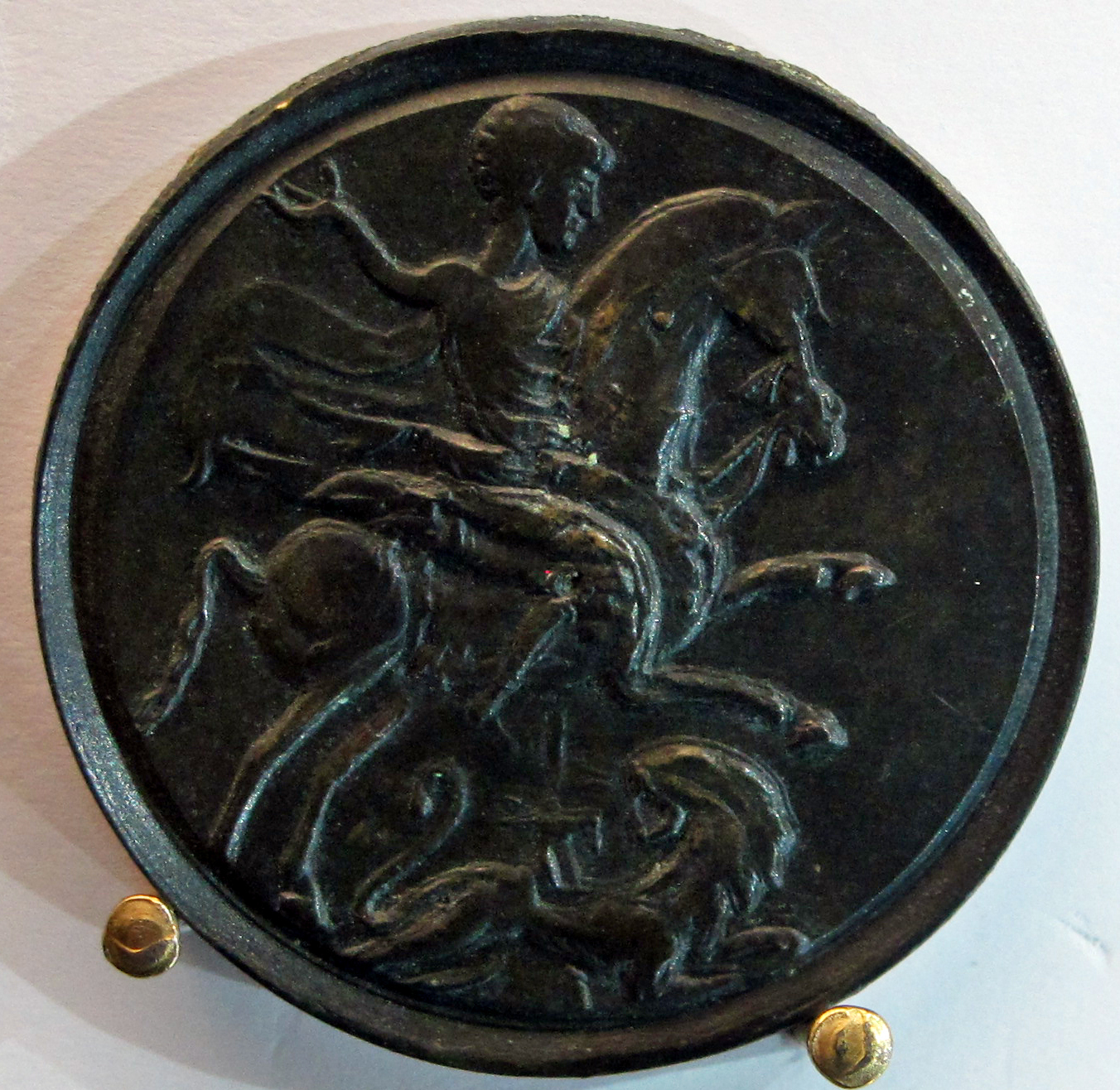
Давньоримський анонім. «Олександр Македонський на коні Белерофонті», Національний археологічний музей Флоренції

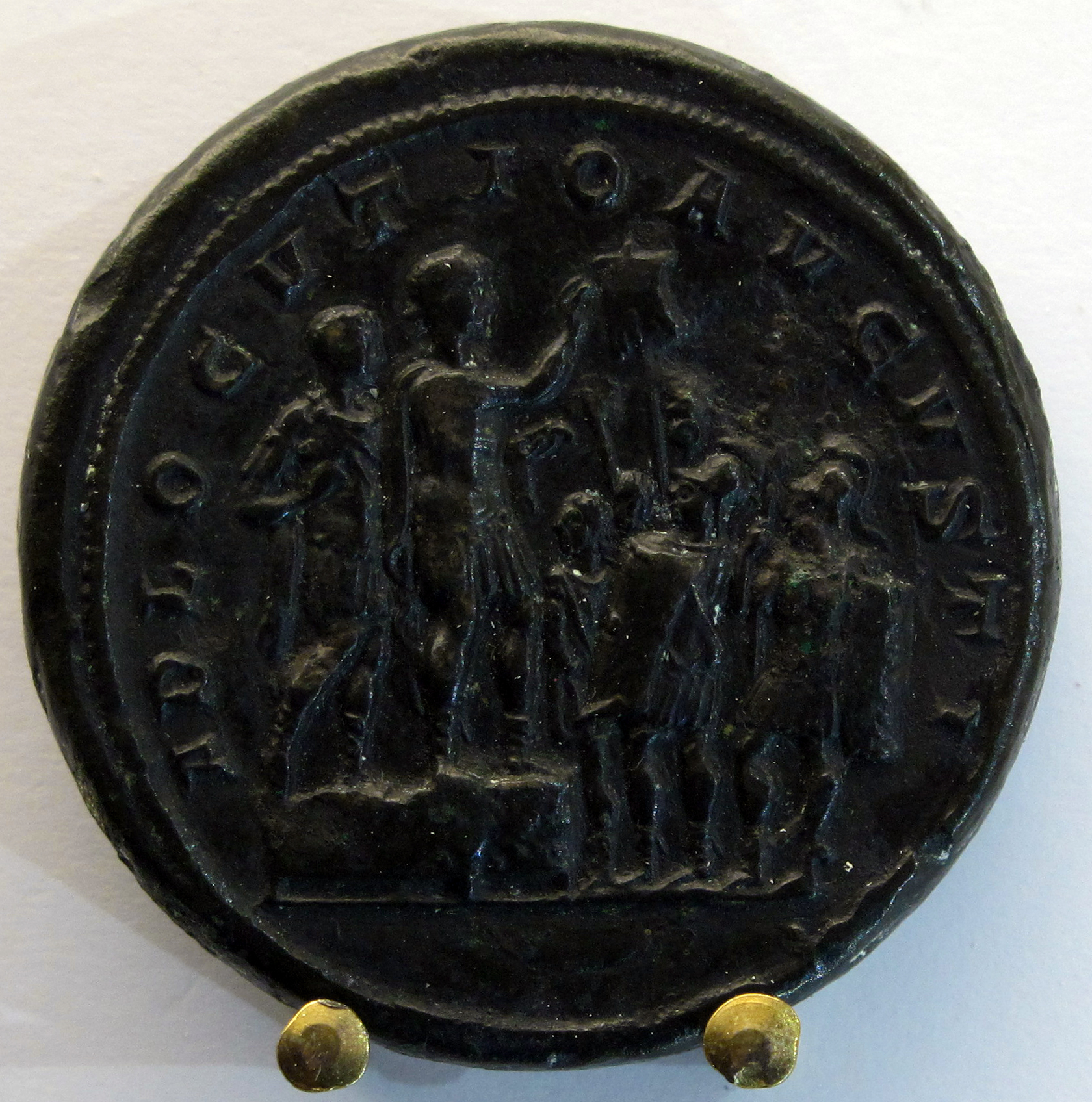
Давньоримський анонім. «Імператор Гордіан III з промовою перед легіонерами». Національний археологічний музей Флоренції

Само слово «монета» походить не з Греції, а з Давнього Риму. Майстрів називали «scalptores monetae», майже «скульптори монет». Римляни, пихаті й зажерливі, з презирством відносилися до всілякої праці. Їх багатство базувалося не на власній праці, а на грабунках та постійних загарбнцьких війнах. Тому на римських монетних дворах працювали раби. Навіть голова двору-praepositus-майже завжди був рабом. Якщо римлянам були потрібні освічені майстри, вони не отримували освіту, а купували рабів з освітою. Римські монети не мають імен медальєрів, а з джерел відомо, що до майстрів відносилися як до ремісників невисокого щаблю.
Особливістю монет і медалей Давнього Риму є високий рельєф і не завжди правильне коло форми. Монети, також, були різного ( ще не стандартного ) діаметра (від 3 мм до 58 мм).
Десь з дев'ятого століття виготовлення медалей давньоримського зразка в Європі було заборонено.

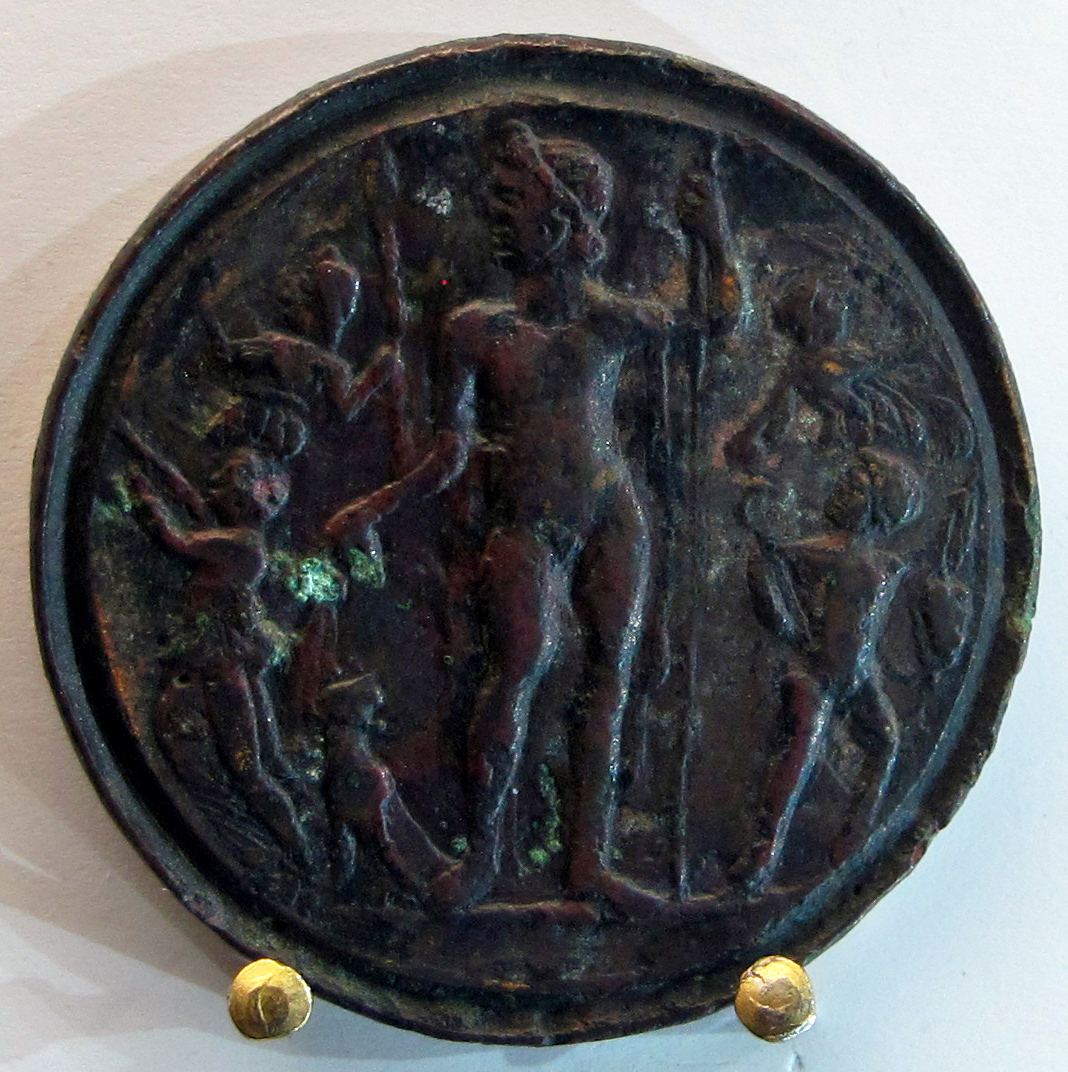
Давньоримський анонім. «Імператор Каракалла як бог Діоніс та вакханти»
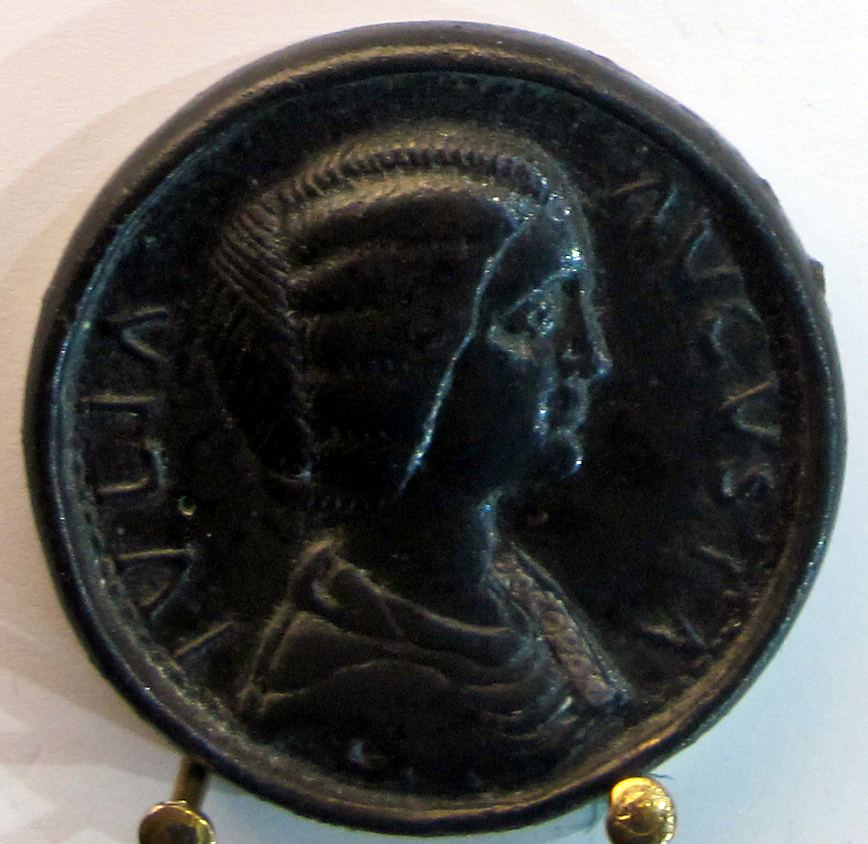
Давньоримський анонім. «Юлія Домна»
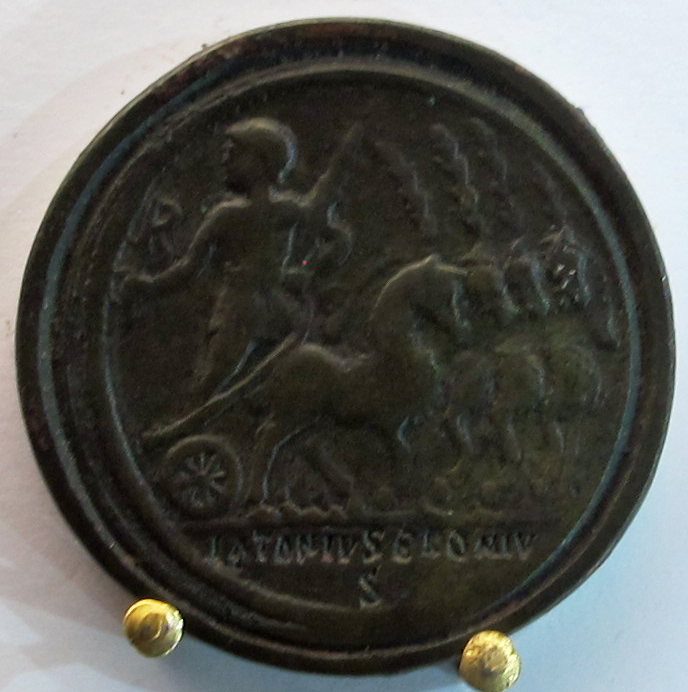
Давньоримський анонім. «Імператор Нерон править квадрігою»
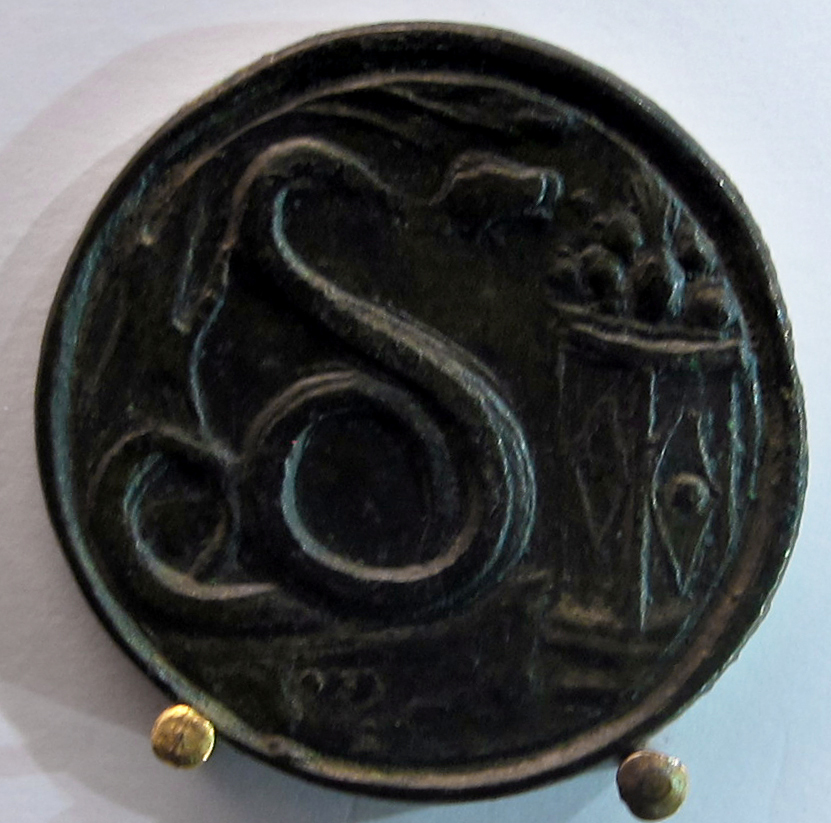
Давньоримський анонім. «Імператор Нерон зі змією біля вівтаря з жертвою фруктами»
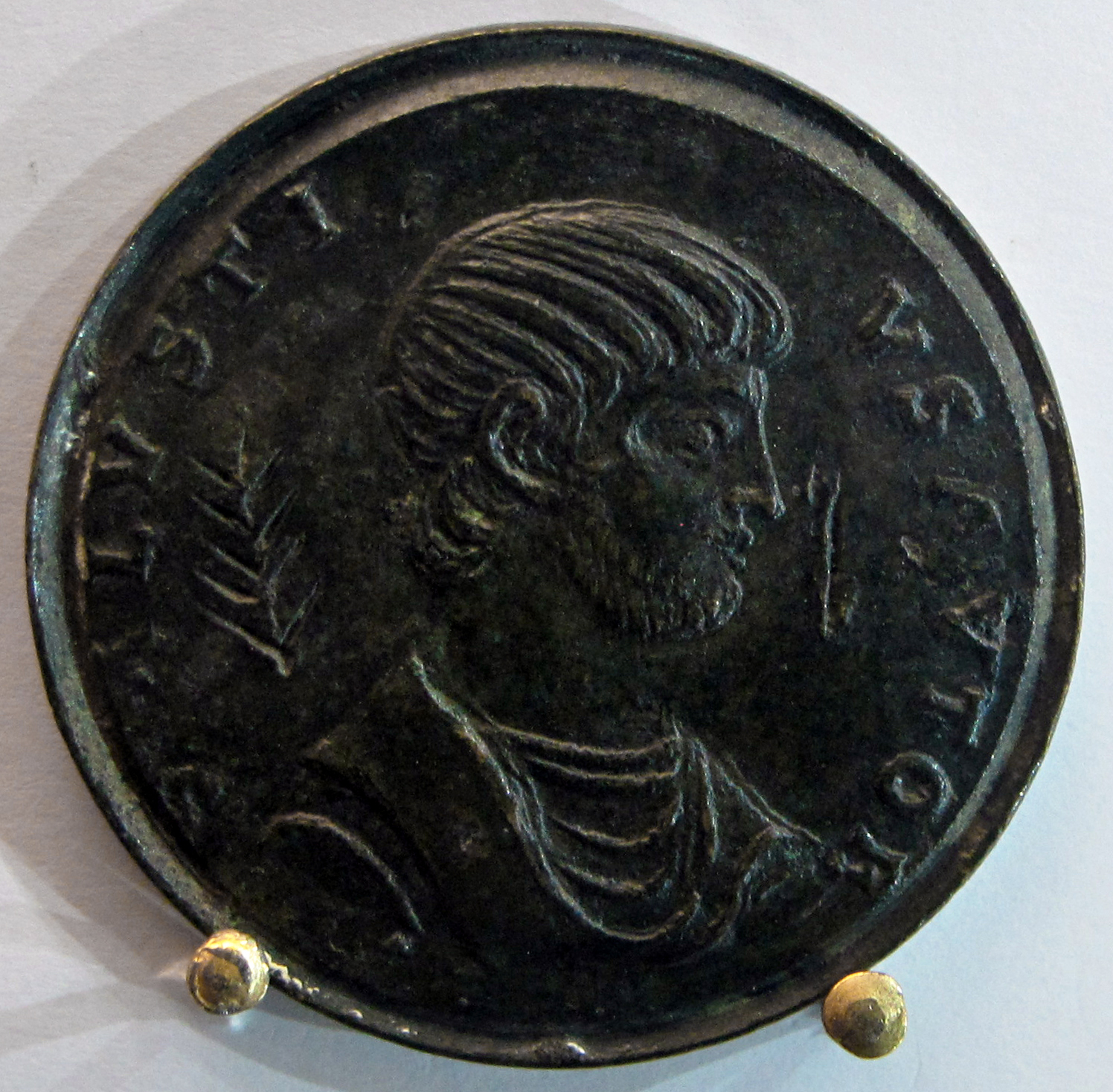
Давньоримський анонім. «Саллюстій»
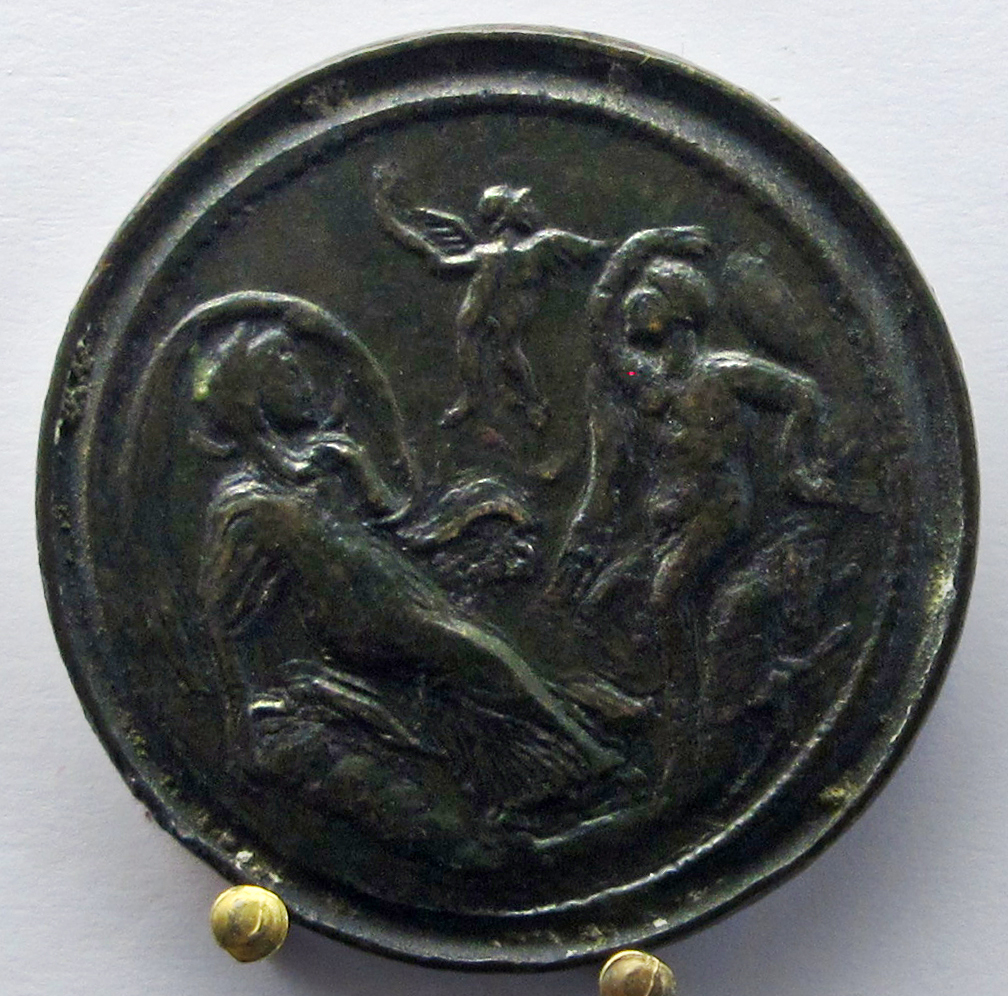
Давньоримський анонім. «Імператор Траян, богиня Діана, амурчик і песик»
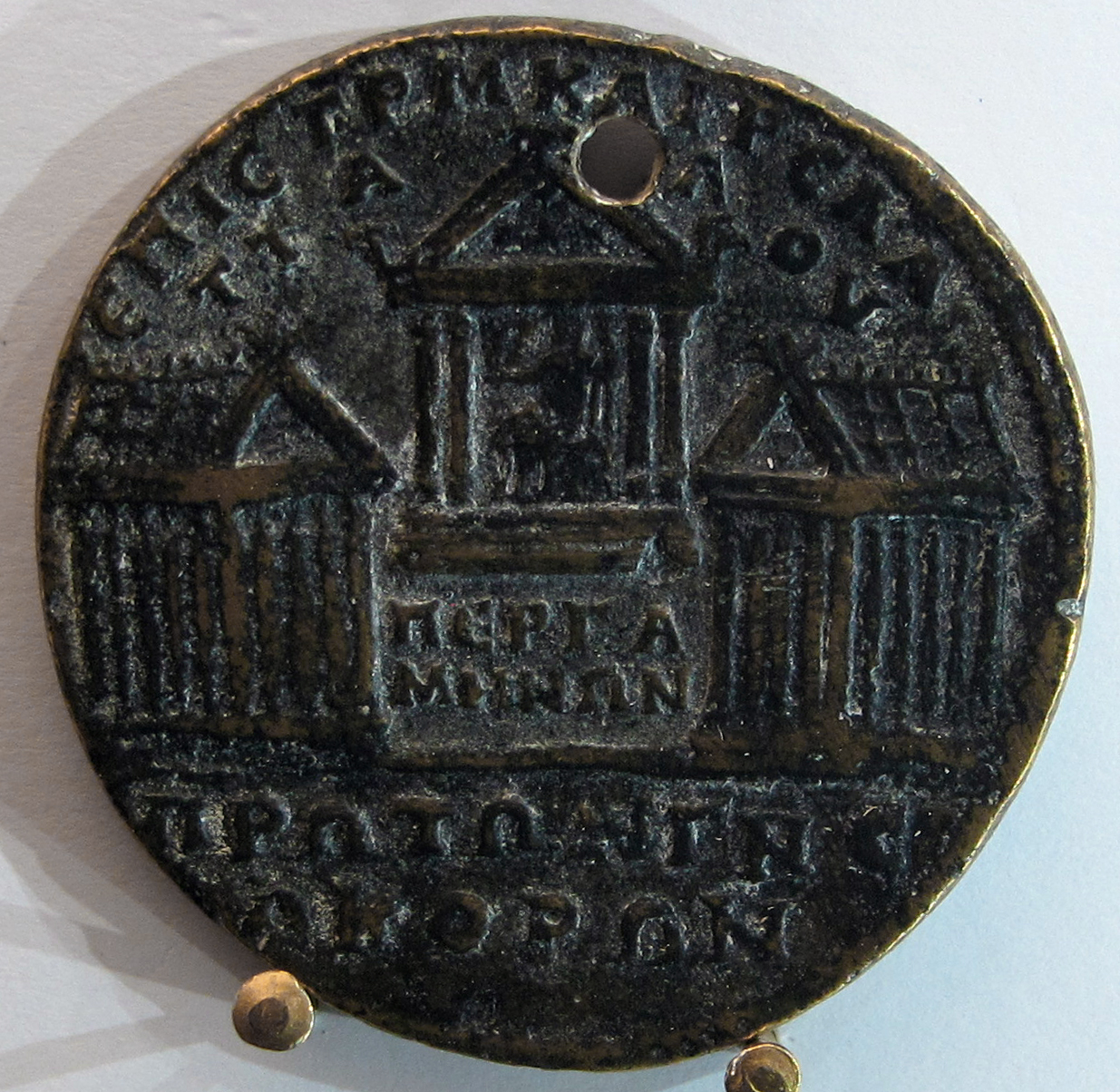
Давньоримський анонім. «Храм у Пергамі зі скульптурою Асклепія»
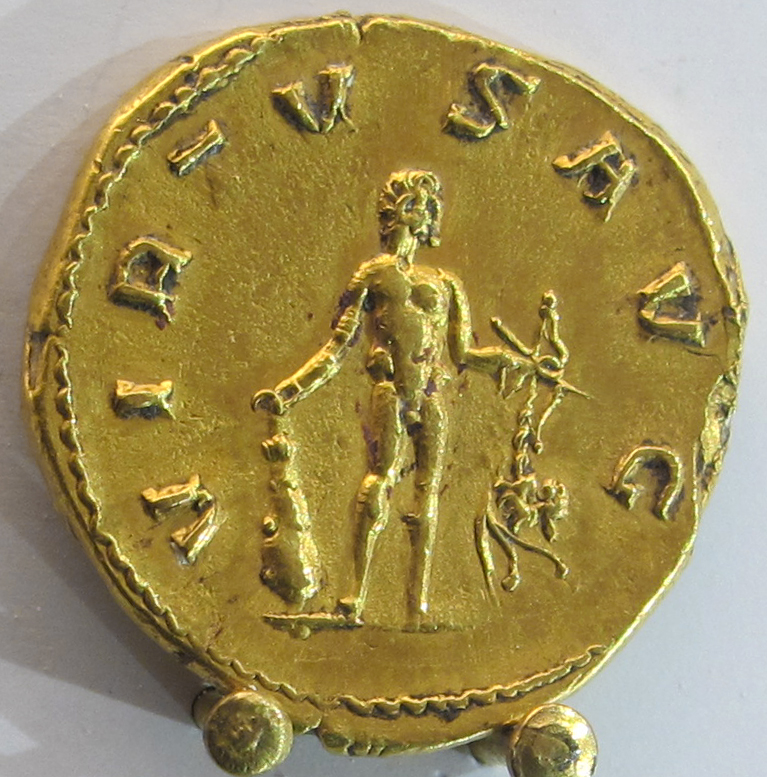
Давньоримський анонім. « Галієн як Геракл» (?).
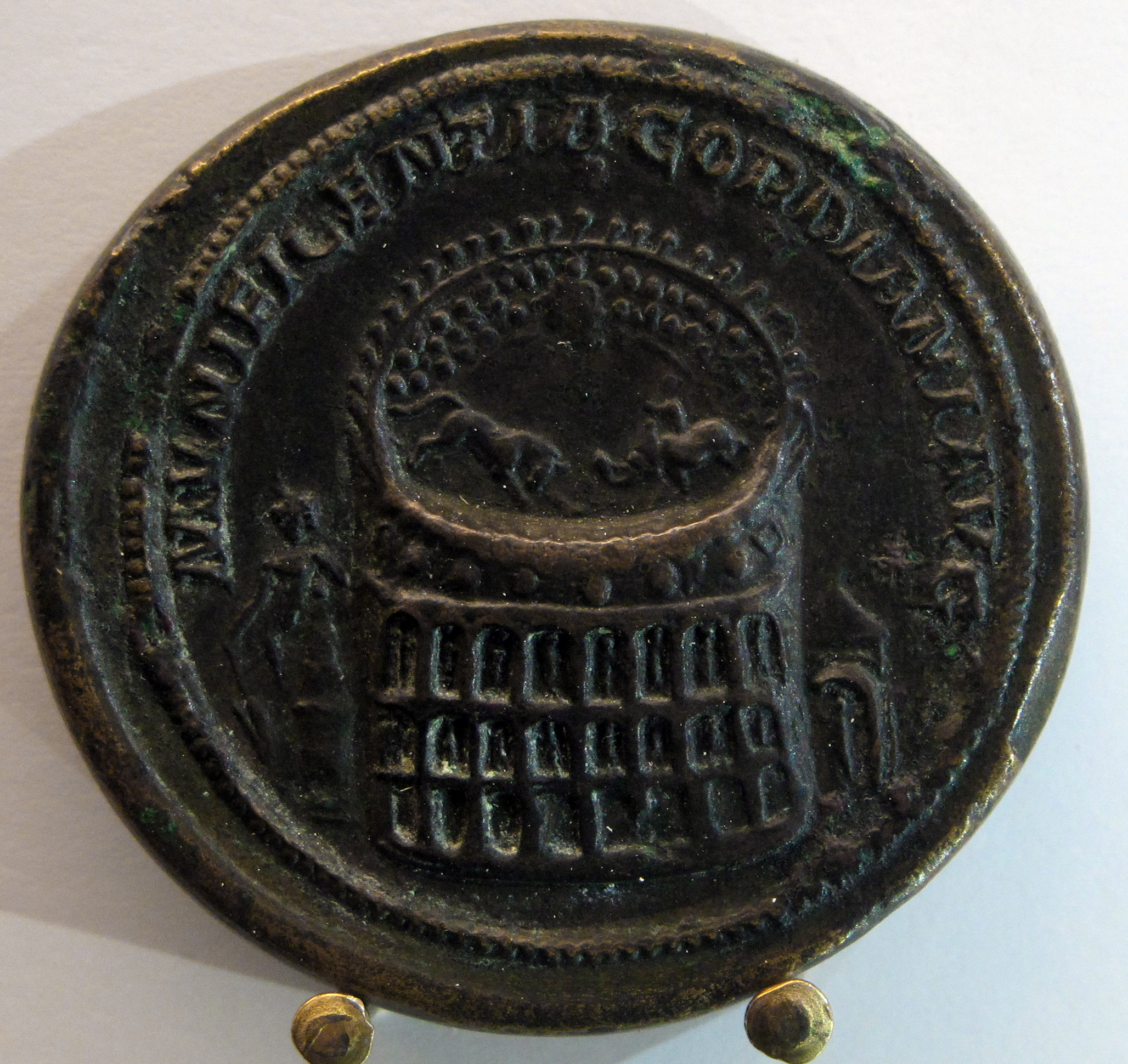
Давньоримський анонім. «Колізей з двобоєм слона і бика»
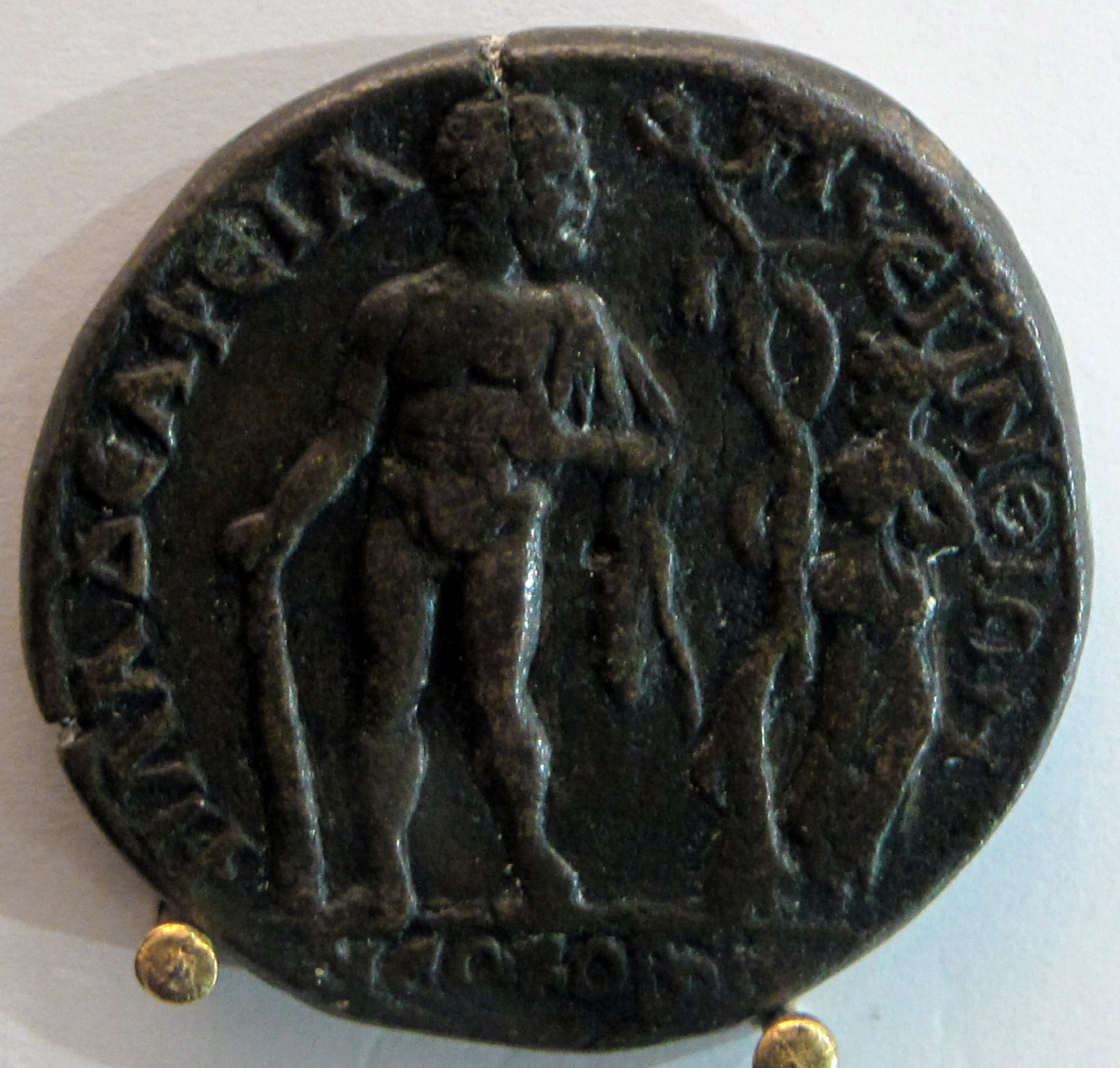
Давньоримський анонім. «Імператор Септімій Север як Геракл, що здобуває яблука Гесперід»
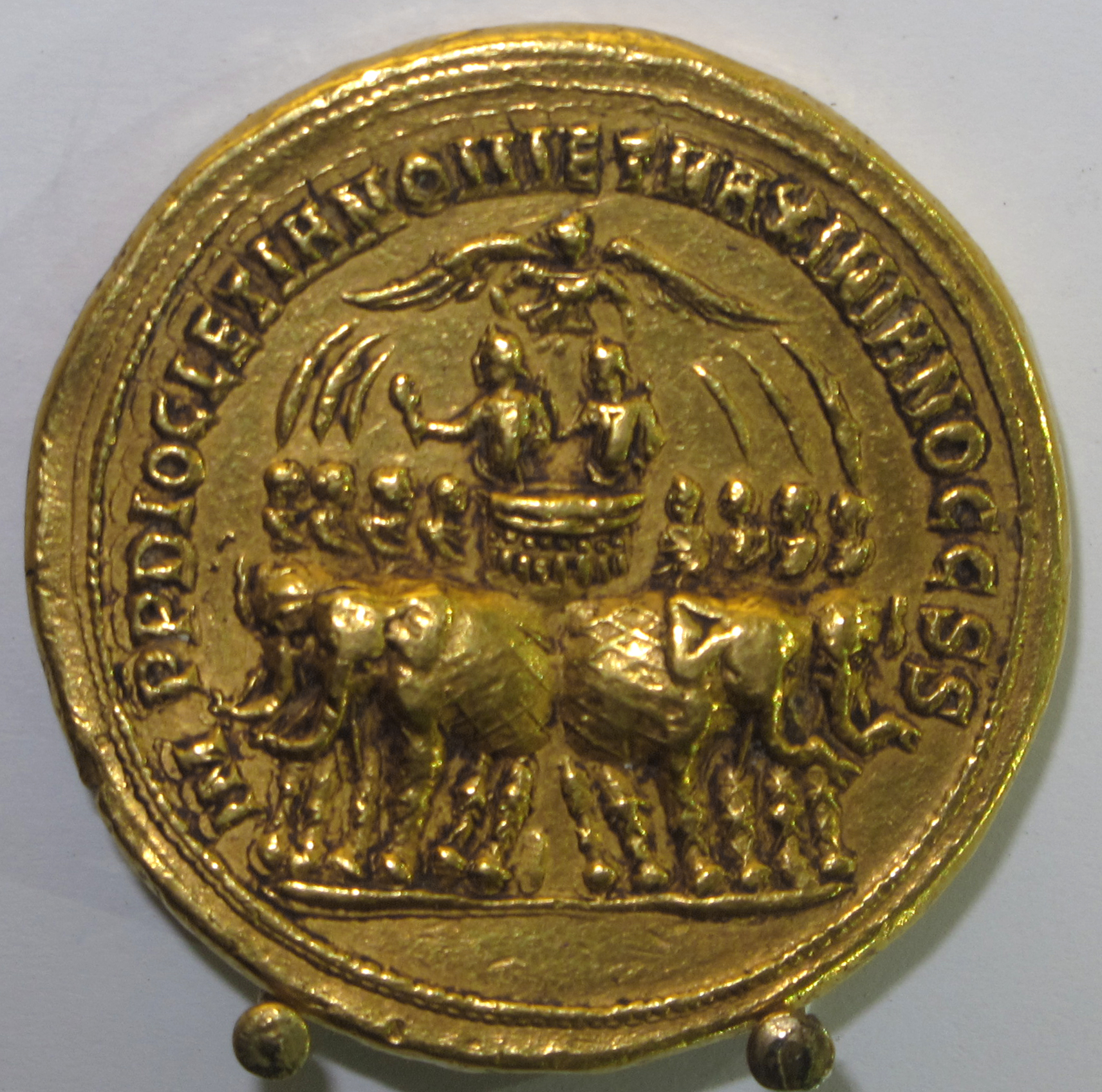
Давньоримський анонім. «Імператор Діоклетіан їде квадрігою слонів»
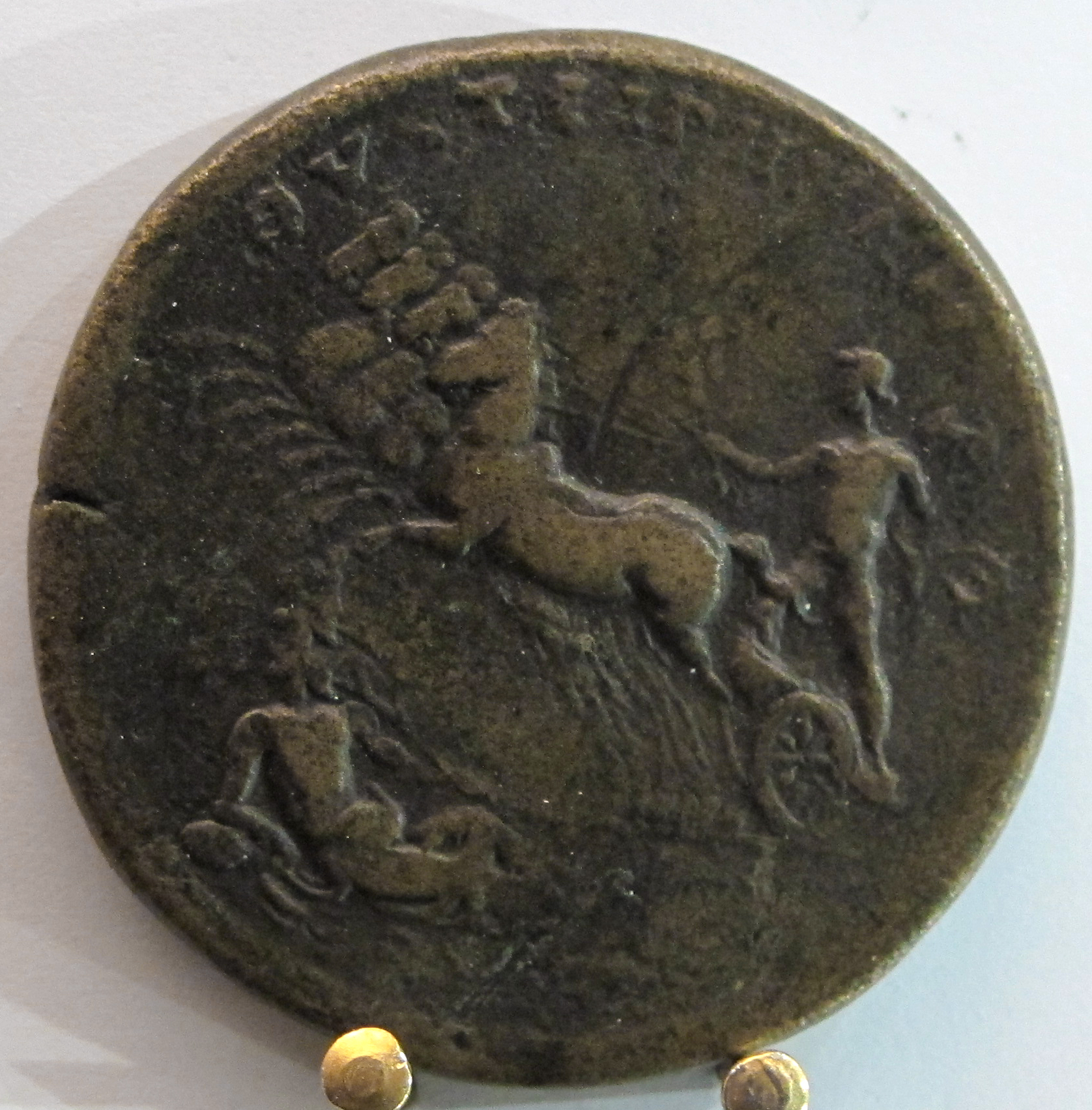
Давньоримський анонім. «Імператор Марк Аврелій править квадрігою », всі — Національний археологічний музей Флоренції, Італія.

### Подяка майстру Пізанелло

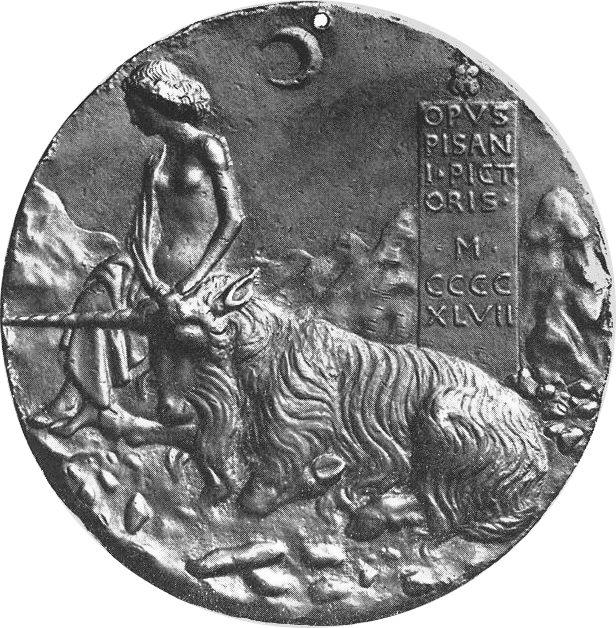
Пізанелло. Медаль на честь Цецилії Гонзага. Зворотний бік — дама з однорогом

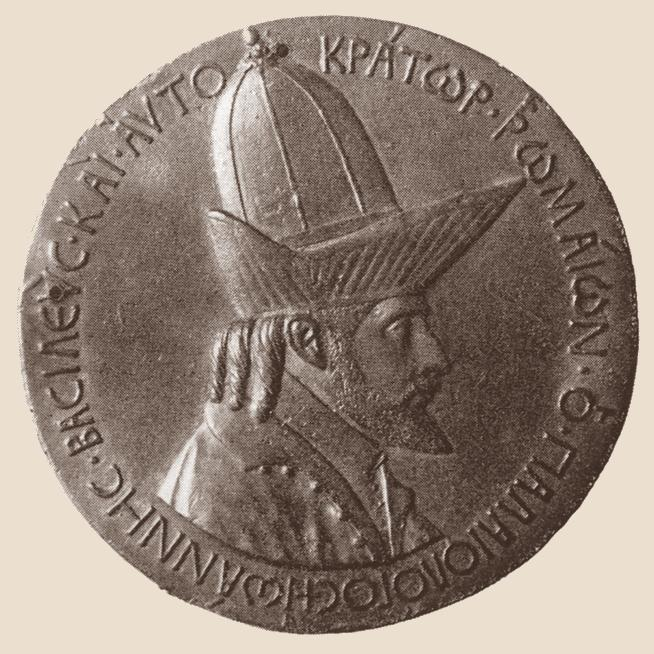
Медаль Пізанелло на честь перебування візантійського імператора Иоанна VIII Палеолога у Флоренції.

Меморіальні медалі не були притаманні античності і Середньовіччю. Для меморіальних цілей використовували монети грошові. Тим не менше в Італії почали виготовляти медалі на ознаку якогось володаря чи значущої події. Збереглися меморіальні монети 1390 року з Падуї, що виготовлені невідомим майстром для герцогів Каррари. Віднайшли і медалі невідомих майстрів 1396 і 1417 років з Венеції.
Але відродження медальєрного мистецтва пов'язують з творами художника  і медальєра Пізанелло (бл.1392-1455). Зустріч у 1437–1438 рр. з імператором Візантії Йоаном VIII Палеологом у Флоренції стала приводом створення першої медалі на його честь.
Як художник і медальєр Пізанелло плідно працював при дворі родини д'Єсте. За прикладом знайдених давньоримських монет і медалей він почав створювати власні зразки. Удосконалена техніка ливарних робіт в Італії надавала йому можливості чітко відтворювати портрети вельможних осіб на аверсі і складні алегоричні композиції на реверсі. У Феррарі напередодні доби відродження розквітла лицарська культура з її святами, культом лицарських турнірів і захопленням девізами, гербами тощо. Відбитком  розквітлої лицарської культури і стануть реверси медалей Пізанелло з їх переускладненістю і незрозумілістю для нащадків. Перші медалі Пізанелло мали великі розміри — до 10 сантиметрів ( медаль на честь імператора Иоанна VIII Палеолога, на честь короля Альфонсо ). Згодом медалі меншають у розмірах до 8-6 см, але зберігають форму правильного кола. Їх наклад надзвичайно малий, так, одна з медалей була створена у кількості двох екземплярів — одна для вельможної особи, друга — для збірки герцогів Феррари.
Ознакою великої популярності медальєрики в Італії стало колекціонування старовинних античних і сучасних їм монет і медалей. Вони стають предметом купівлі і продажу, речами, котрі зберігали і пишалися. Серед перших колекціонерів давньоримських монет був сам Петрарка. За переказами, саме йому належала думка про відродження медалей як мистецтва, але у самостійній якості, без їх вартості бути грошима.
Меморіальну медаль на честь ( некоронованого володаря Флоренції ) Козімо Медічі в рельєфному виконанні включив в портрет юнака і уславлений художник Сандро Боттічеллі (бл. 1475, Флоренція, галерея Уффіці.)

## Італійські медалі доби відродження
В добу італійського відродження сформувалось декілька медальєрних центрів, зазвичай навколо князівських дворів — у папському Римі, в Неаполі, в Ріміні, Пармі, в Мантуї, Феррарі, у Венеції. Медальєрне мистецтво цього періоду  носить відверто аристократичний характер і обслуговує потреби світських та церковних князів ( римських пап, венеціанських дожів, князівських родин Феррари, Мантуї, Парми, тиранічного володаря малого міста Ріміні ). Потяг до давньоримської архітектури і намагання відродити її в реальному будівництві 16 ст. спричинили появу архітектурних елементів і в медалях на реверсі (як існуючих — замок Сіджизмондо у Ріміні, так і тих що перебували в проекті - проект собору Св. Петра роботи Донато Браманте).

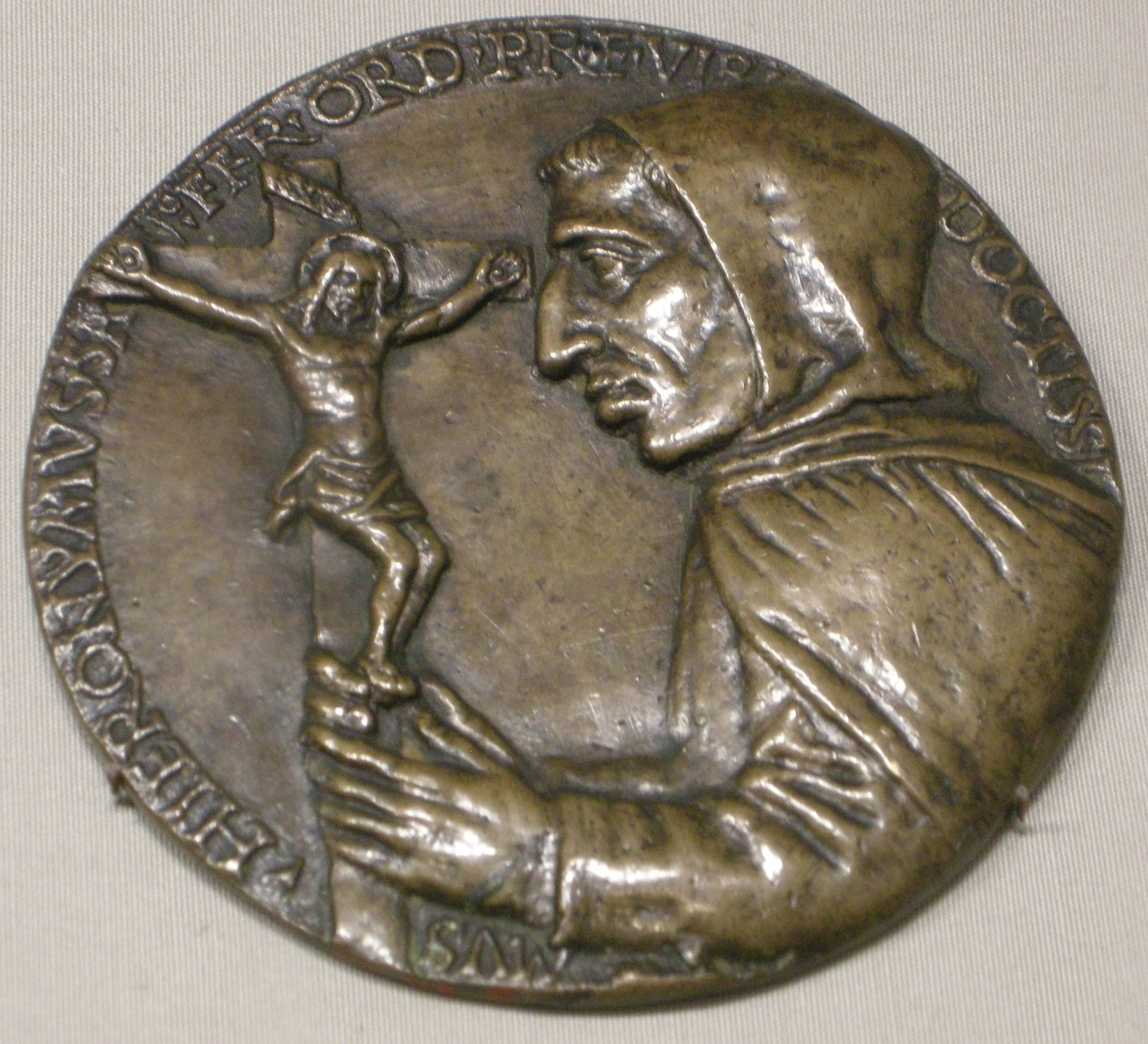
Медальєр Нікколо ді Форцоре Спінеллі. «Джироламо Савонарола», до 1494 р..Музей мистецтва Метрополітен, Нью-Йорк.

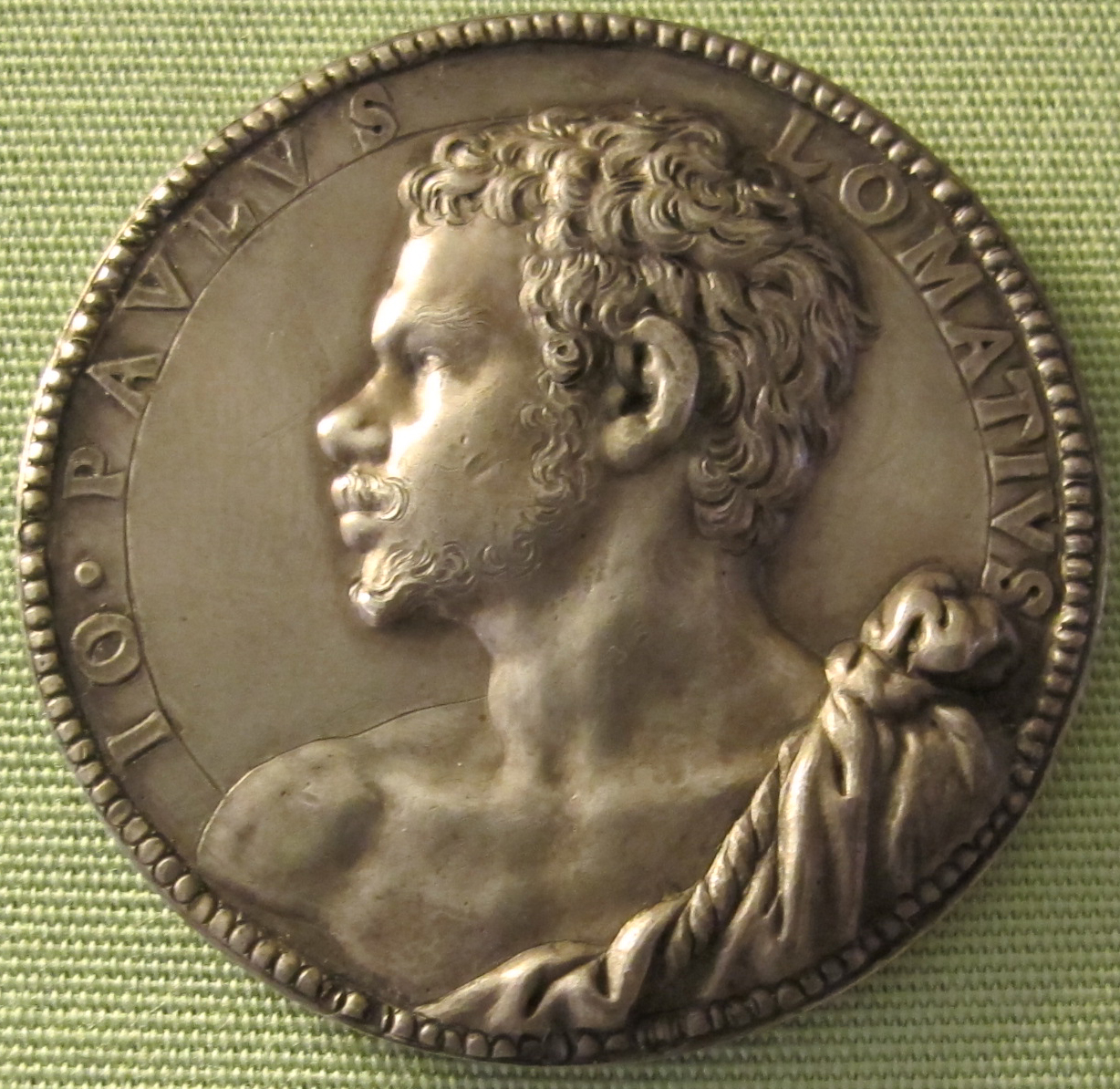
Медальєр Аннібале Фонтана. «Художник Дованні Ломаццо», 1559 р.

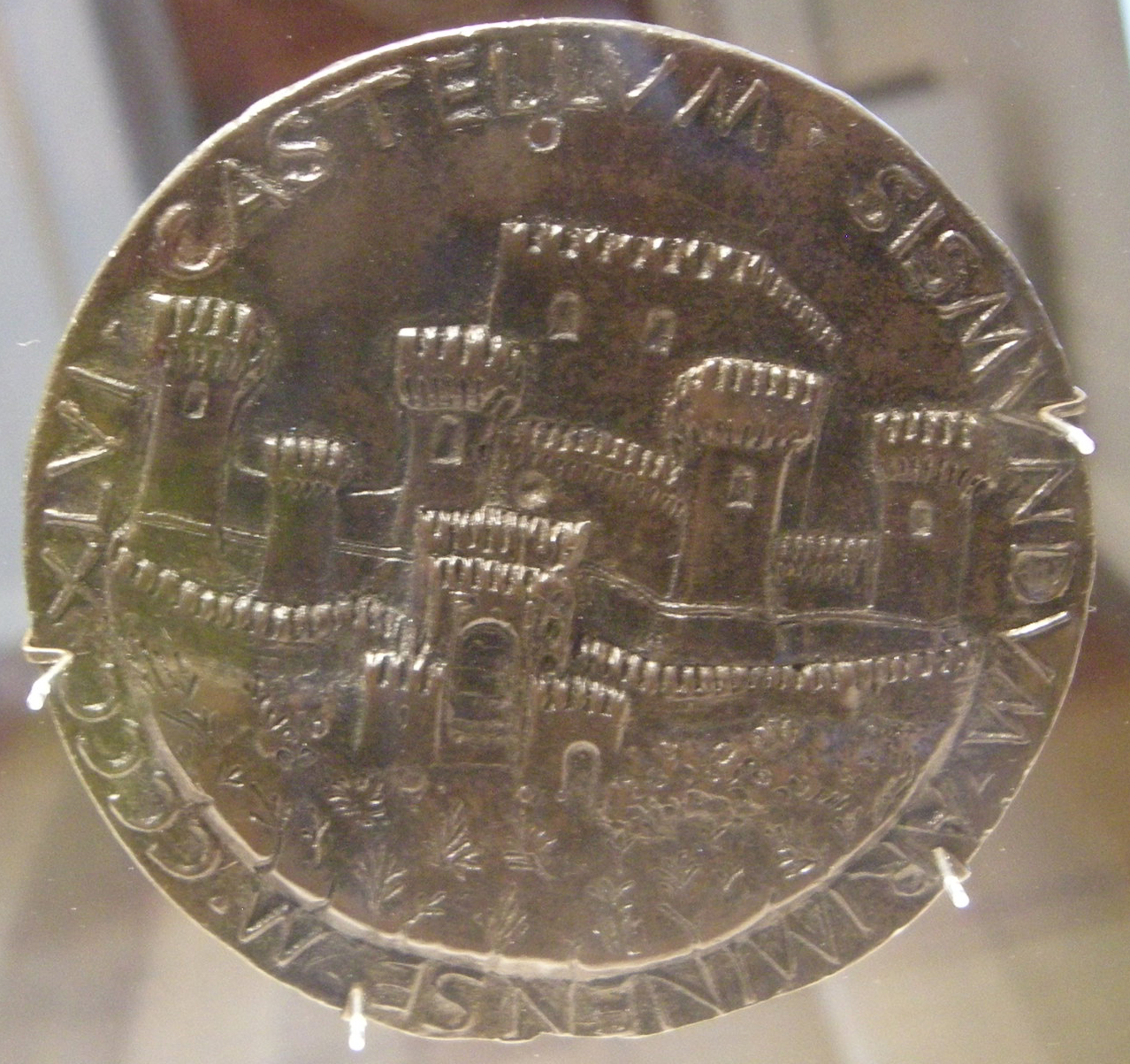
Маттео де Расті, ( реверс - замок Сіджизмондо в Ріміні ), до 1460 р.
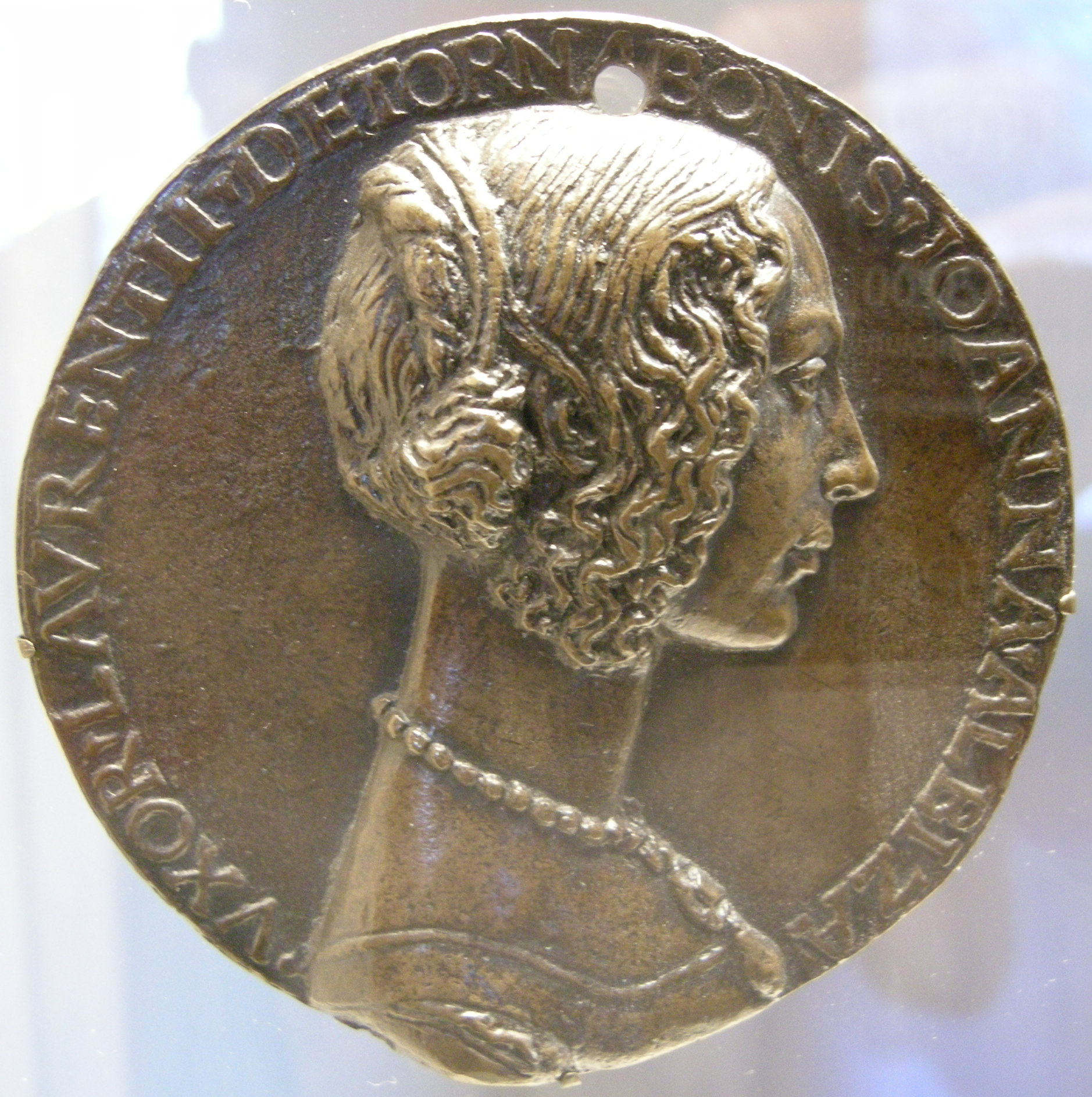
Медальєр Ніколо Фьорентіно, «Джованна Торнабуоні», 1486 р.
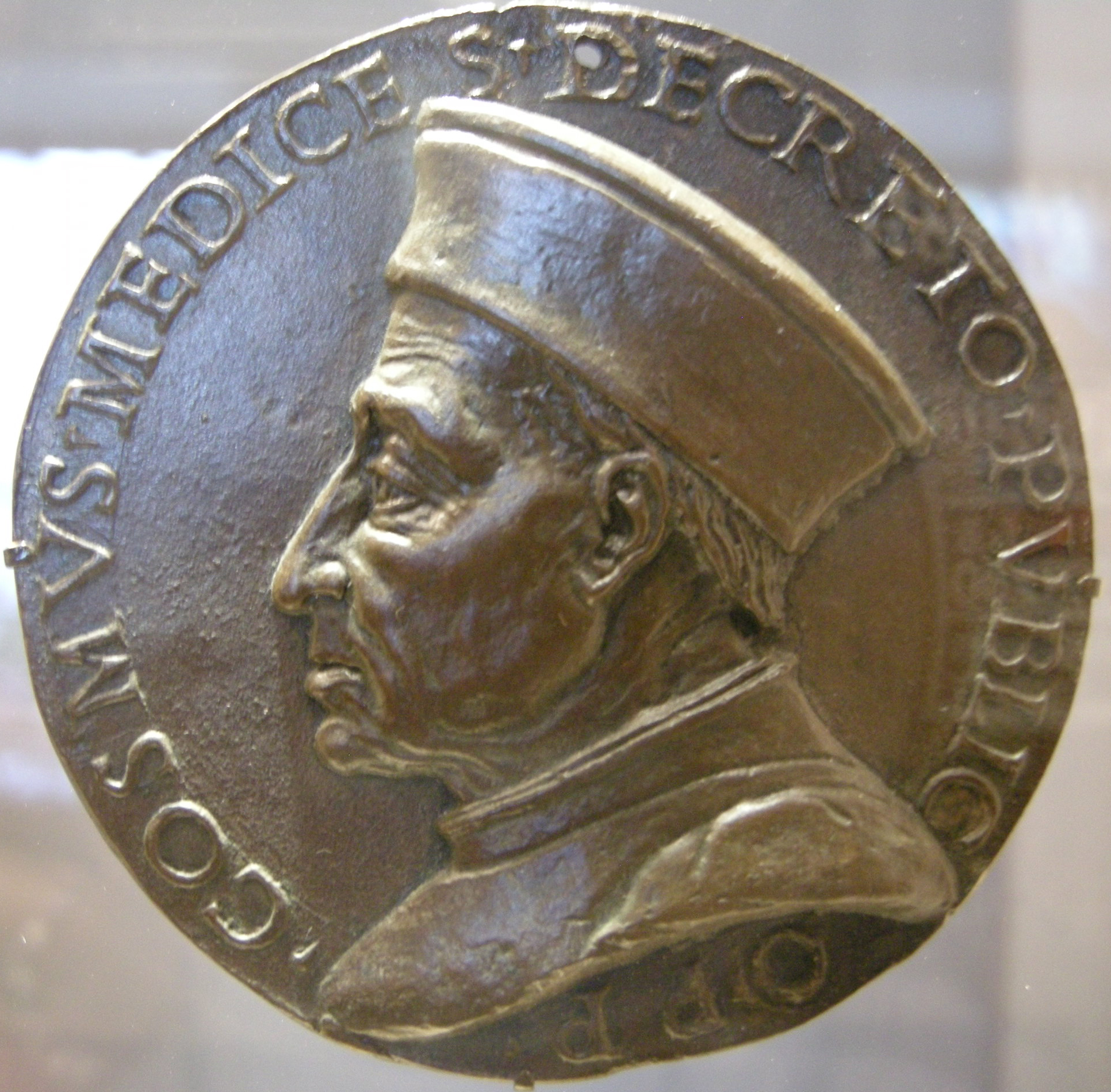
Анонім, Флоренція, «Козімо Медічі», до 1469 р.
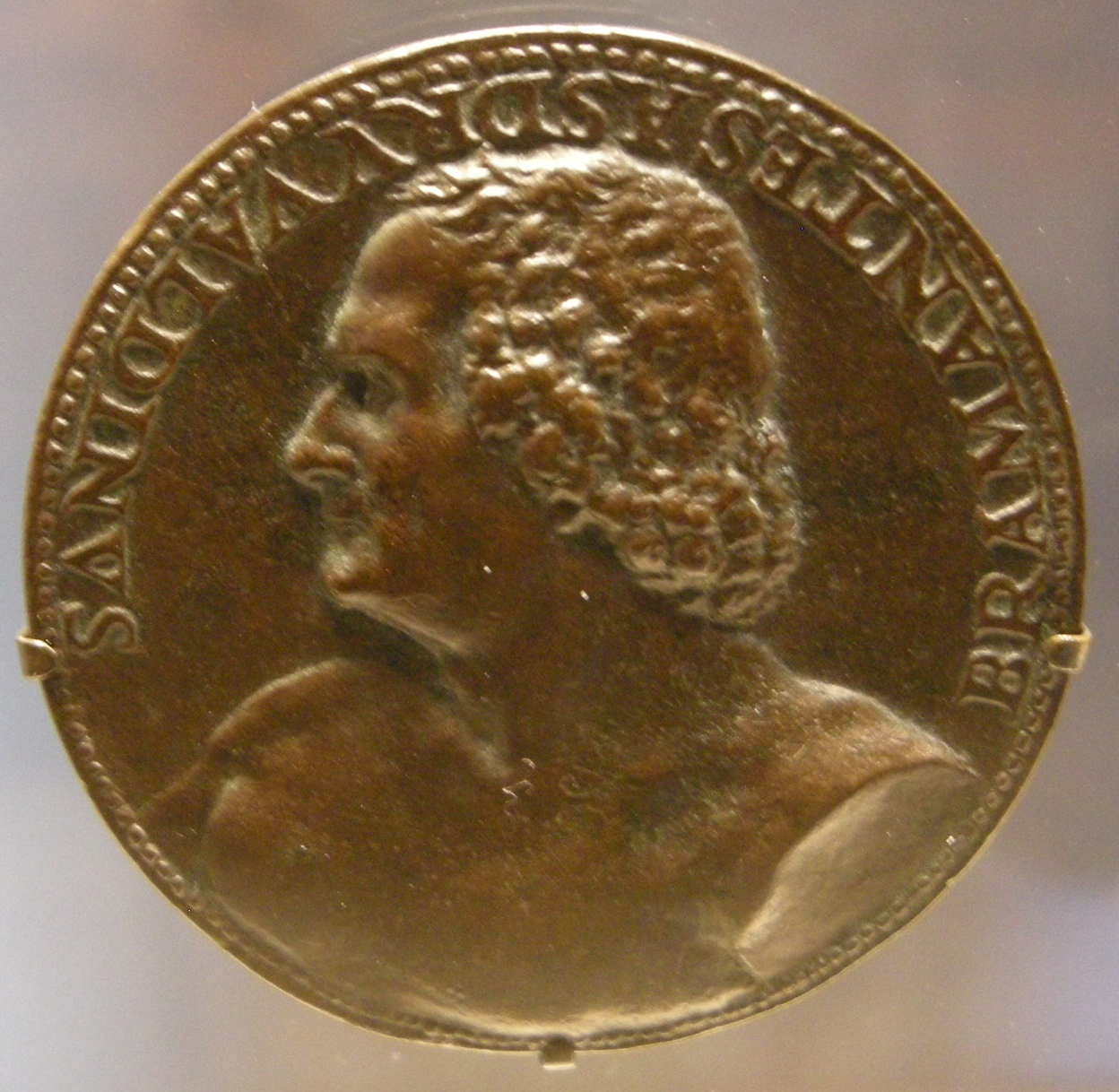
Карадоссо, « Архітектор Донато Браманте», 1506 р.
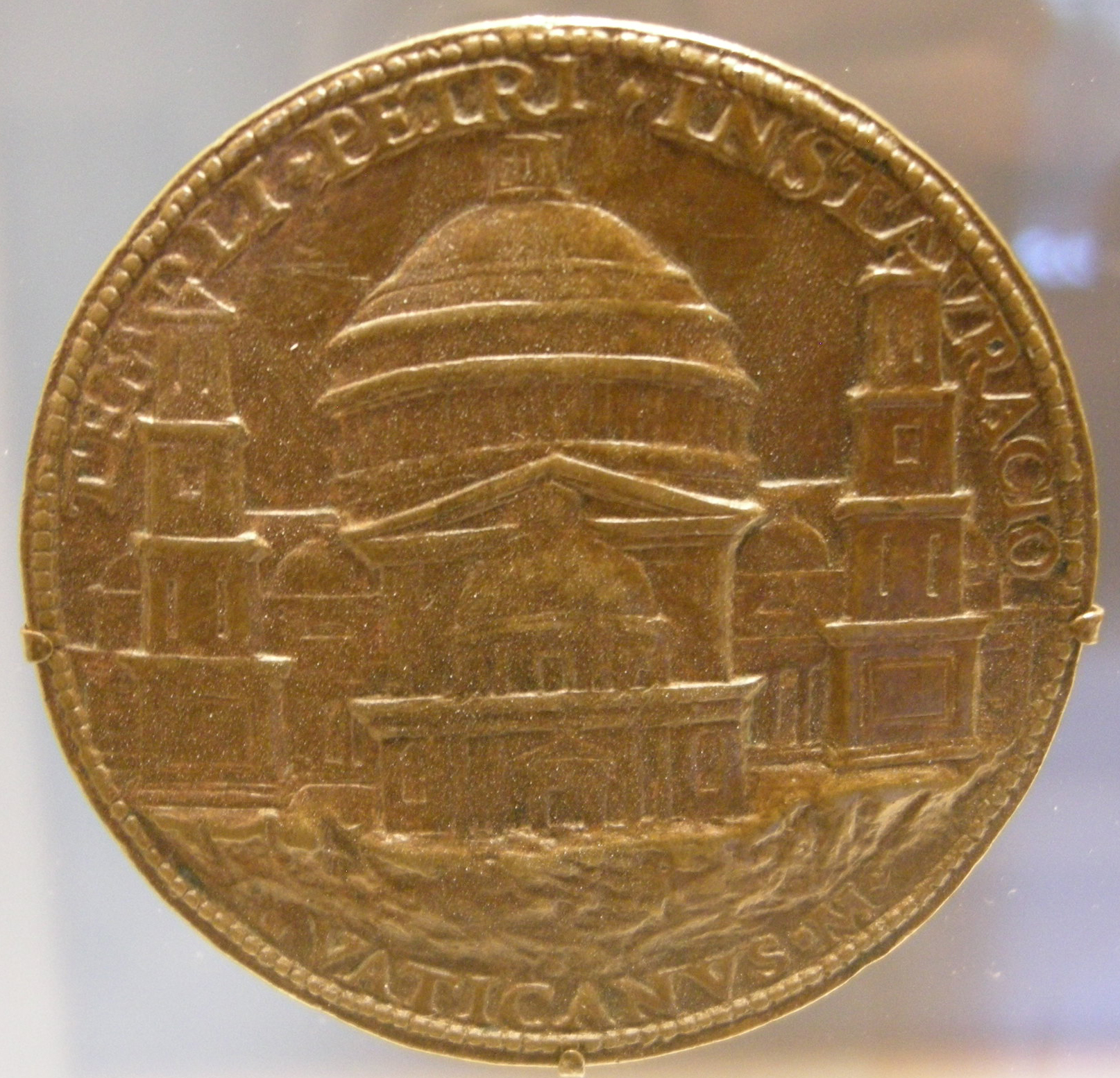
Карадоссо, медаль на честь папи Юлія ІІ( реверс - фасад собору Св. Петра, 1-й варіант проекту )
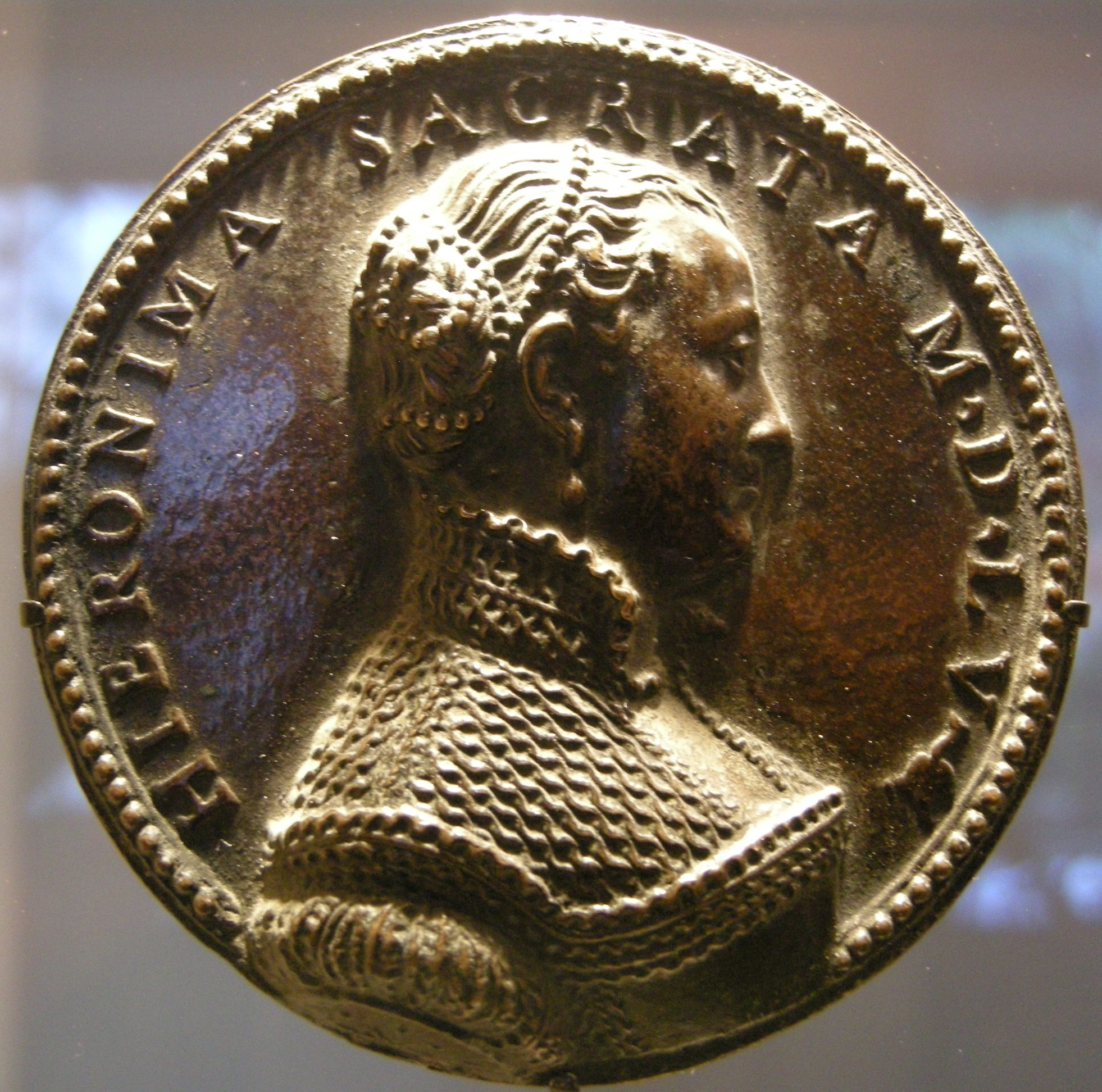
Медальєр Пасторіно де Пасторіні. «Джиролама Сакраті Феррарська», 1555 р.
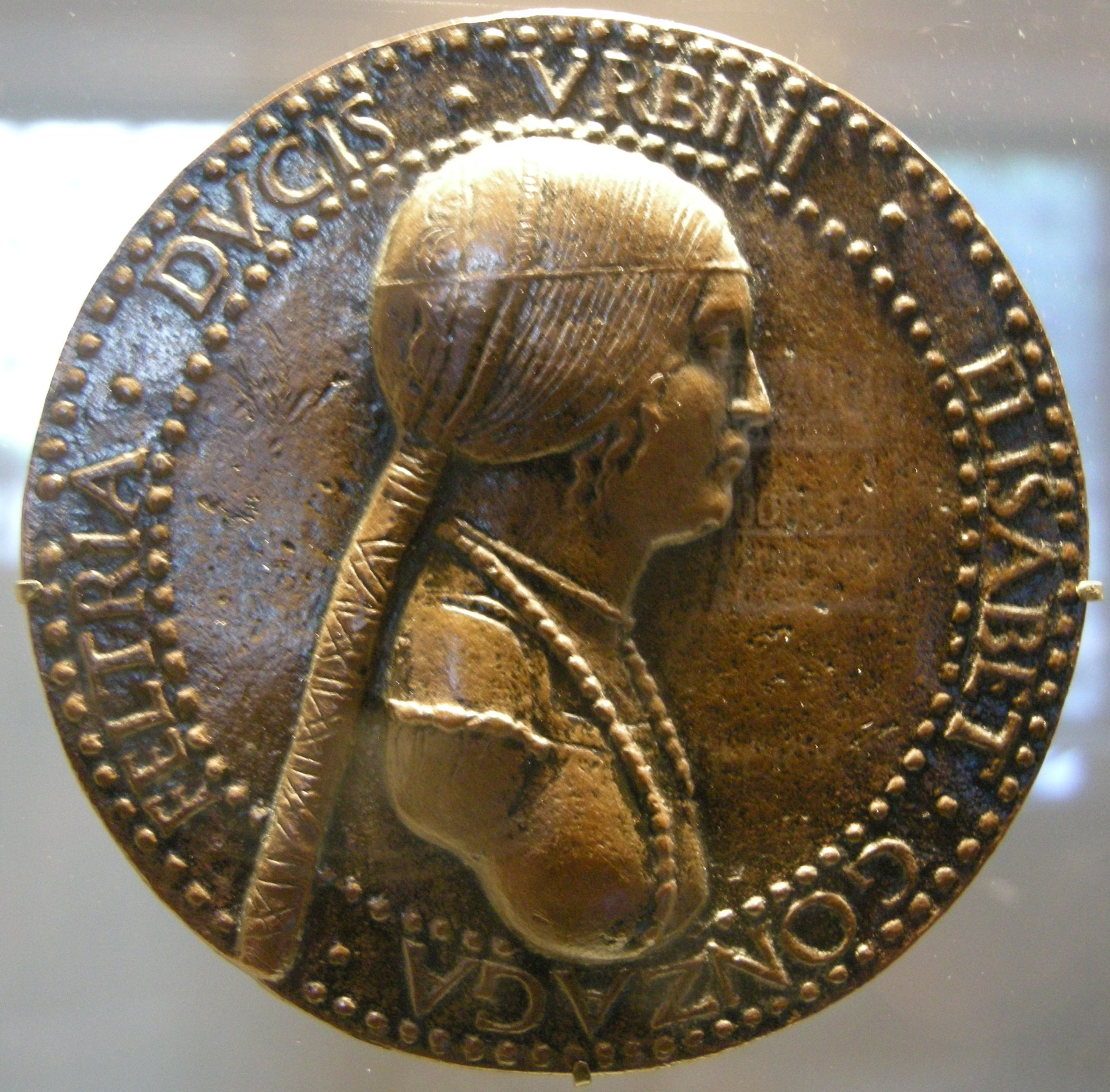
Медальєр Адріано Фьорентіно. «Елізабета Гонзага», бл. 1502 р.,Національна галерея мистецтва, Вашингтон.
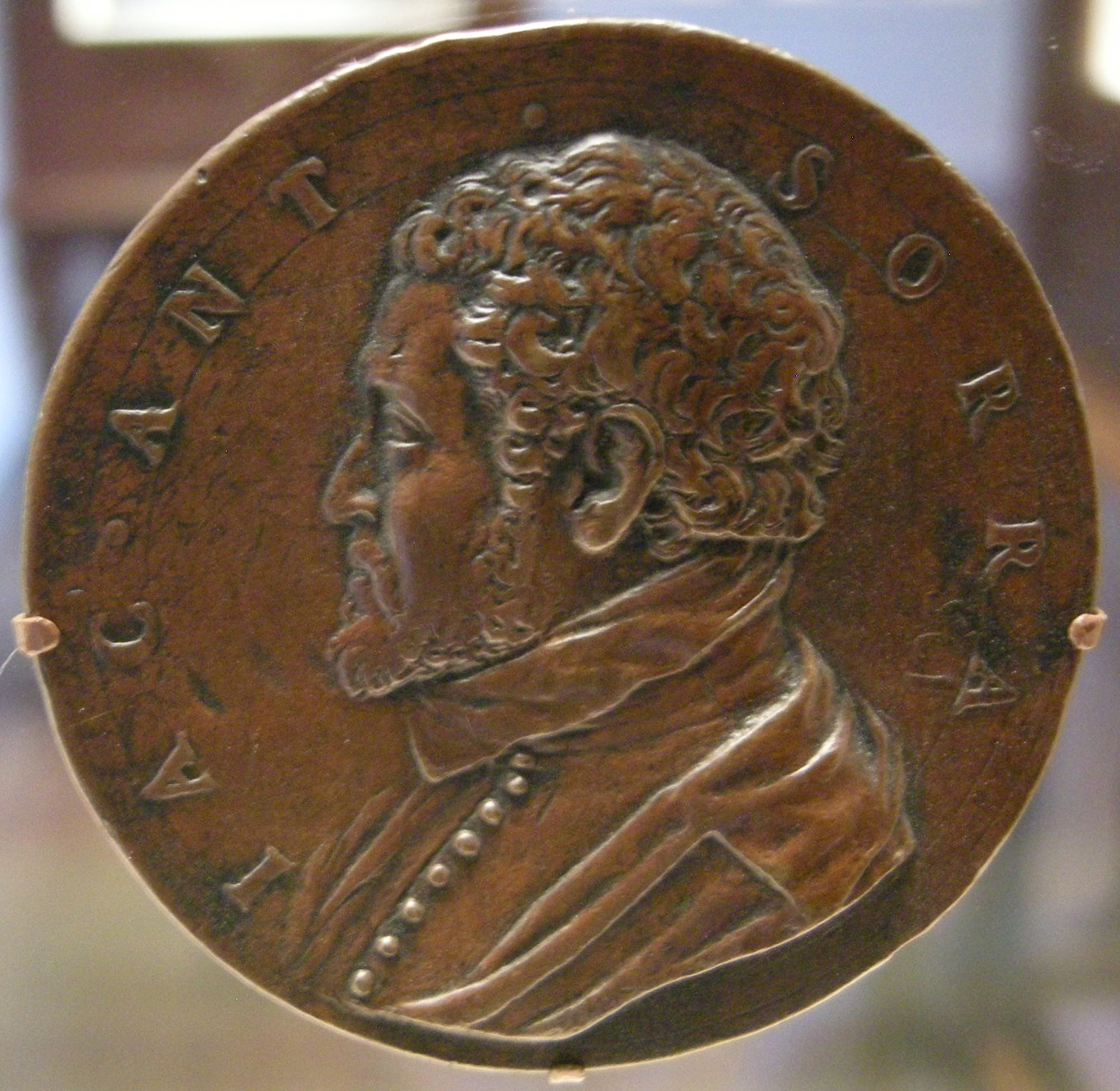
Медальєр Антоніо Абондіо. «Якопо Антоніо Сорра», 1561 р.

## Медальєрне мистецтво доби італійського маньєризму

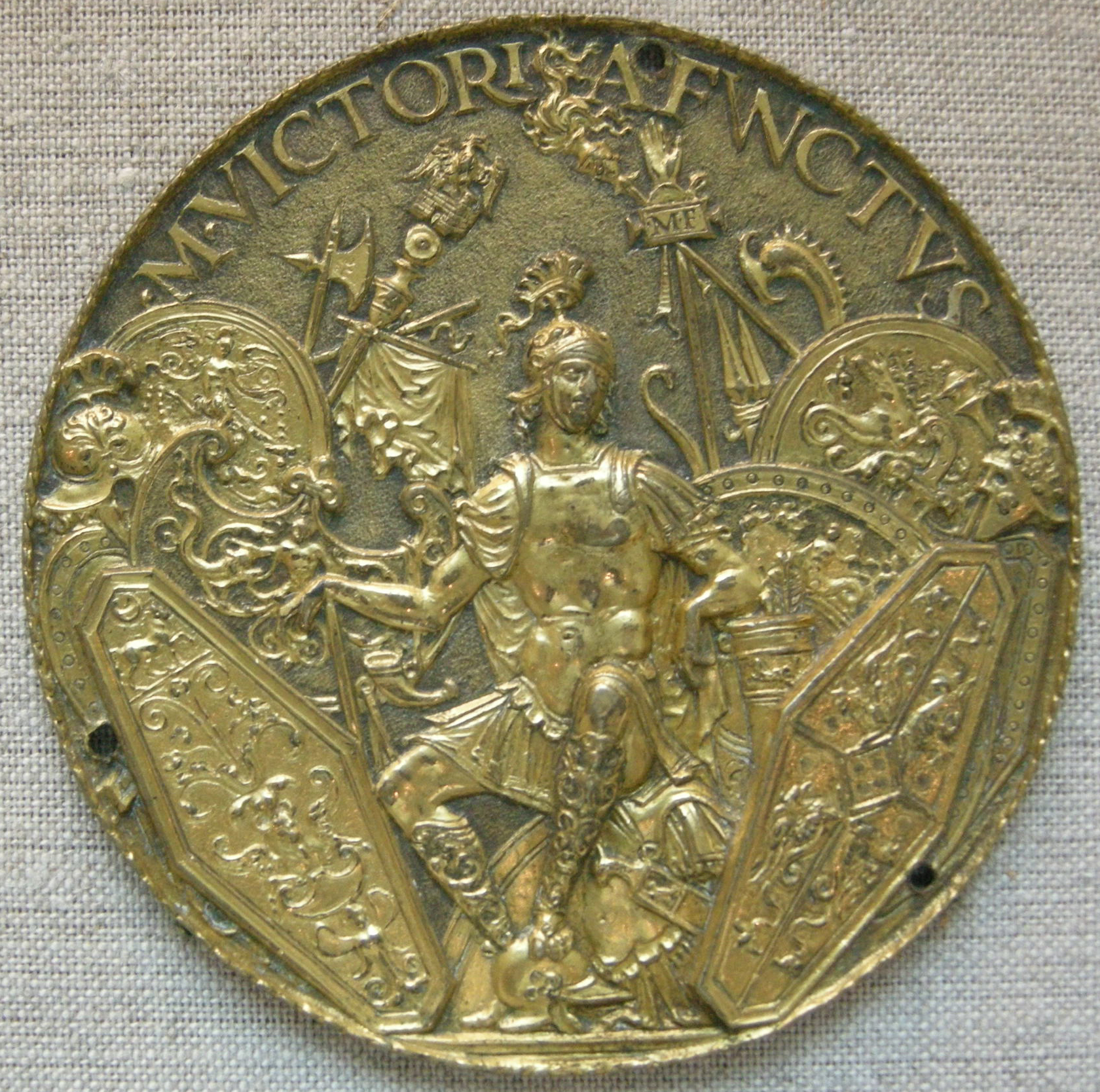
Медальєр Галеаццо Монделла. «Бог війни Марс - переможець»

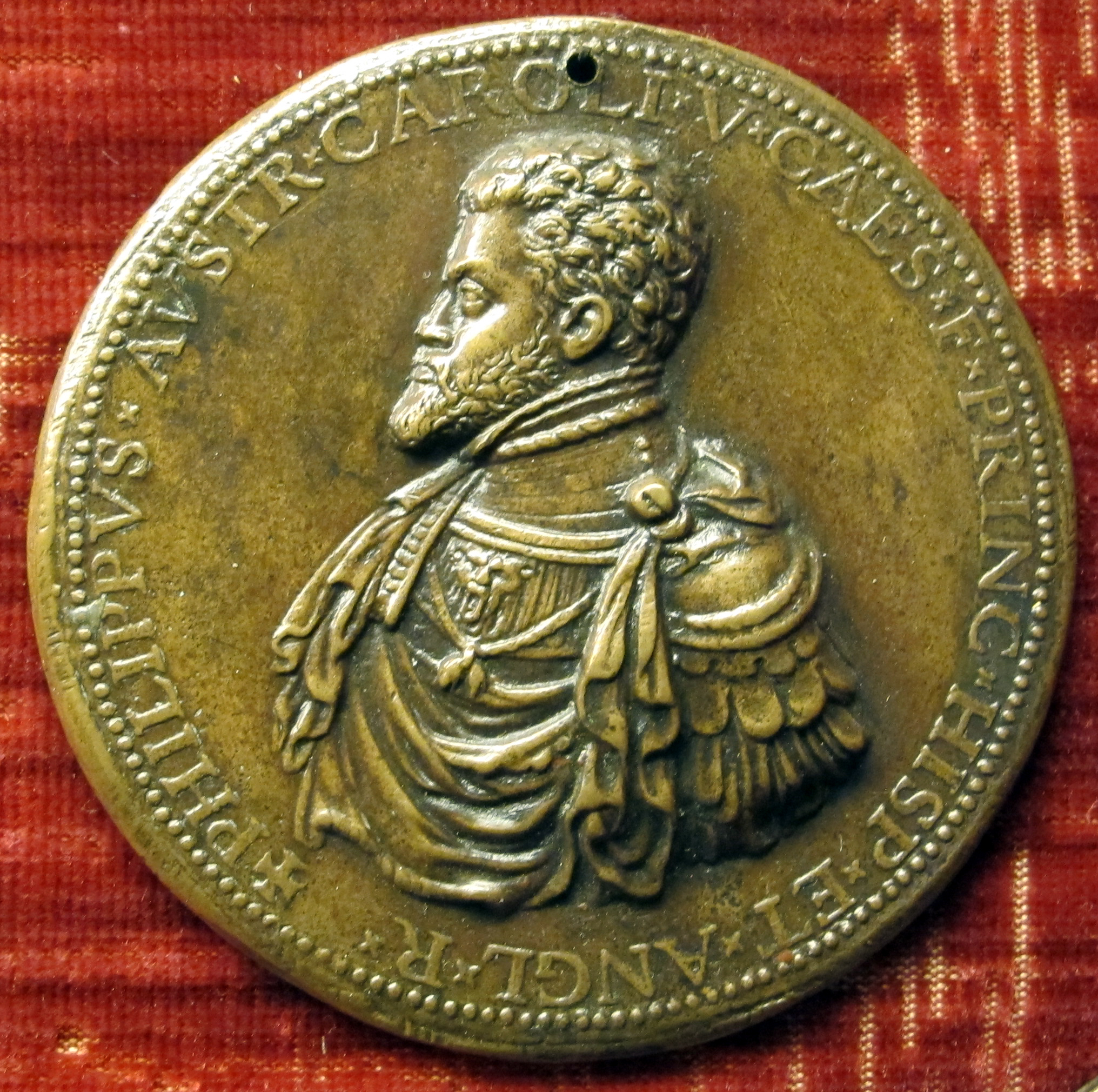
Медальєр Леоне Леоні. «Король Іспанії Філіп II».

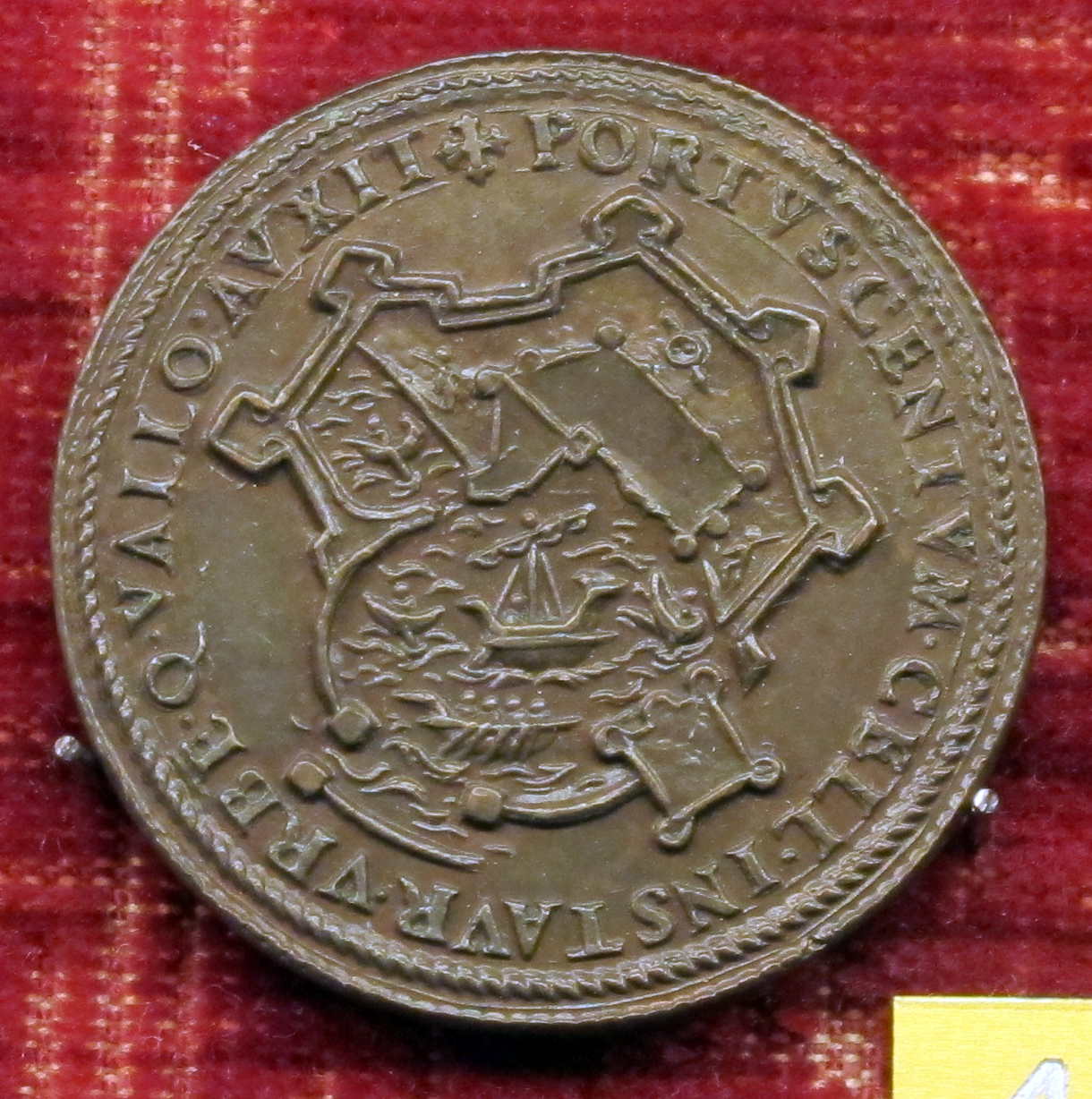
Римський анонім. Порт Чівітавекья, реверс медалі Григорія XIII, 1572 р.
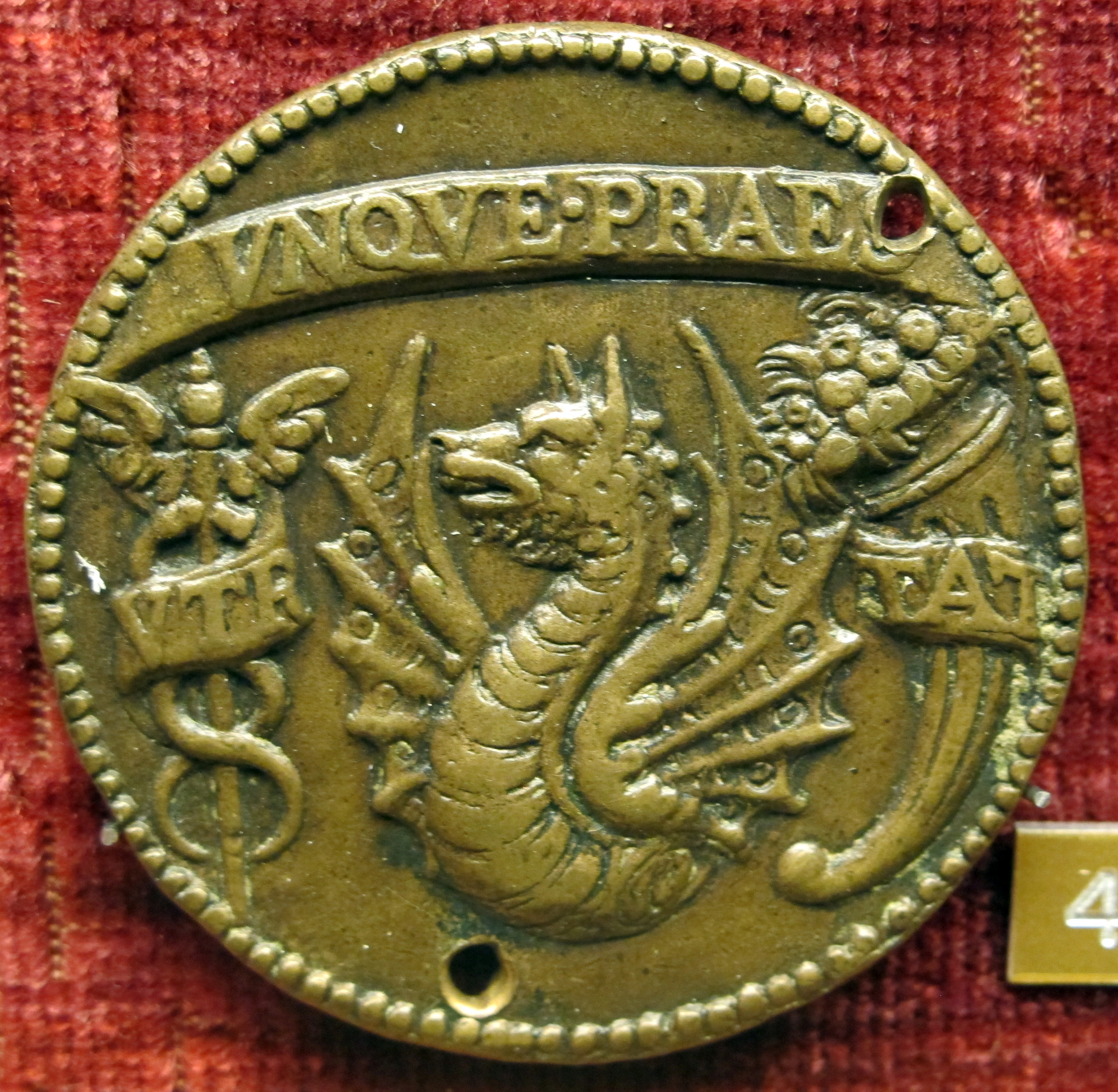
Римський анонім. Медаль з геральдичним драконом
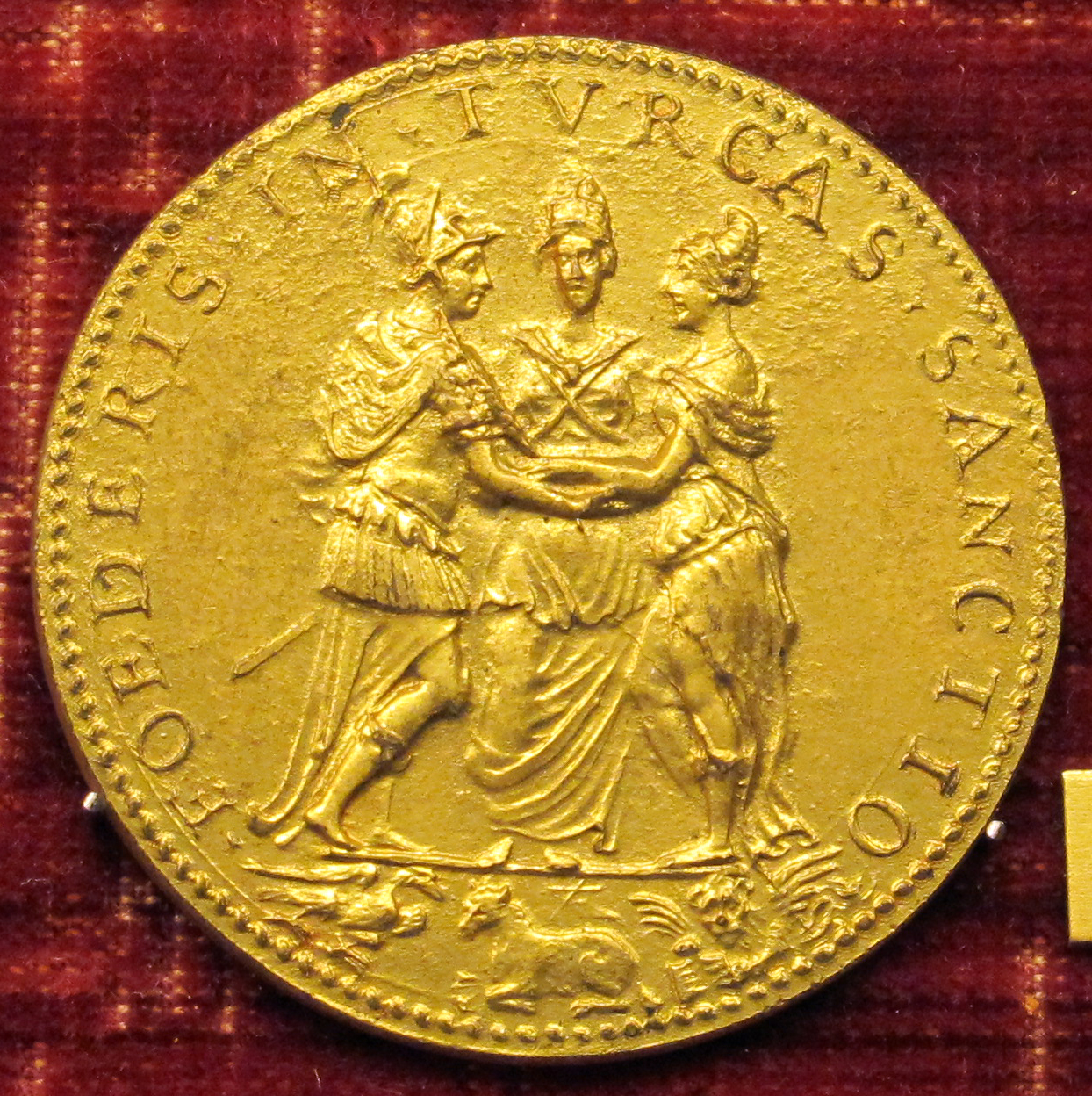
Медаль папи  Пія  V, реверс - алегорія союзу трьох держав Іспанії, Венеції, Папської держави
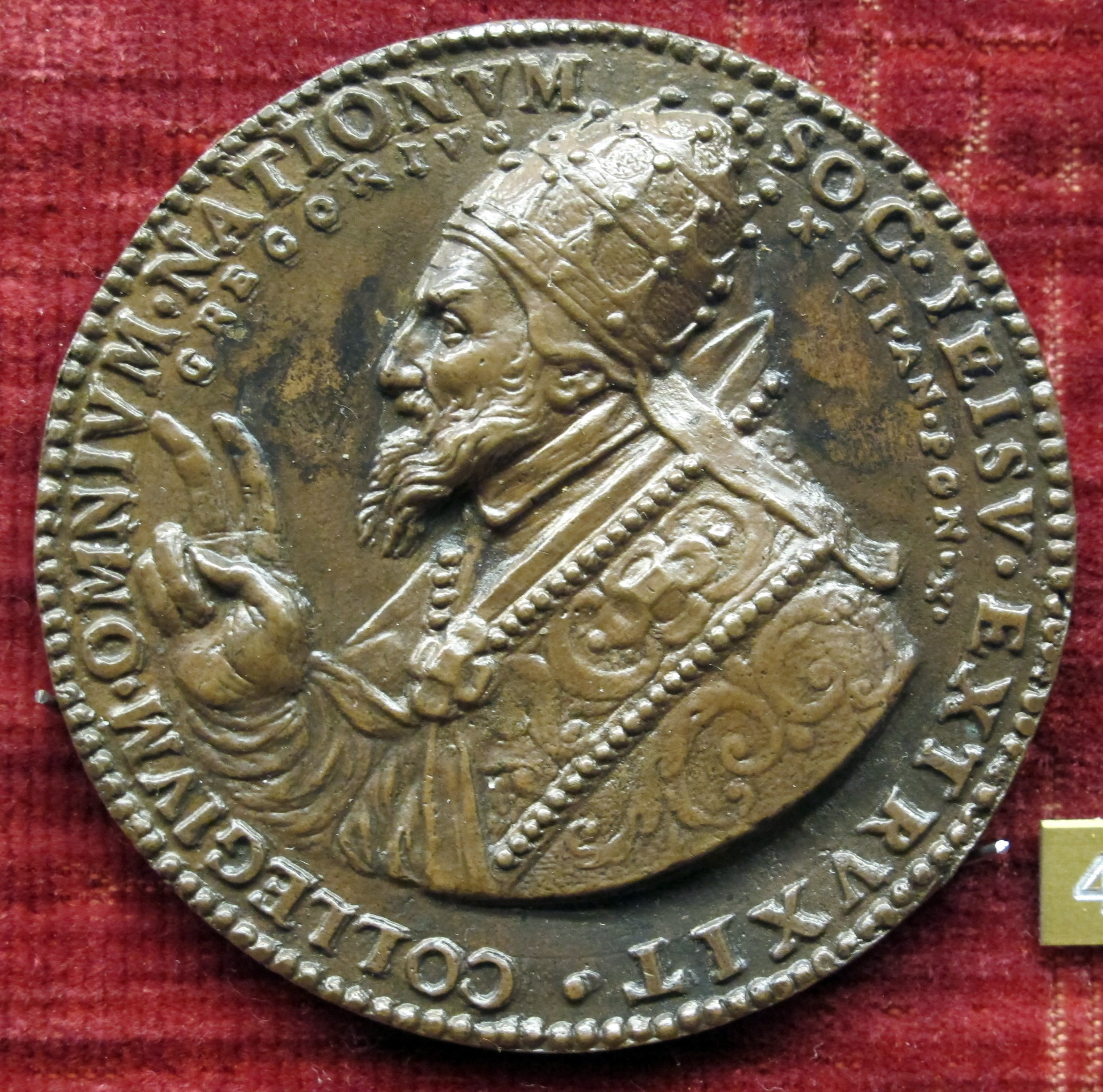
«Папа римський Григорій XIII», 1582 р., бронза

Медальєрне мистецтво італійського маньєризму виростало з мистецтва відродження і деякий час хронологічно співіснувало з ним. Але це нова генерація майстрів, нові форми при втраті героїки, рівноваги образів  і надзвичайний контроль, цензурування і тиск на митців з боку церковної і світської влади.
До першої генерації маньєристів в Італії було підозріле ставлення. Їх беруть на службу до вже сформованих чи нових князівських дворів, де керують і живуть середньовічні і феодальні звички. Звідси стільки невідповідності гуманістичним принципам в поведінці з боку римських пап чи володарів дрібних італійських князівств - злочини папи римського Олександра VI Борджа, його сина Чезаре, жорстокість папи Юлія II, тиранічне правління князів Феррари, в Ріміні тощо.
В мистецтво прийшли тривога, песимізм, дисонанси, пригніченість. Зросли майстерність і опанування художніми техніками, працює чимало віртуозних майстрів, але втрачені віра в добре майбутнє і довіра до держави, церкви і світу. Виникає культ віртуозного малюнка, прояв і демонстрація власної освіти і ерудиції, котрі  переносять в живопис, в скульптуру, в архітектурний декор, у ювелірну справу і в медальєрне мистецтво. 
Медалі доби маньєризму (з удосконаленими технологіями, з віртуозним виконанням ) справляють враження коштовностей навіть тоді, коли використані дешеві метали чи бронза.
Образ вельможного замовника набуває нетутешньої величі, винятковості, пишності. Часто від образу в медалі випромінюється гнів і загроза, небезпека замість привітності чи рівноваги. Маленька мініатюра на аверсі медалі набуває всіх ознак парадного портрета - велич, винятковість, пільговий стан, втілення найкращих державницьких якостей. І як в парадному портреті — часто це фальш, приховування слабкодухості і невідповідності посадам, компліменти фанатикам, психопатам, хворим чи пихатим особам без здібностей.

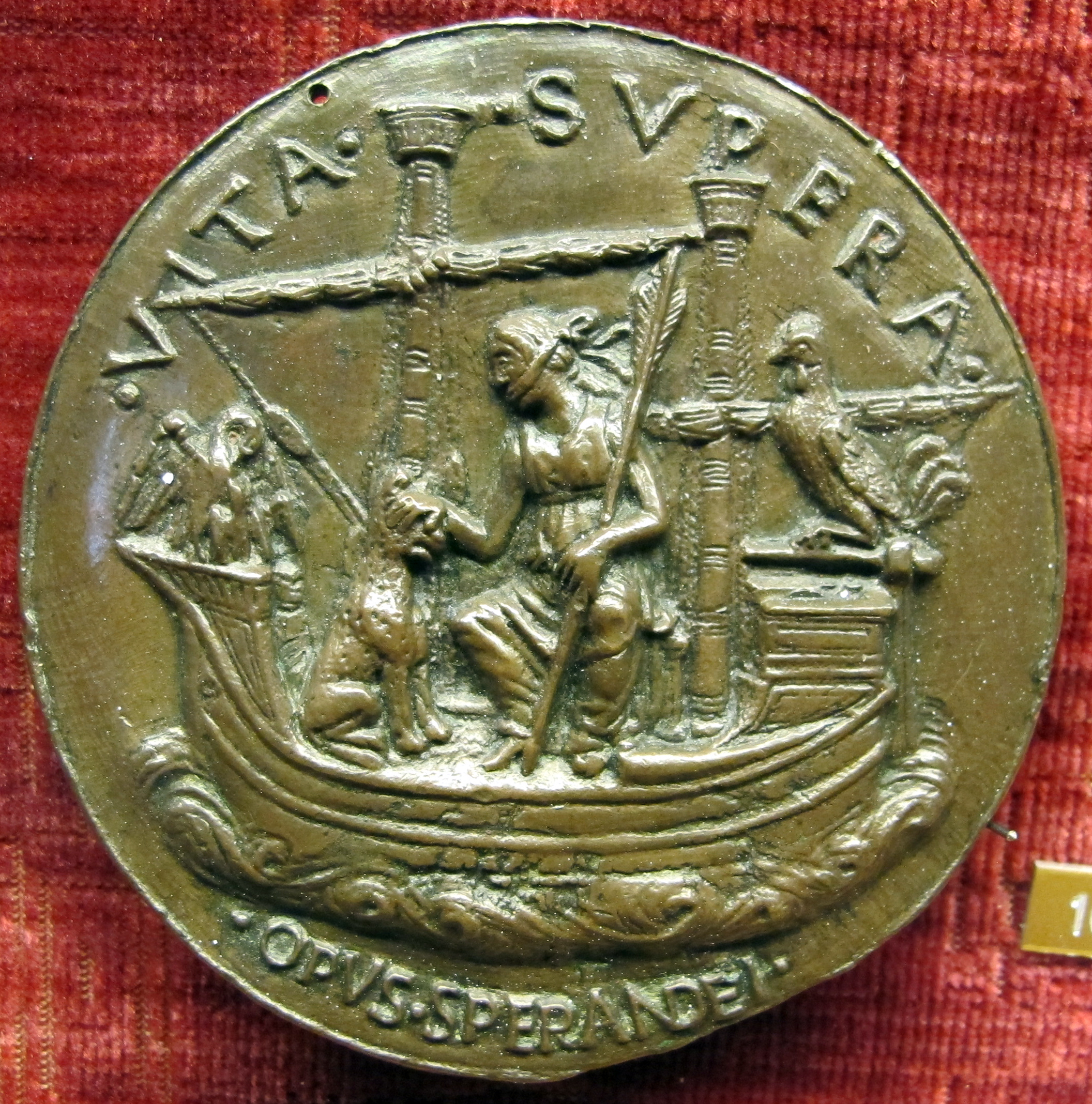
Медальєр Сперандіо Савеллі. «Джуліано делла Ровере», майбутній папа Юлій II, реверс, алегорична сцена
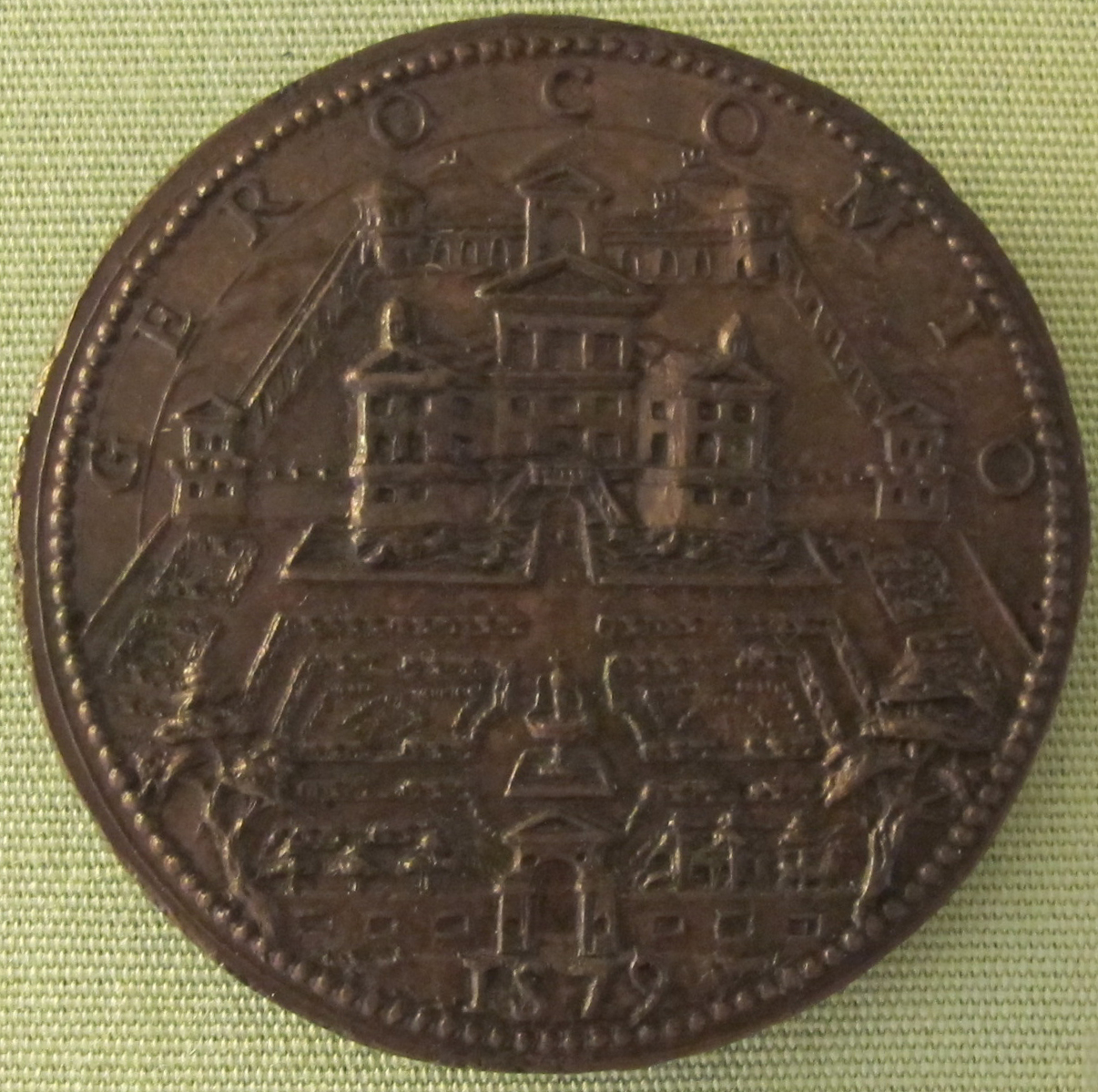
Медальєр Федеріко Коччіола. «Кардинал Просперо Сантакроче», реверс - вілла Герікоміо з садом у Тіволі, 1579 р.
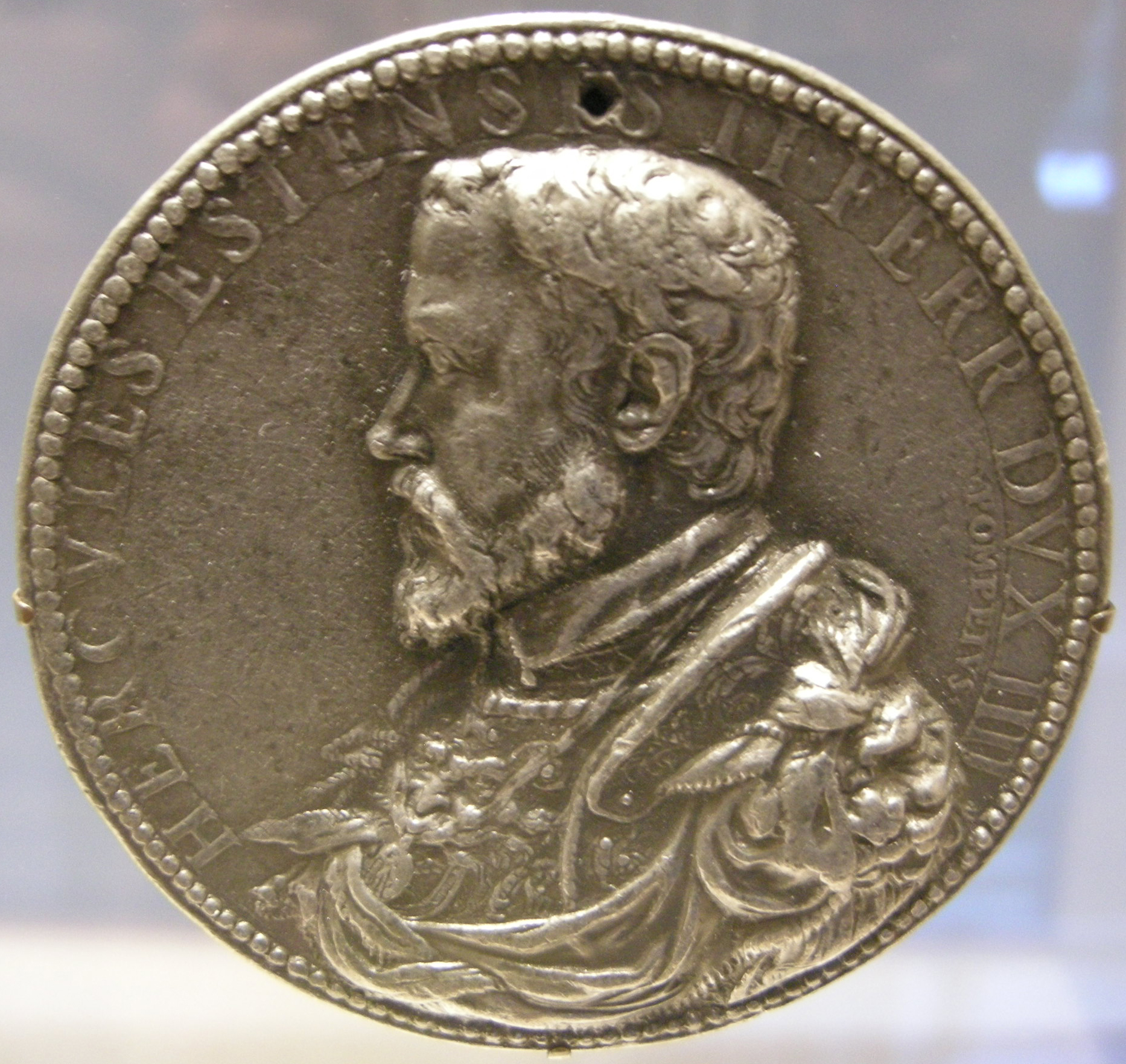
Помпео Леоні, «Ерколе II д'Есте», 1554 р.
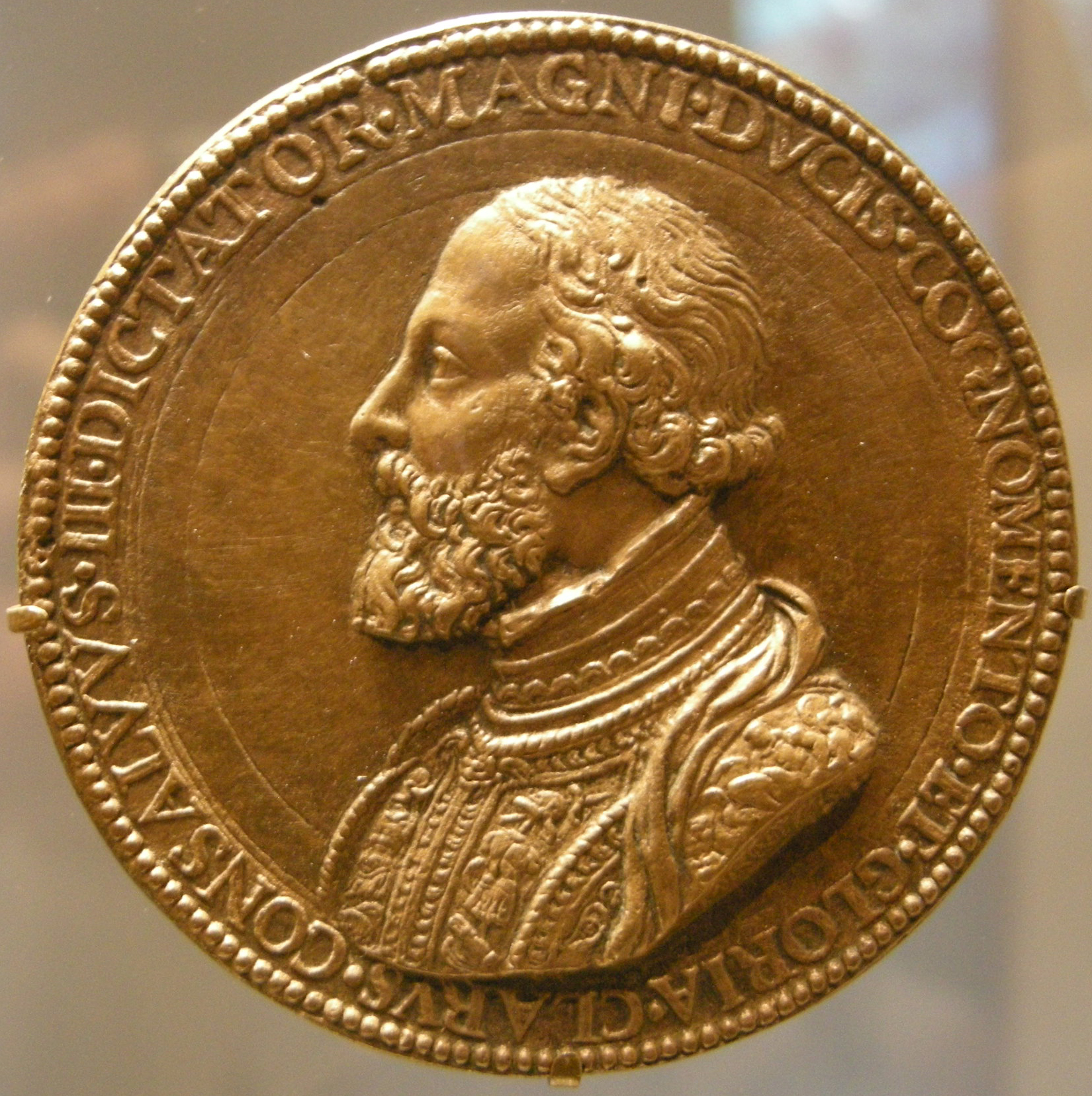
Аннібалє Фонтана, Гонсало де Кордова, 1550 р.
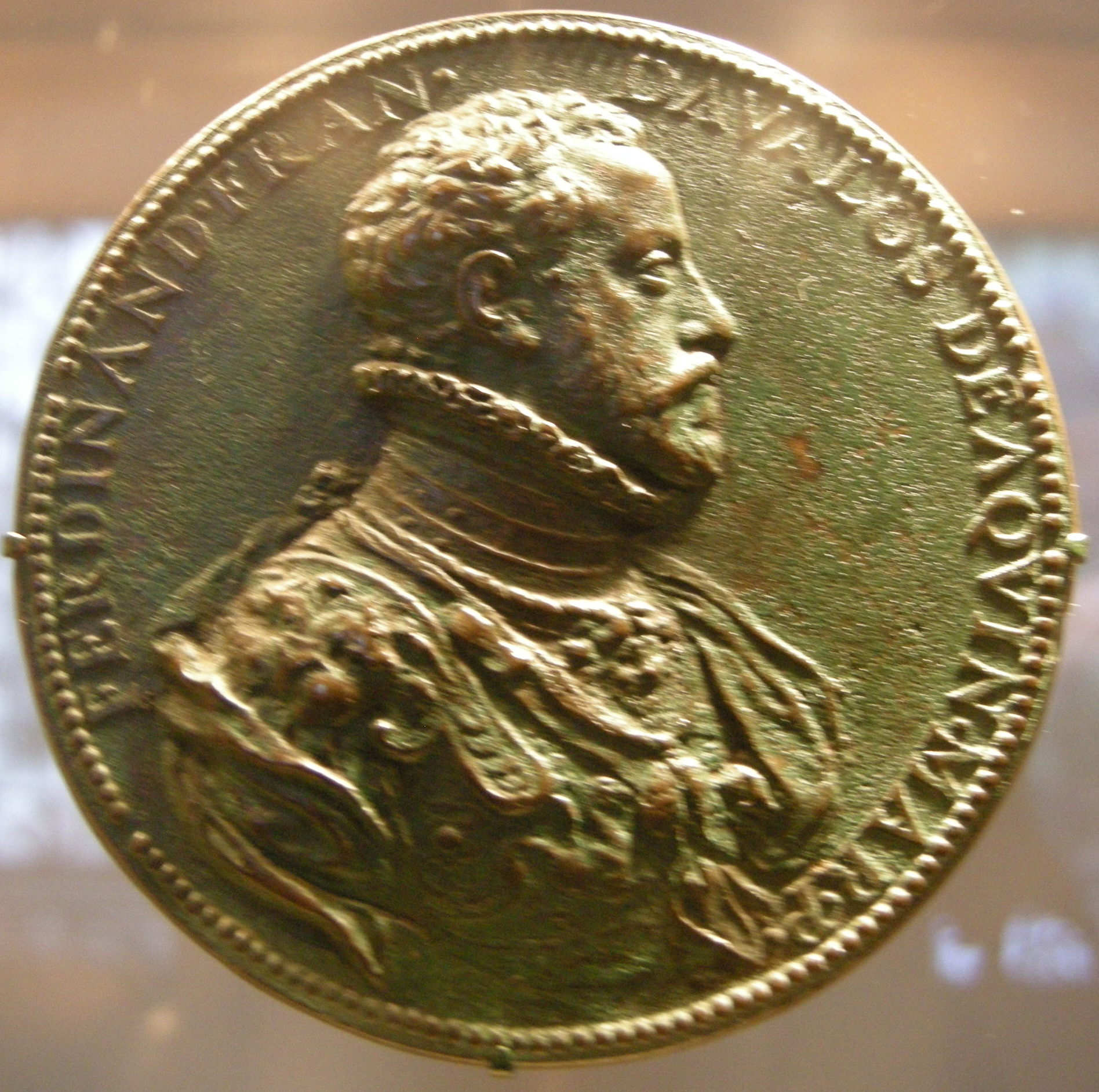
Аннібалє Фонтана. «Фердинандо Франческо д'Авалос», аверс, 1562 р.
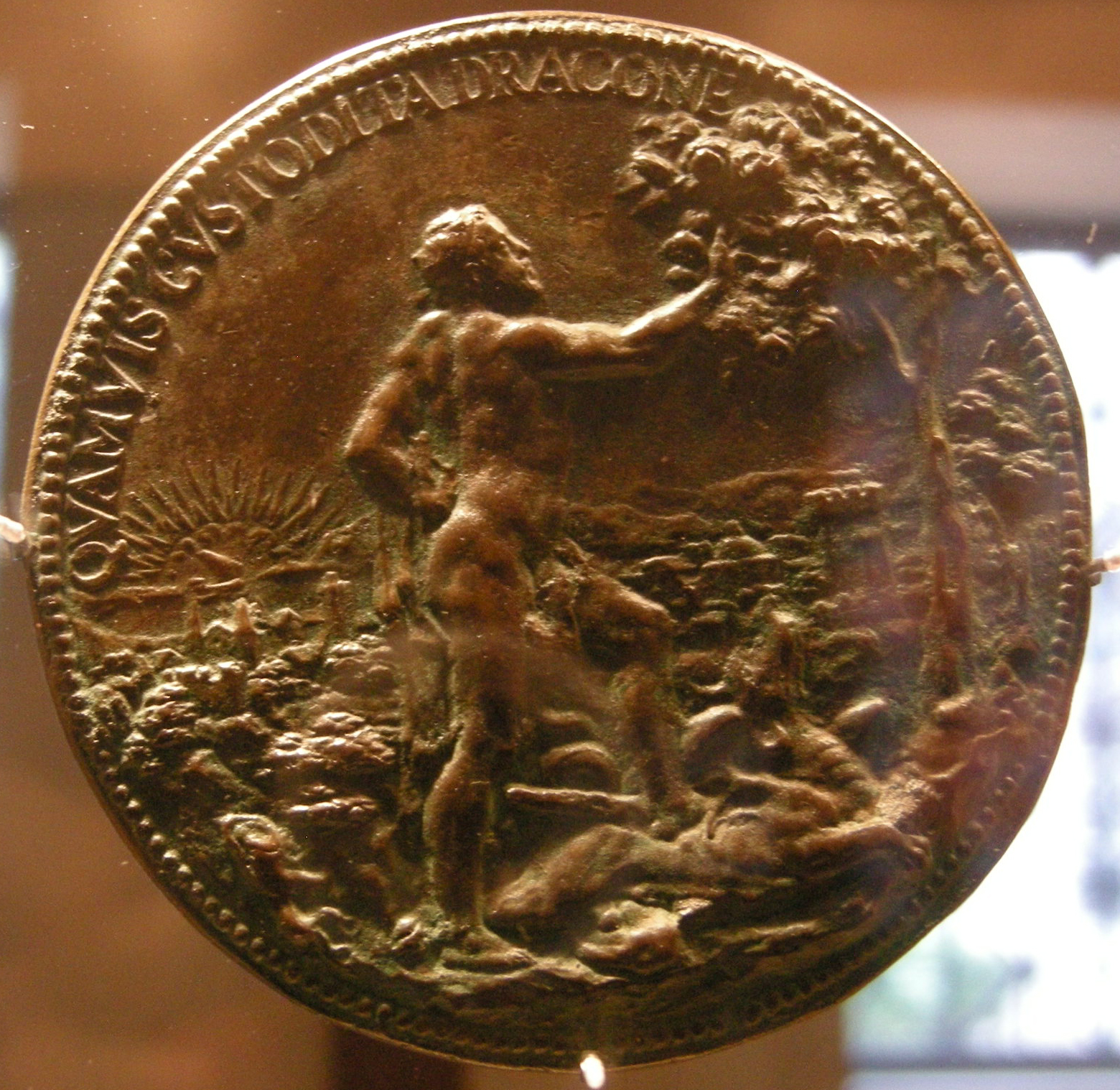
Аннібалє Фонтана, «Фердинандо Франческо д'Авалос», алегорія, 1562 р.
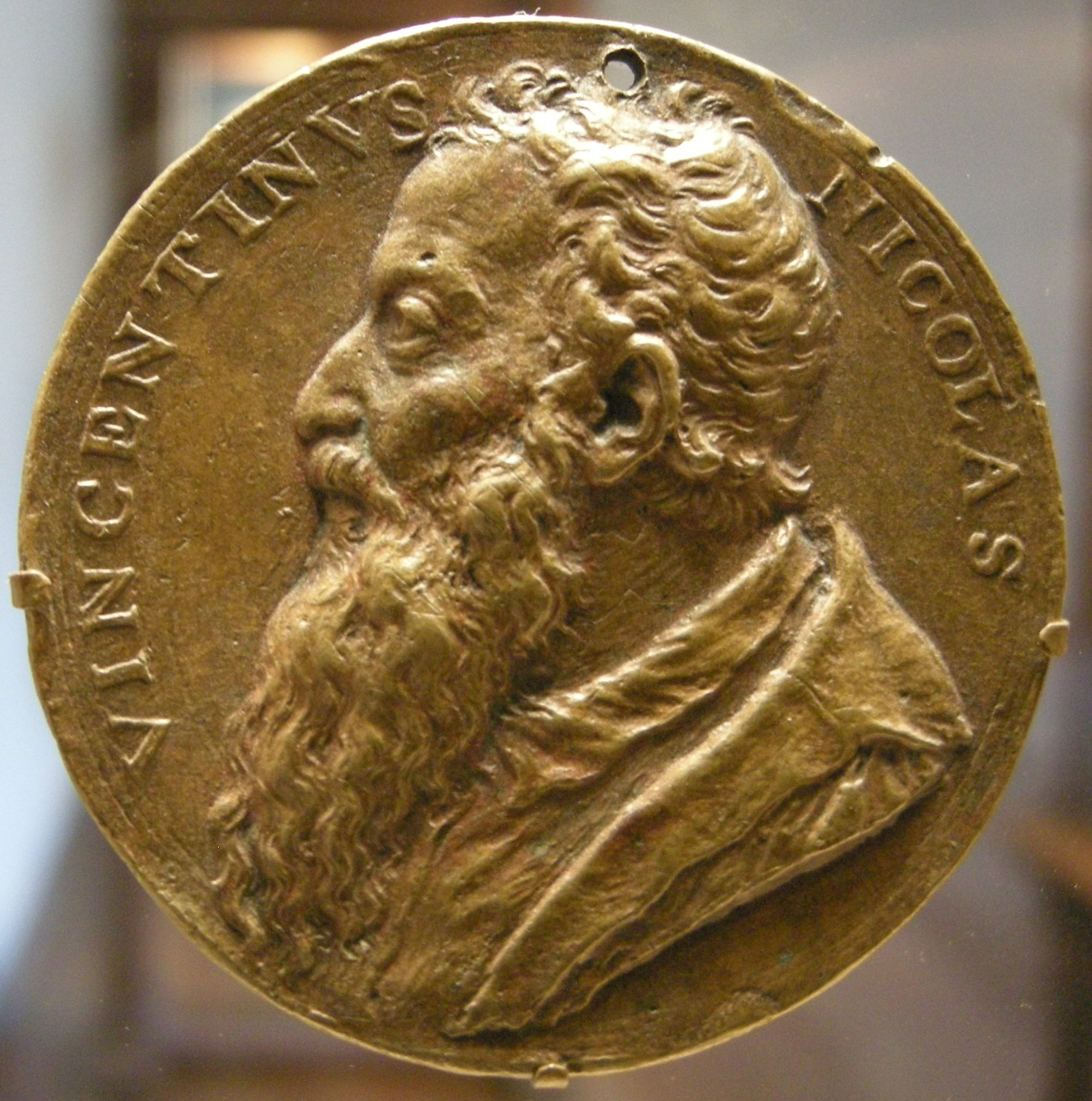
Алессандро Вітторія, Нікколо Вічентіно, 1555 р.
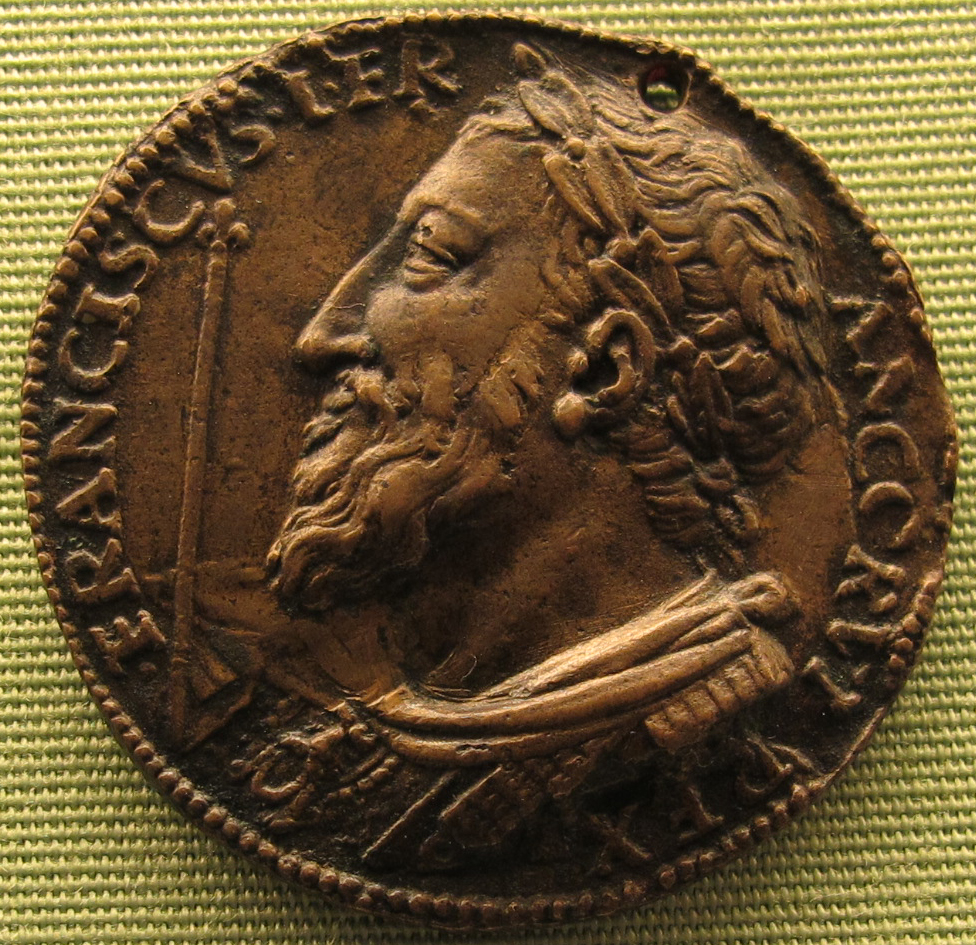
Бенвенуто Челліні, «король Франциск І», 1538 р.
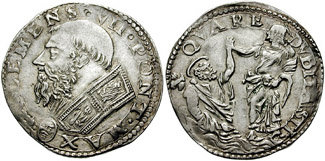
Бенвенуто Челліні, «папа римський Климент VII»
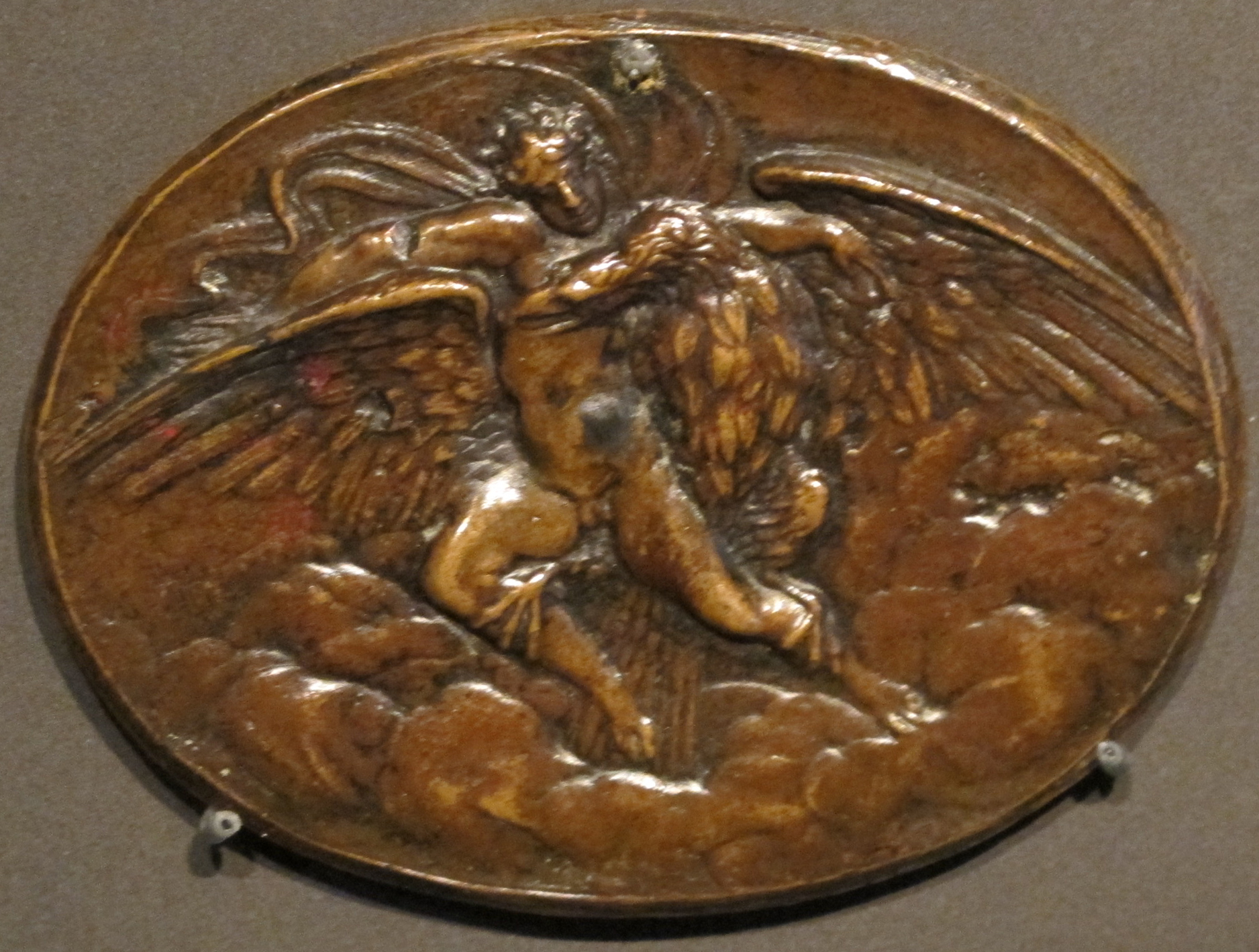
Джованні Бернарді, «Викрадення Ганімеда орлом Зевса», 1540 р.
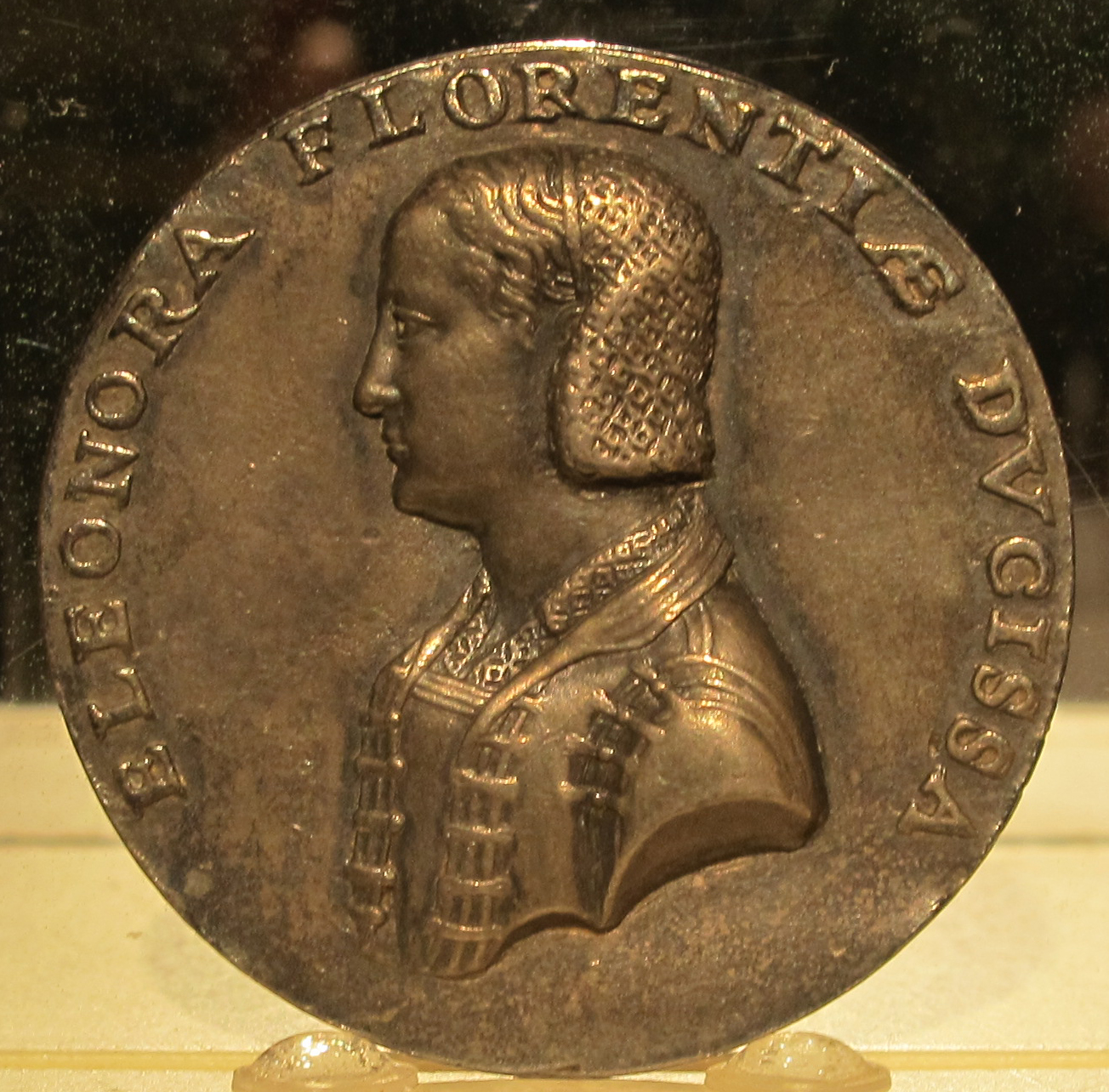
Доменіко Поджині, «Елеонора Толедська», 1551 р.
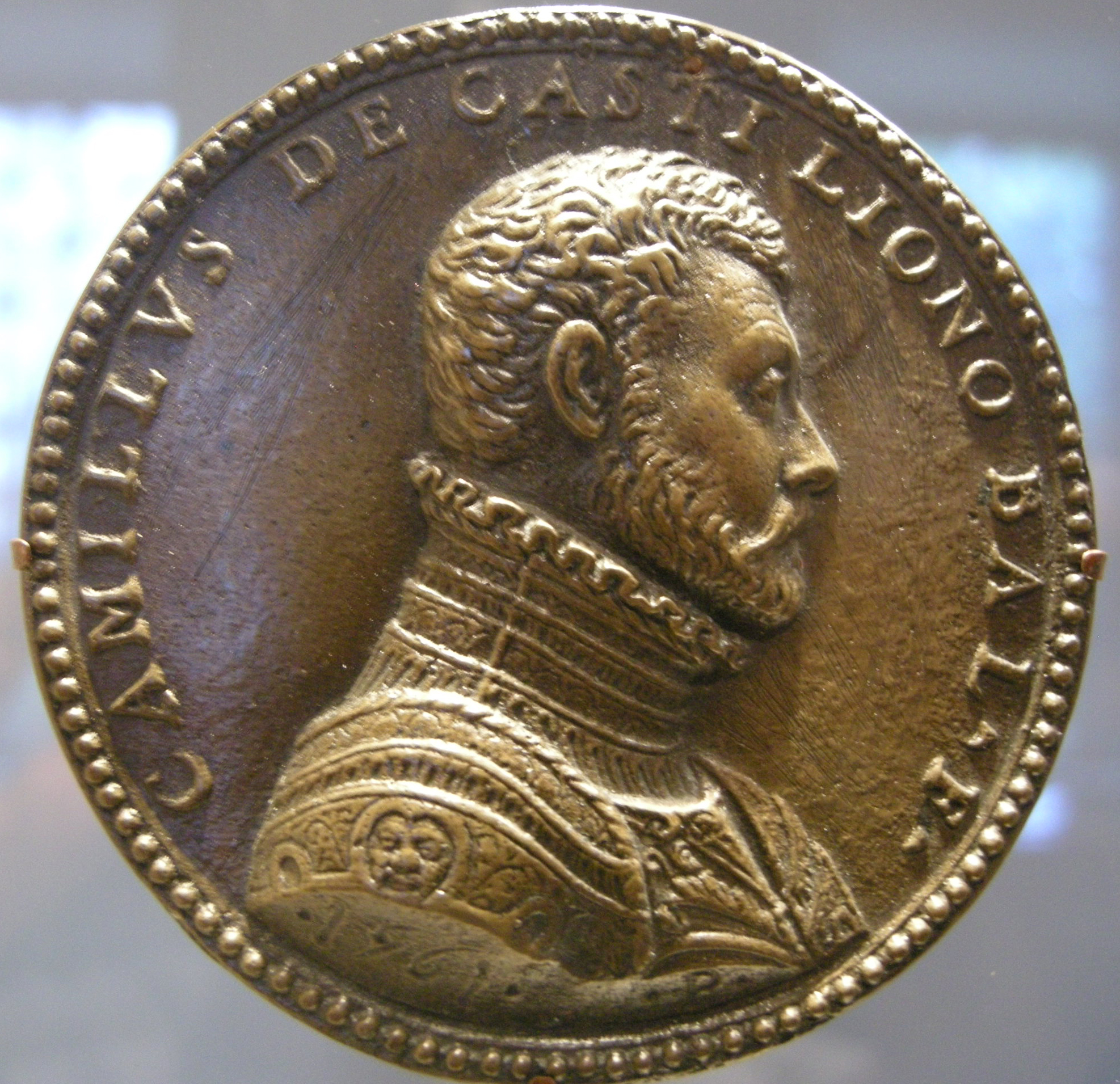
Пасторіно де Пасторіні, «Камілло Кастільйоне», 1561 р.

## Медалі в подяку володарям думок

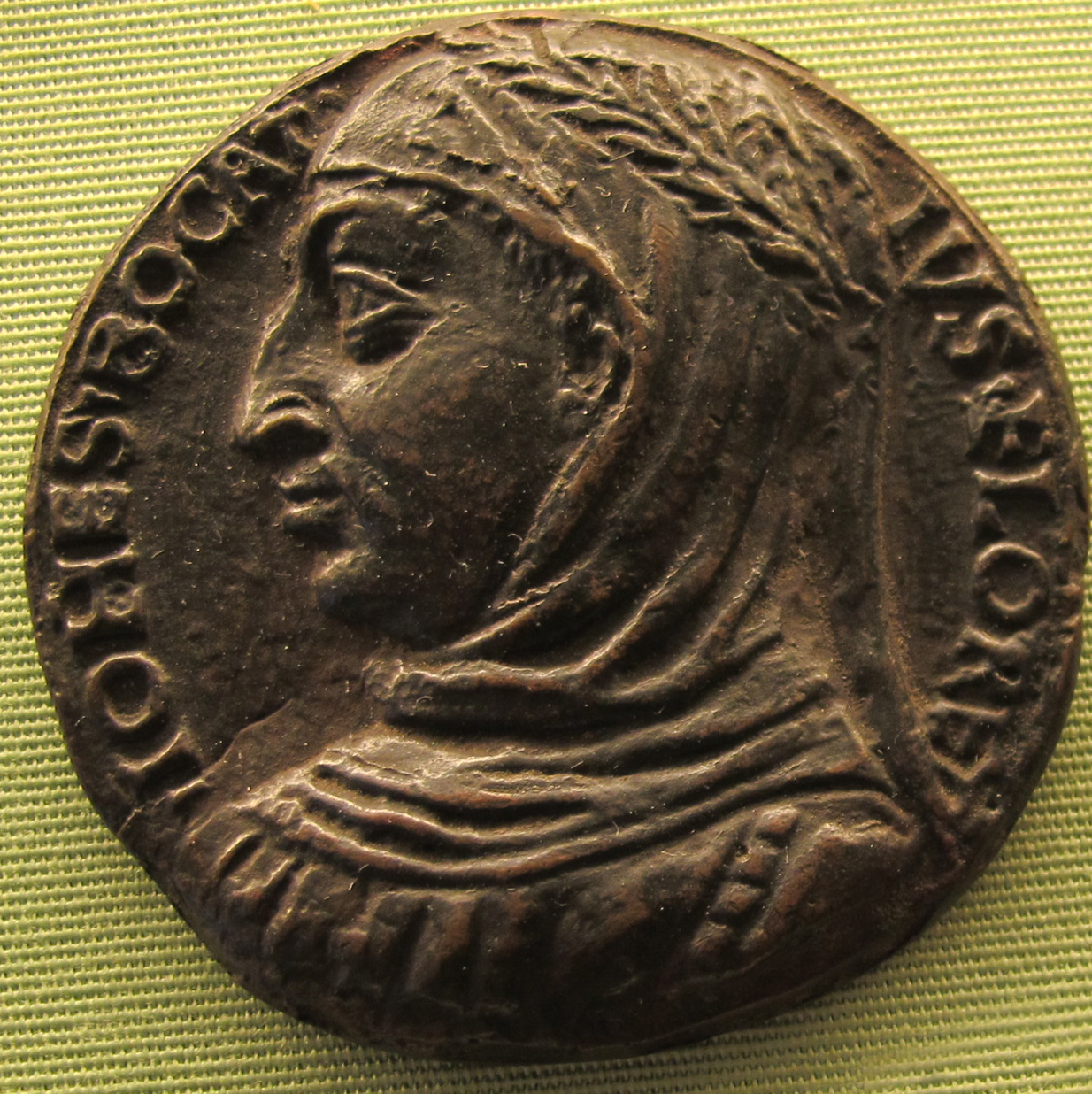
Анонім із Флоренції. «Джованні Бокаччо», літератор  бл. 1500 р.
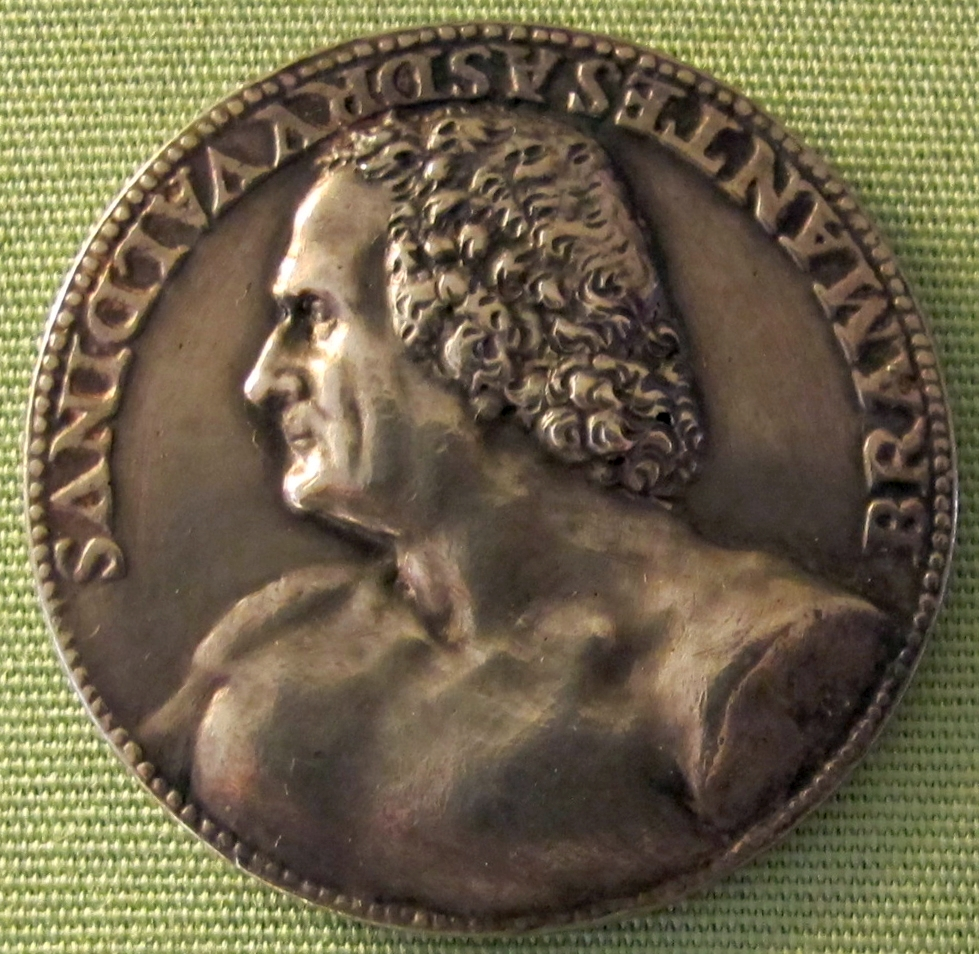
Карадоссо. Донато Браманте, видатний архітектор, бл. 1506 р.
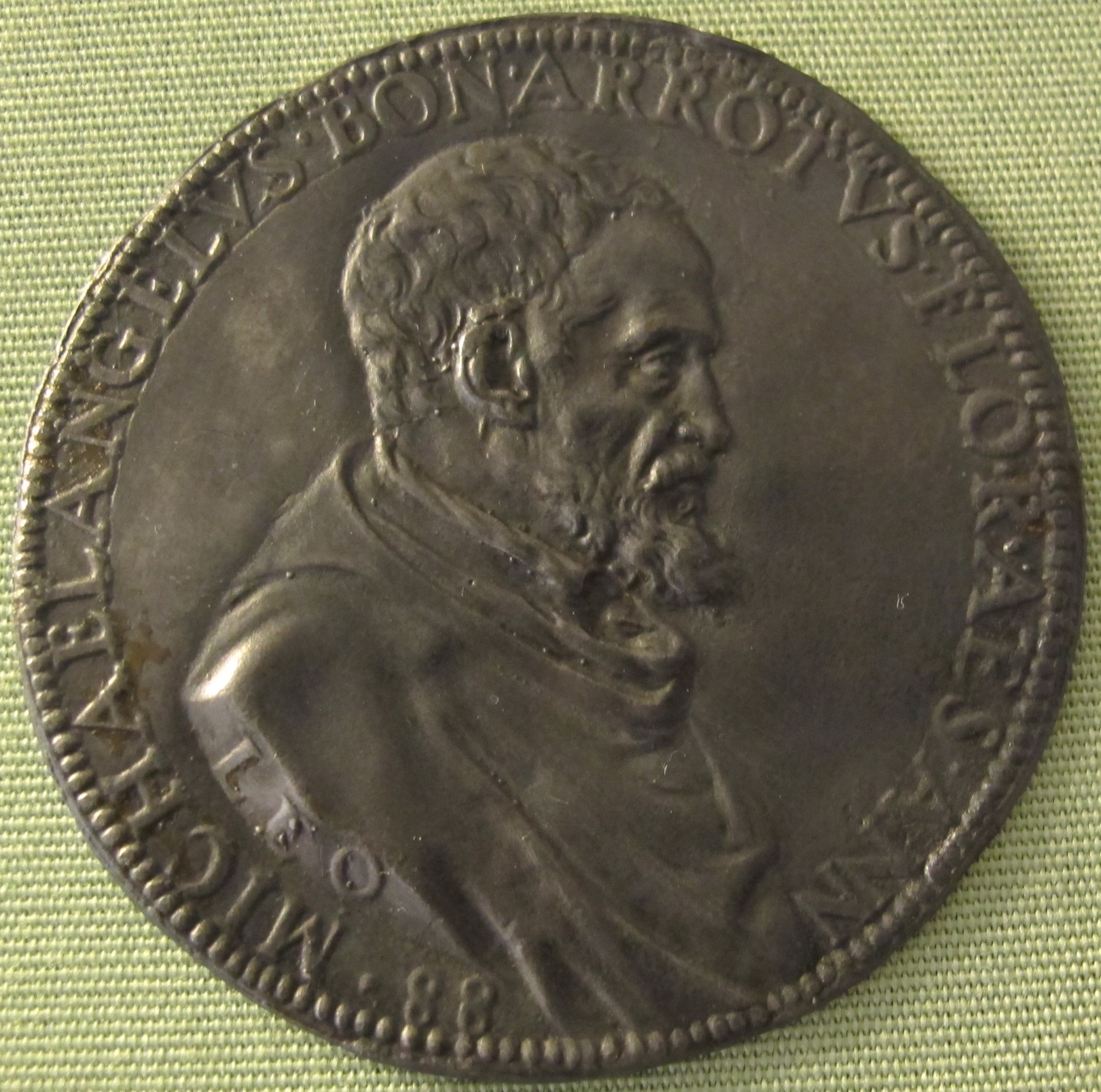
Медальєр Леоне Леоні. «Мікеланджело Буонарроті», видатний скульптор, художник і архітектор, 1561 р.
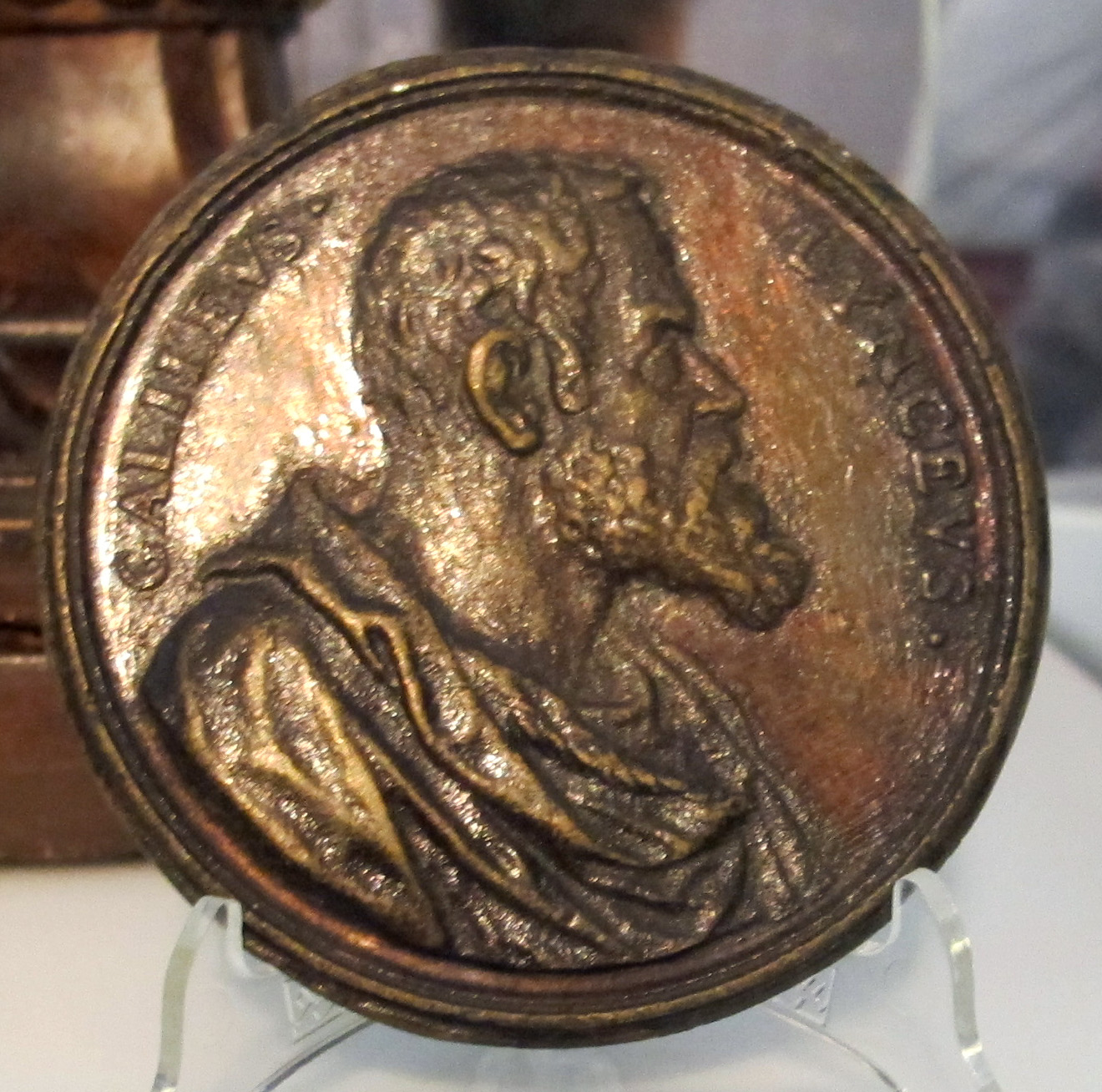
Джованні Баттіста Фоджині. « Галілео Галілей », відомий науковець, 1680 р.

## Медальєрне мистецтво доби італійського бароко

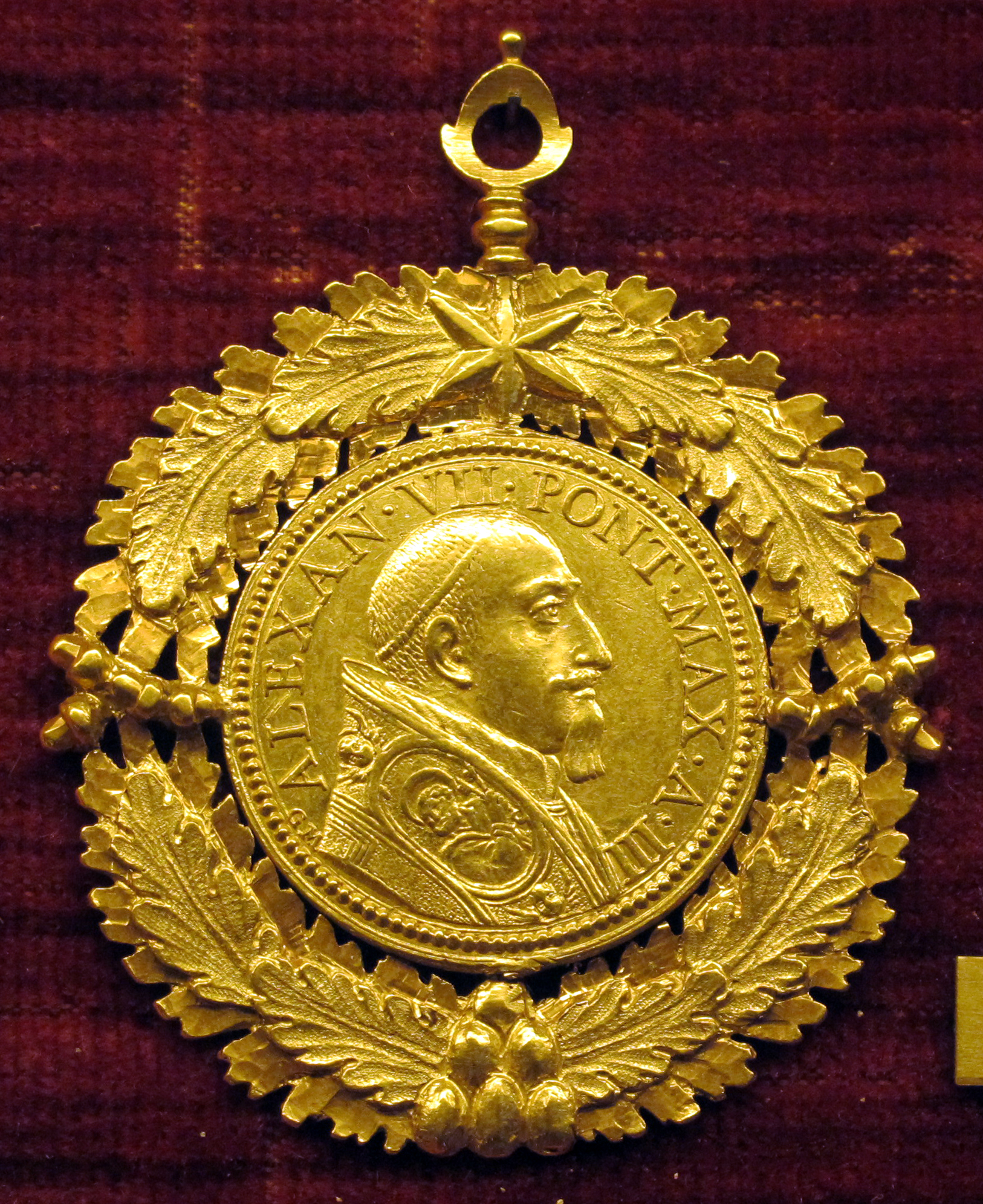
Медальєр Гаспаре Мороне. «Папа римський Алессандро VII», 1657 р.

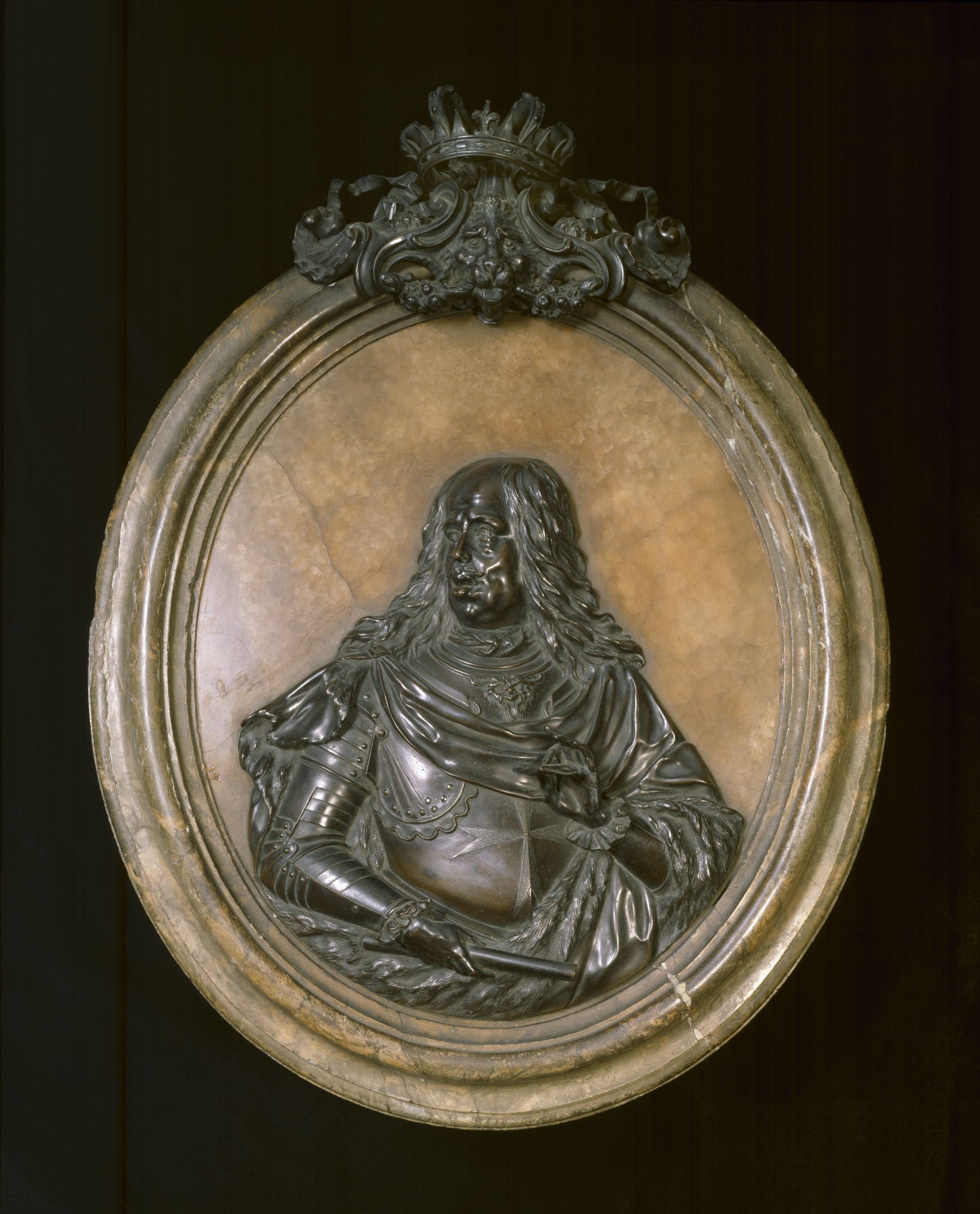
Массіміліано Сольдані. «Козімо III де Медічі», медальйон, бл. 1720 р.,Художній музей Волтерс, Балтімор

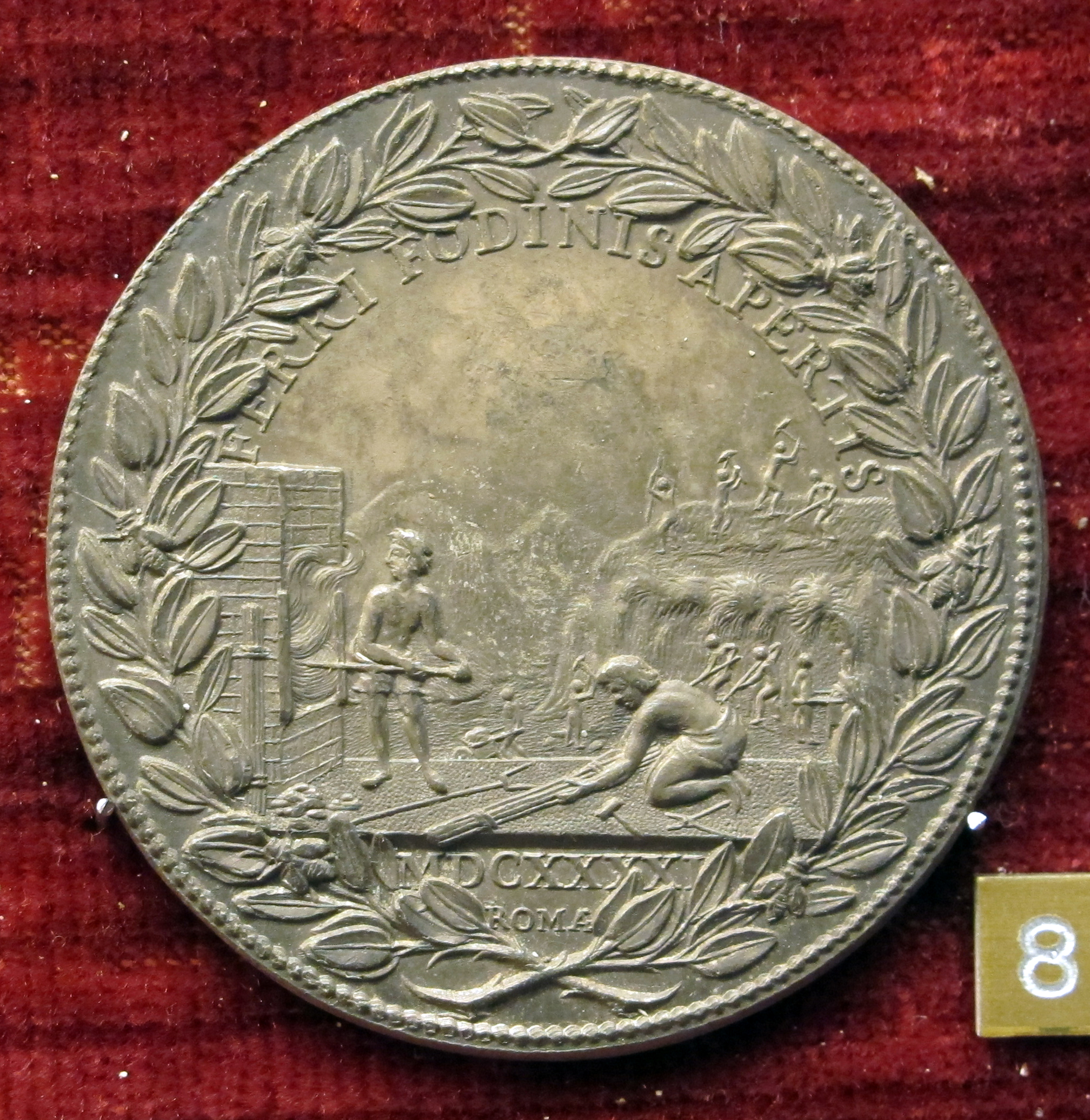
Медальєр Гаспаре Мороне. Реверс медалі папи Урбана VIII зі сценою видобутку копалин і ливарною піччю, срібло, 1642 р.

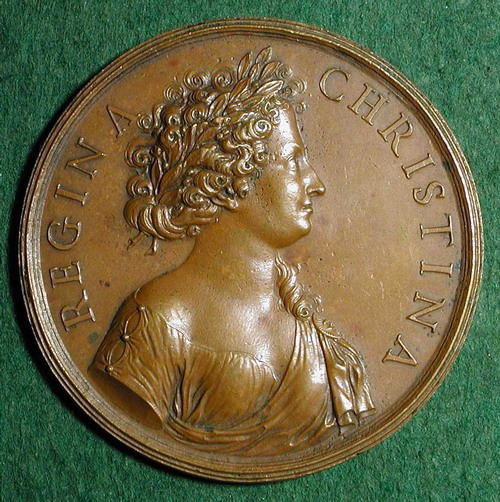
Массіміліано Сольдані. Медаль на честь екс-королеви  Христини, бл. 1681 р. Британський музей, Лондон
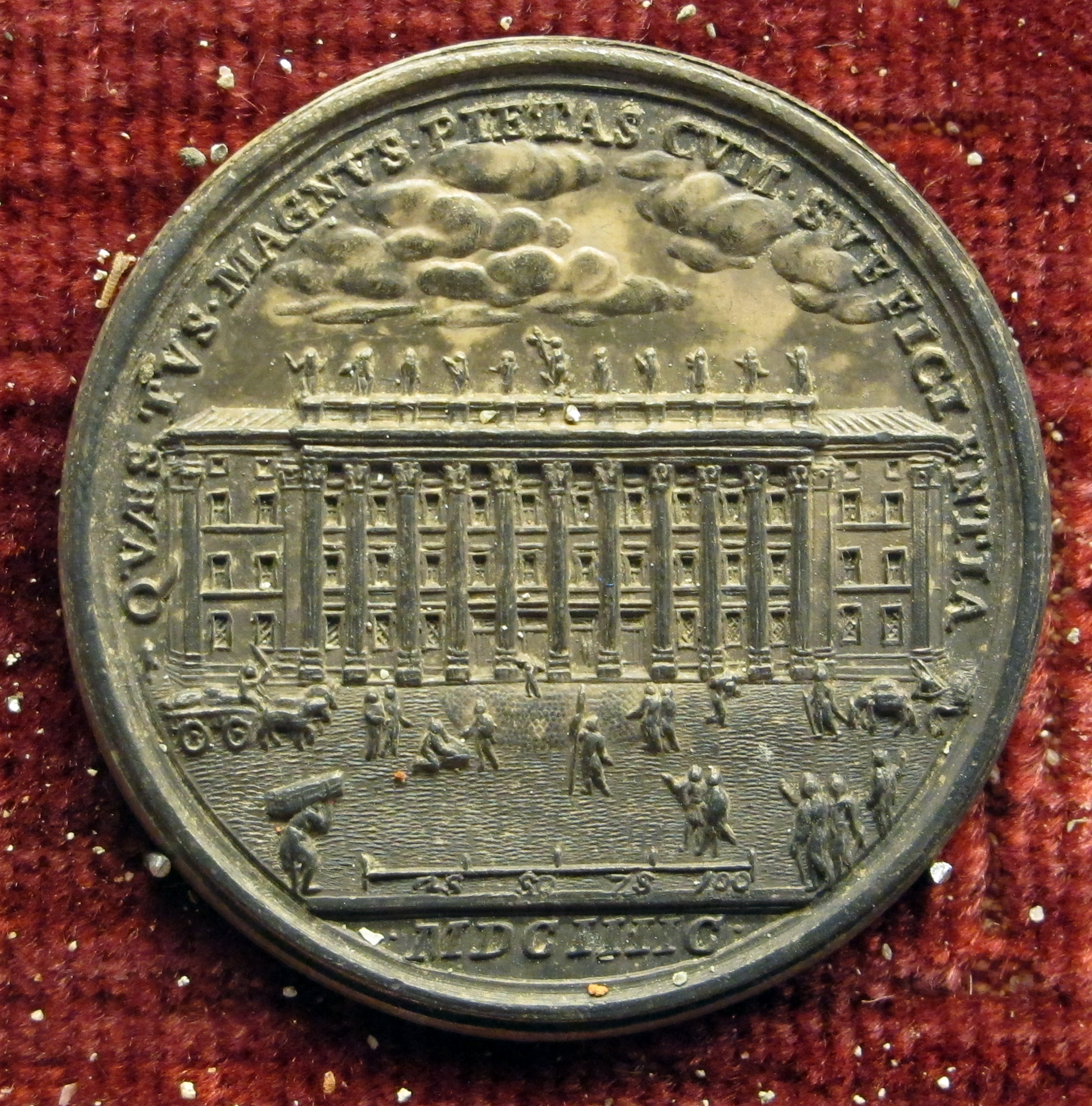
Медальєр Джованні Гамерані. Медаль на честь папи Іннокентія XII, 1696 р. Реверс з пьяцца П'єтра.
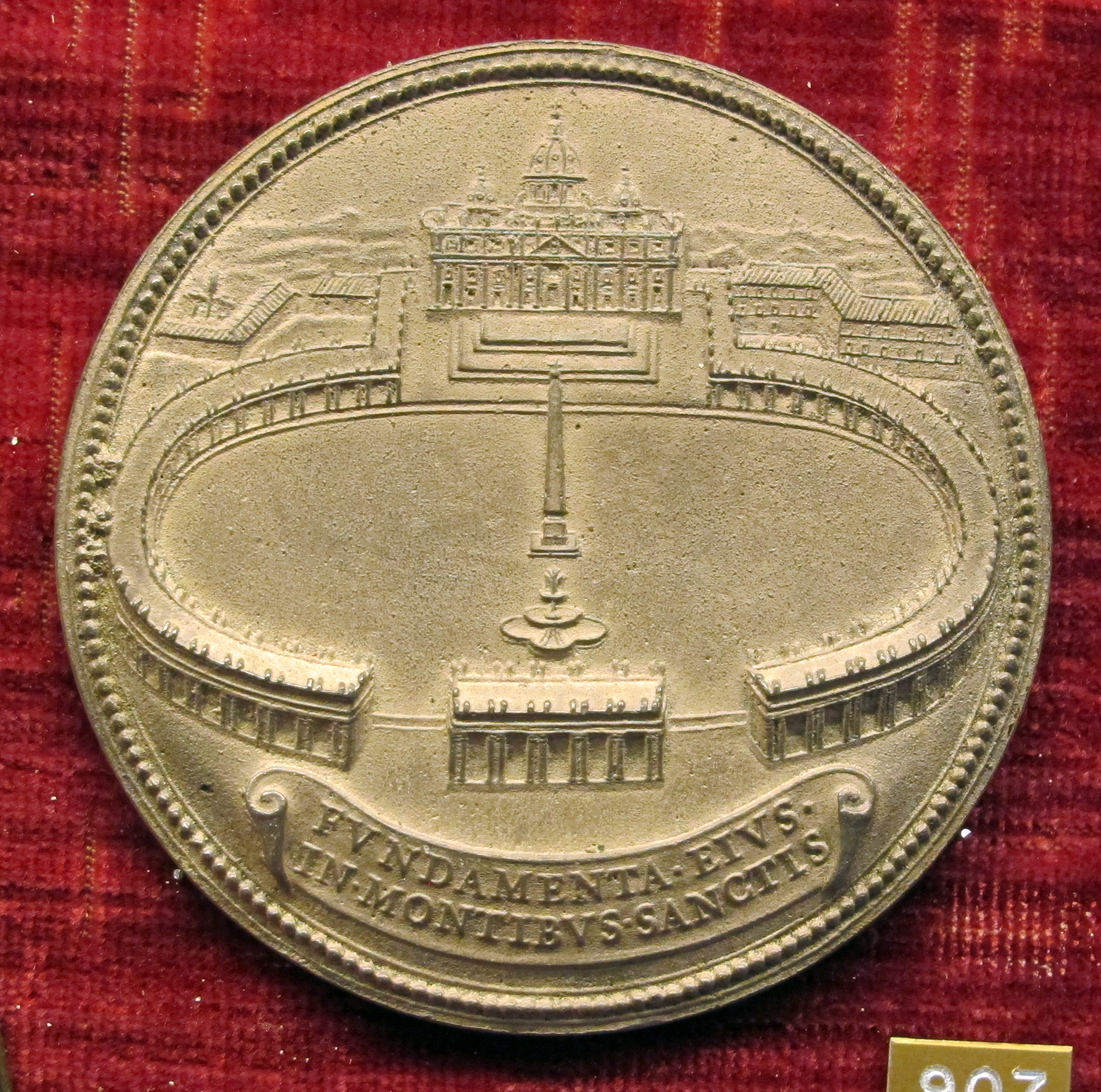
Медальєр Гаспаре Мороне. Проект площі перед собором Св. Петра з колонадою роботи Лоренцо Берніні на медалі 1657 року.
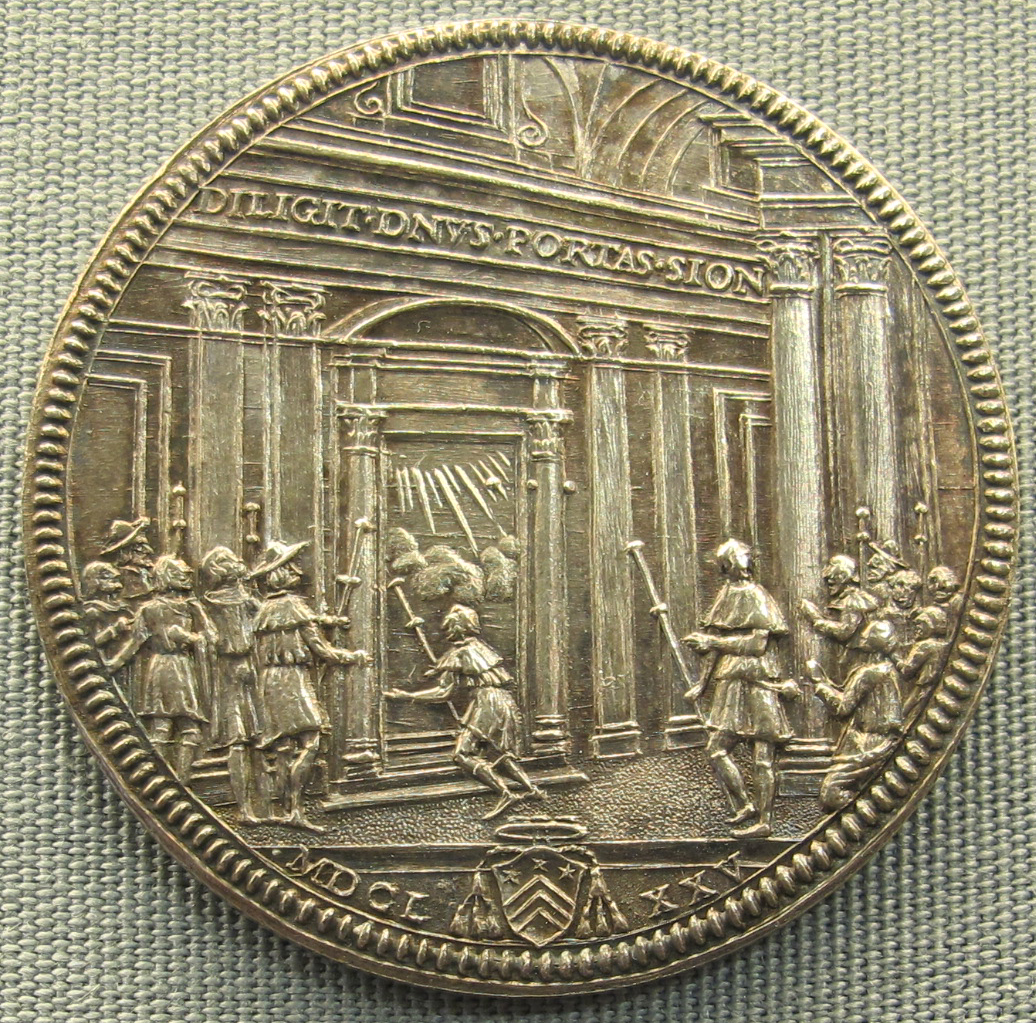
«Паломники прибувають у Рим на прощу», медаль (скудо) папи Климента X, реверс, 1675 р.
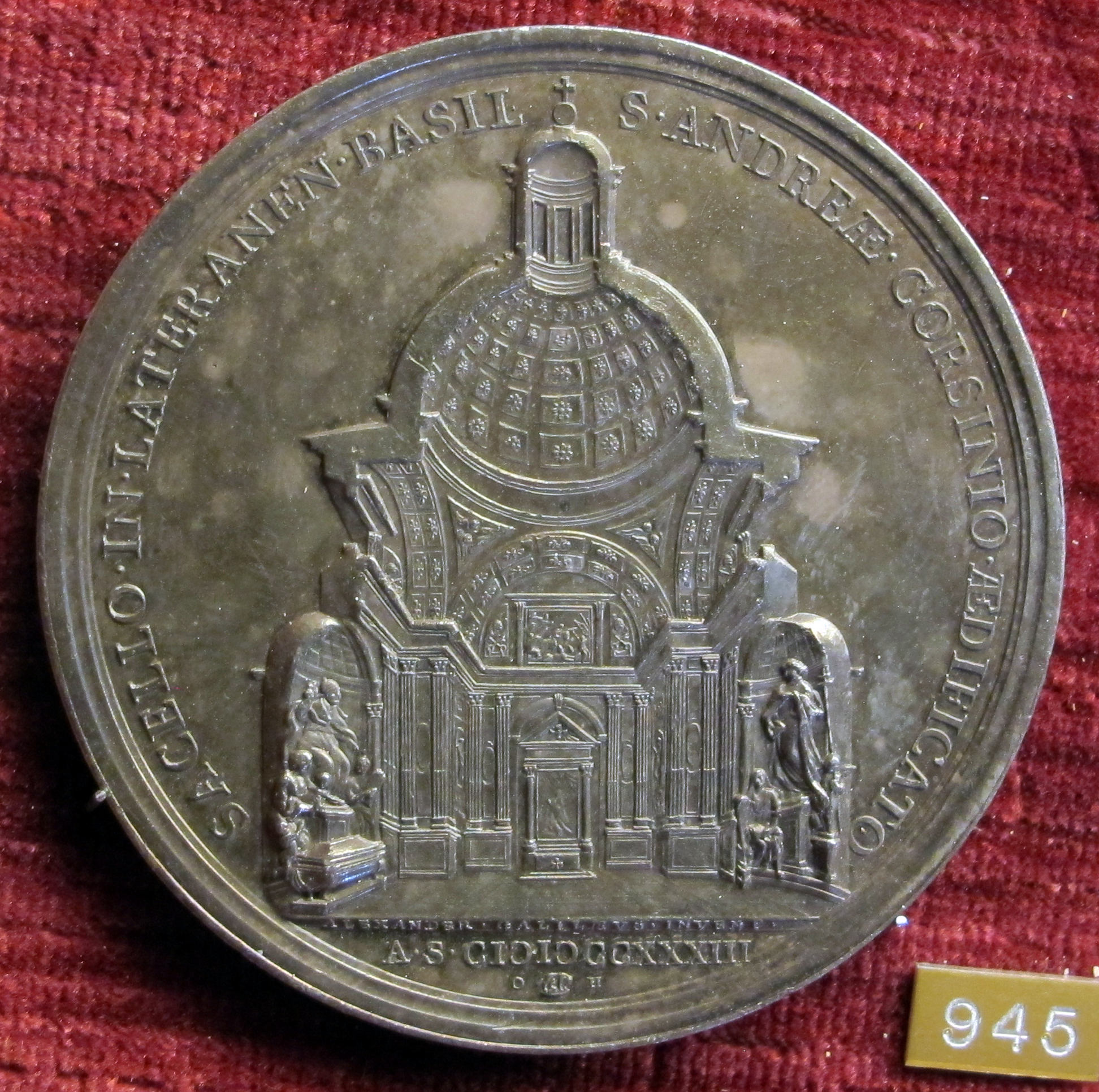
Оттоне Гамерані. Медаль на честь каплиці родини Корсіні в церкві Сан Джованні ін Латерано, 1733 р.

Незважаючи на малосприятливі політичні і економічні умови в італійських князівствах, підтримка мистецтва продовжувалась, позаяк бароко було монополізоване католицькою церквою і аристократами і обслуговувало їх потреби. Неаполь, Флоренція та Венеція в 17 ст. ще зберігають значення художніх центрів, але помітно поступаються в значенні і впливовості папському Риму. Флоренція живе власним уславленим минулим і не дає впливових барокових майстрів, наприклад, в живопису. Навпаки, у Флоренцію запрошують уславлених майстрів з інших художніх центрів, з тої ж Фландрії (Франс Поурбус молодший, Юстус Сустерманс) чи Неаполя (неаполітанець Лука Джордано виконав декілька замов у Флореції). Підозріле ставлення до бароко у Венеції, монополізоване єзуїтами, дало надзвичайно мало пам'яток в стилі римського бароко і мало досить обмежене розповсюдження у Венеції і на террафермі в 17 ст.
Кращий стан був у галузі скульптури і в медальєрному мистецтві. Показовою була доля скульптора і медальєра Массіміліано Сольдані. Ним змалку опікувались ще у Флоренції і для удосконалення майстерності відіслали до Риму, відомого барокового центру Італії і Західної Європи. Чотирирічне навчання Сольдані у Римі сприяло  вихованню  майстерного медальєра і ливарника-скульптора. До римського періоду творчості Сольдані належать медалі на честь екс-королеви Христини Шведської, кардиналів Кіджі, Аццоліно, Роспільозі і папи римського Іннокентія XI. Медалі того періоду ще цілком традиційної форми.
Особливою сторінкою творчості медальєра Массіміліано Сольдані були твори для екс-королеви Швеції Христини. Перша леді барокового Рима мала хист відшукувати талановитих майстрів і водити їх у власне оточення.  Екс-королева зажадала створити серію зі ста медалей, аби закарбувати в медальєрному мистецтві різні події власного життя. В повному обсязі запланована серія так і не була створена.  Однак після меценатської діяльності Христини залишилось тридцять сім медалей в історії медальєрного мистецтва доби бароко.
Герцог Тосканський затребував на службу до себе майстра Сольдані із Рима до Флоренції у 1684 році, де влаштував на працю у Флорентійському монетному дворі. Креативний Сольдані почав переносити декоративні форми бароко у медальєрну продукцію. Серед неї — медаль на честь Козімо III де Медічі, котра імітувала живопис у овальній рамі. З'являються в медалях портрети шляхетних осіб не тільки у профіль. Раніше за Сольдані цим шляхом пішов медальєр Гаспаре Мороне, що використовував як  цілком традиційні колоподібні форми, так і нововіднайдені (медаль на честь папи римського Алессандро VII в оточенні золотого листя).
Це помітно збагатило формальний репертуар барокової медальєрної продукції, не скасовуючи його традиційних форм. На реверси медалей прийшли не тільки традиційні алегорії, а навіть брутальні побутові сцени (Реверс медалі папи Урбана VIII зі сценою видобутку копалин і ливарною піччю, срібло, 1642 р.) Велика кількість дрібних деталей непогана у гравюрі, але не в медалях і не на монетах. Ускладнення сюжетів на реверсі і намагання перенести у створення медалей і монет елементів живопису чи гравюри приводило до втрати специфіки медальєрного мистецтва і значного подорожчання виробництва, і без того великого за кошторисом.
Продовжився і вимушений «експорт» італійських майстрів-медальєрів за кордон на заробітки. У австрійському Відні роками працював Антоніо Абондіо для імператорів Максиміліана II та його сина Рудольфа II. Як колись Бенвенуто Челліні — у Франції встиг попрацювати той же Массіміліано Сольдані.  Декілька італійських медальєрів працювало у Польщі. Флорентієць за походженням Карло Бартоломео Растреллі до смерті працював у російському Санкт-Петербурзі.
Форму медалі можуть використовувати для створення портретів в інших матеріалах ( мармур, декоративні і напівкоштовні камені, гіпс, після відкриття порцеляни європейцями — у порцеляні ). Класицизм і майстри меморіальної пластики запозичили форму медалі для декорування численних надгробків. Ліплені медалі прикрасили численні споруди у історичних стилях в 19 ст. Але монетні двори зберегли використання металів у меморіальних медалях.

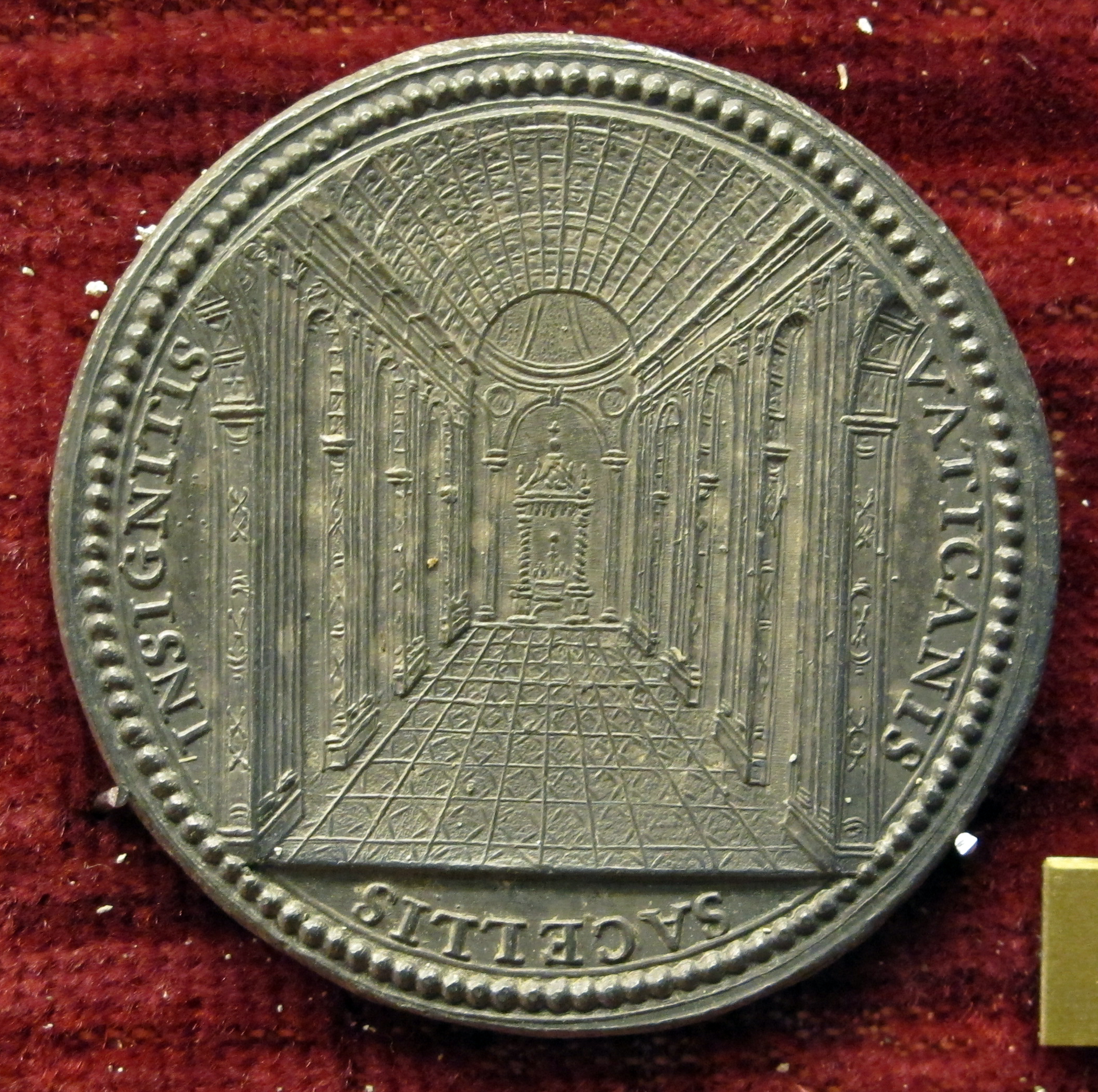
Медальєр Гаспаре Мороне. Реверс медалі папи римського Інокентія Х з інтер'єром собору Св. Петра у Ватикані, 1647 р.
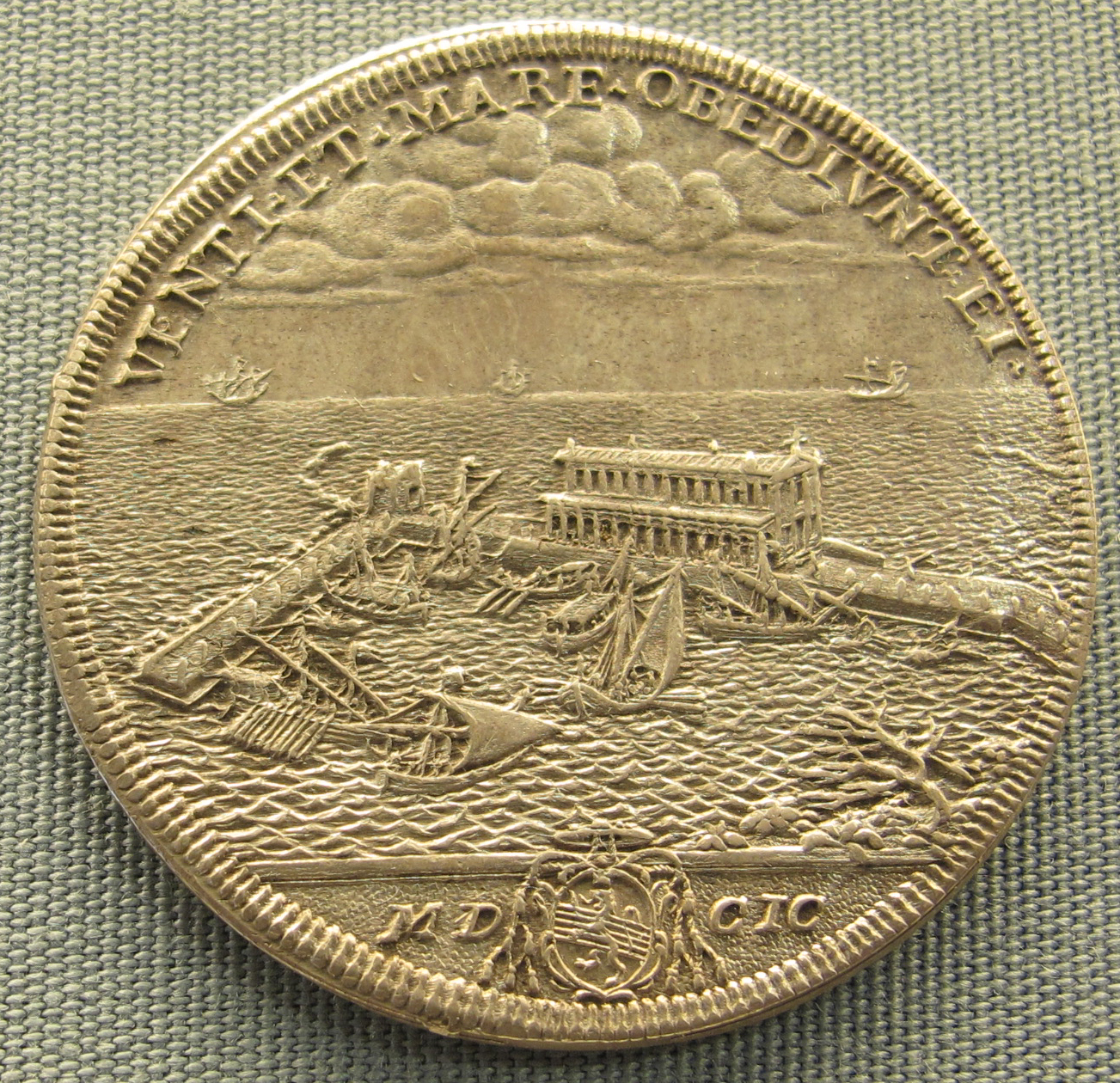
Скудо папи Інокентія Х, 1699 р.
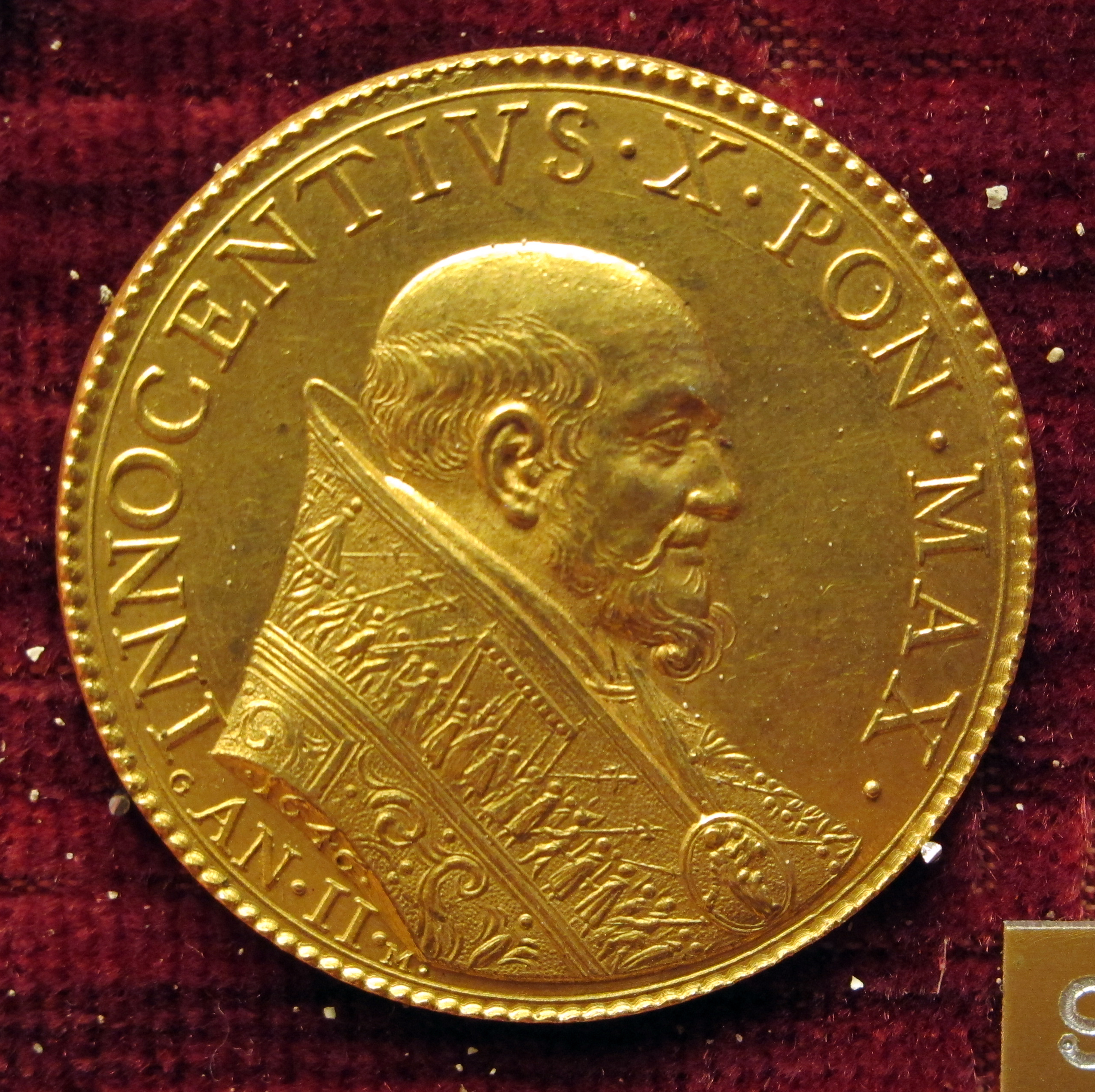
Медальєр Гаспаре Мороне. «Папа римський Інокентій Х», 1646 р.
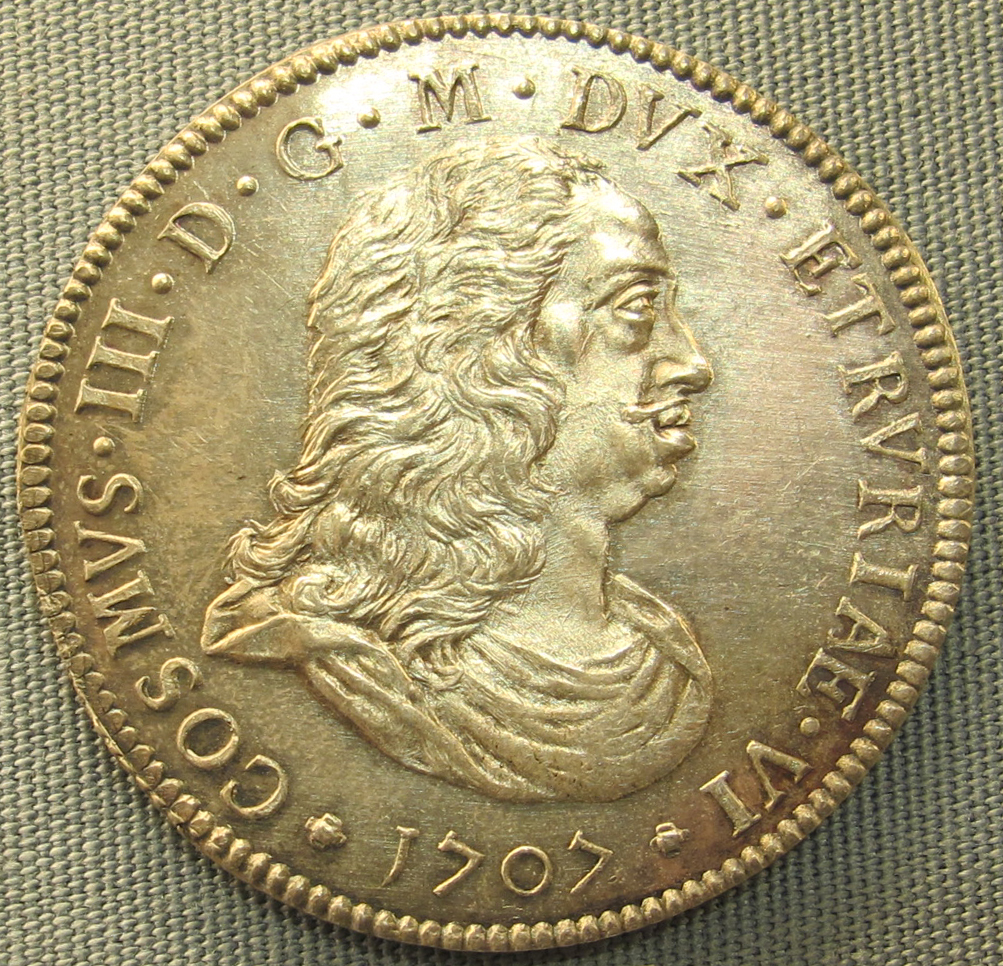
Талер Козімо III де Медічі, 1707 р.
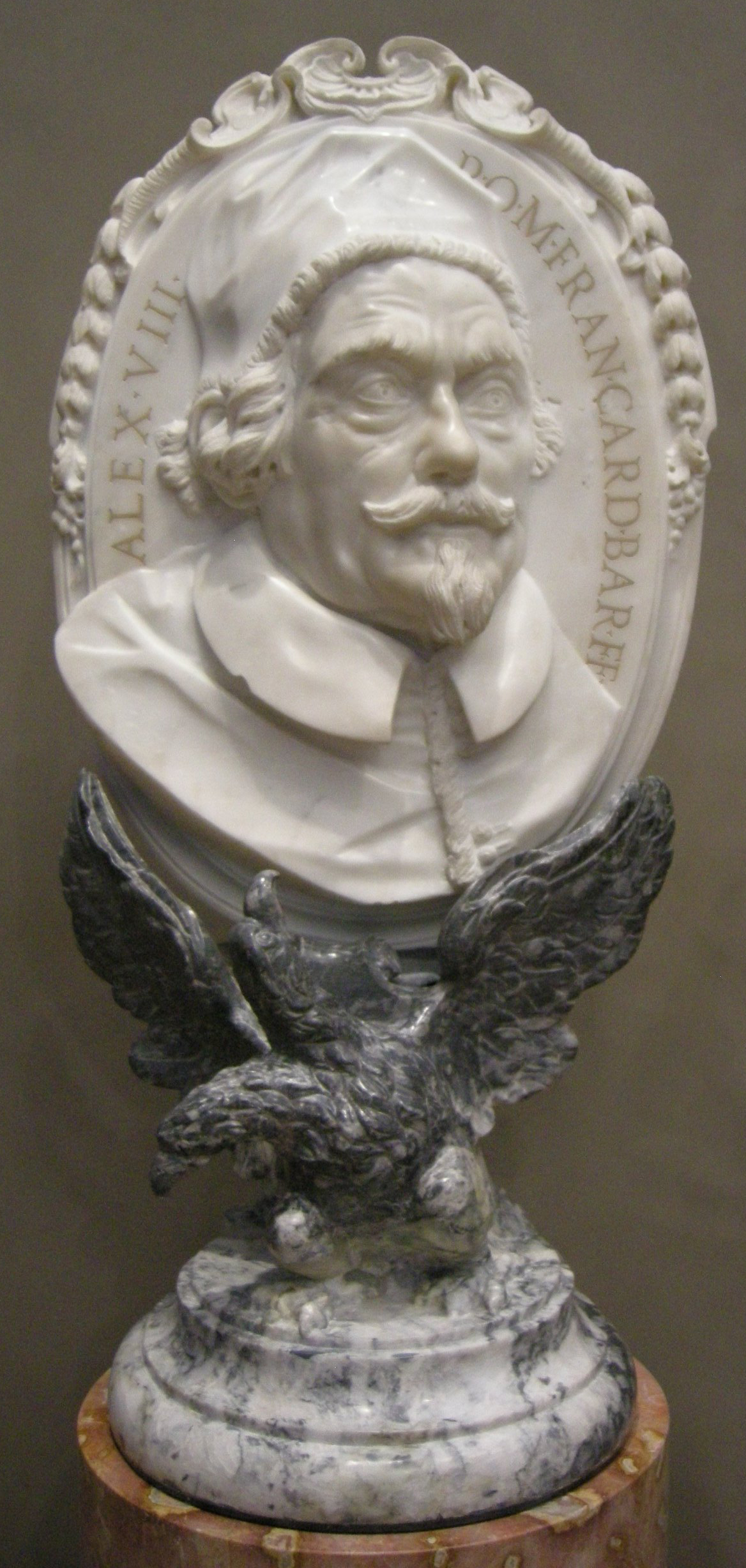
Лоренцо Оттоні. Медальйон з портретом папи Олександра VIII, до 1700 р., Музей Гетті, Каліфорнія

## В 19 столітті. Королівство Італія (1861-1946)

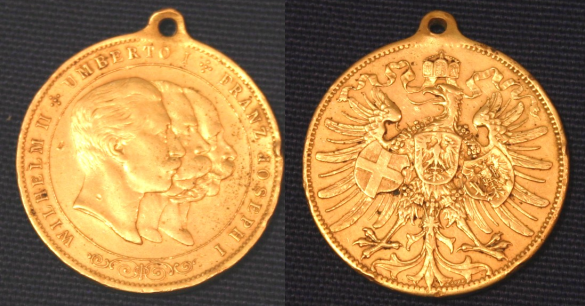

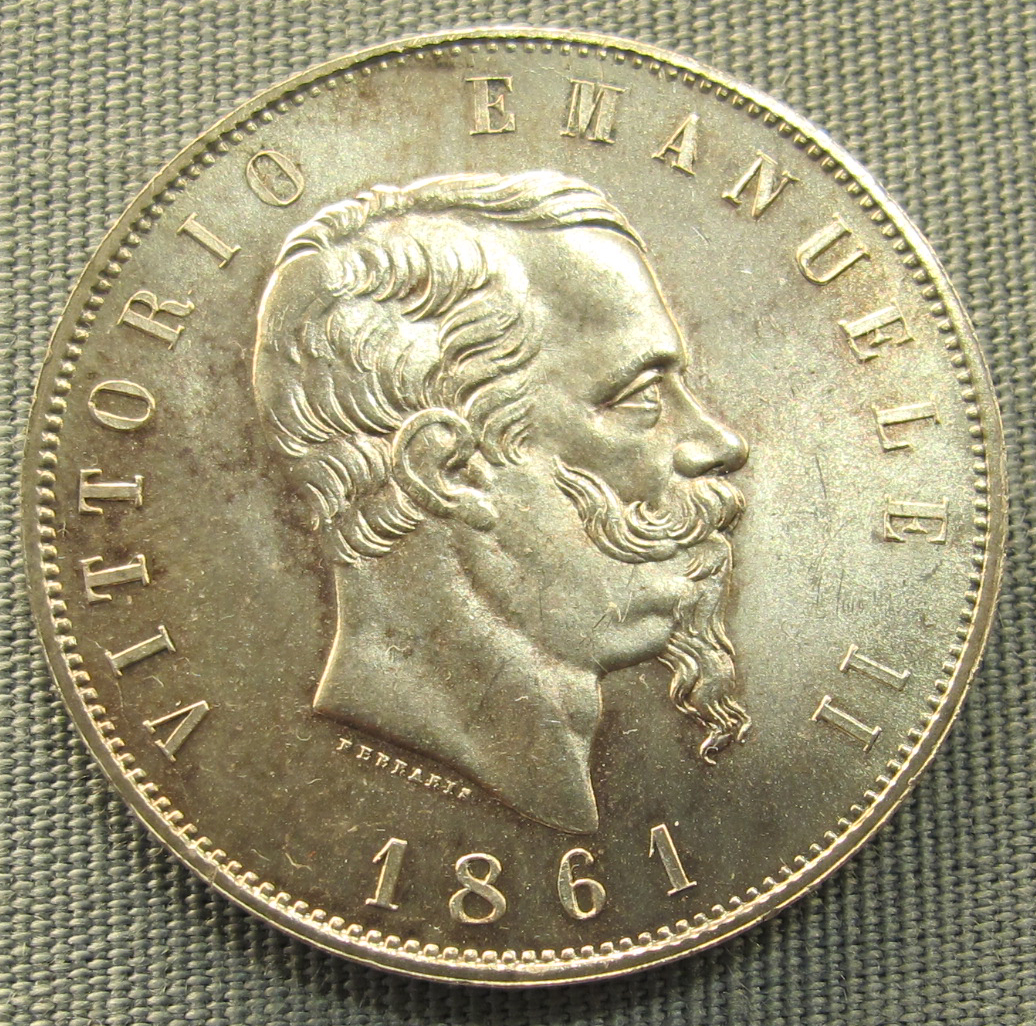
П'ять лір доби короля Віктора Еммануїла II, 1861 р.
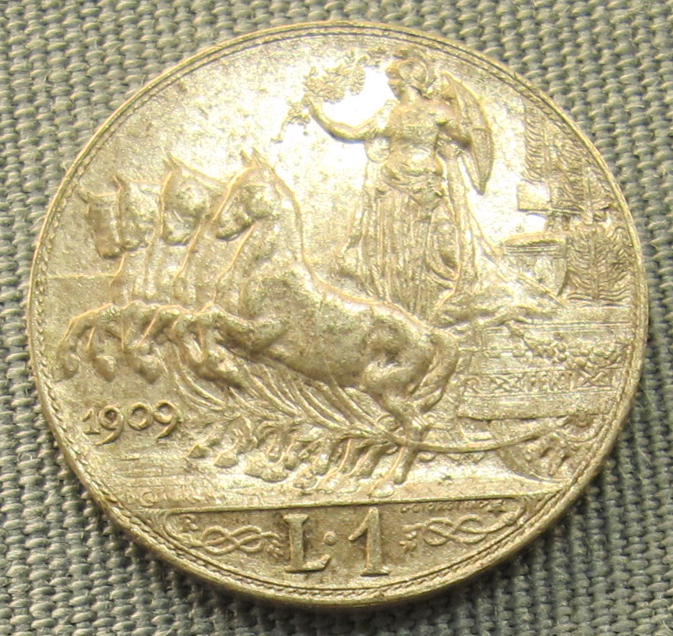
Одна ліра, реверс, 1909 року
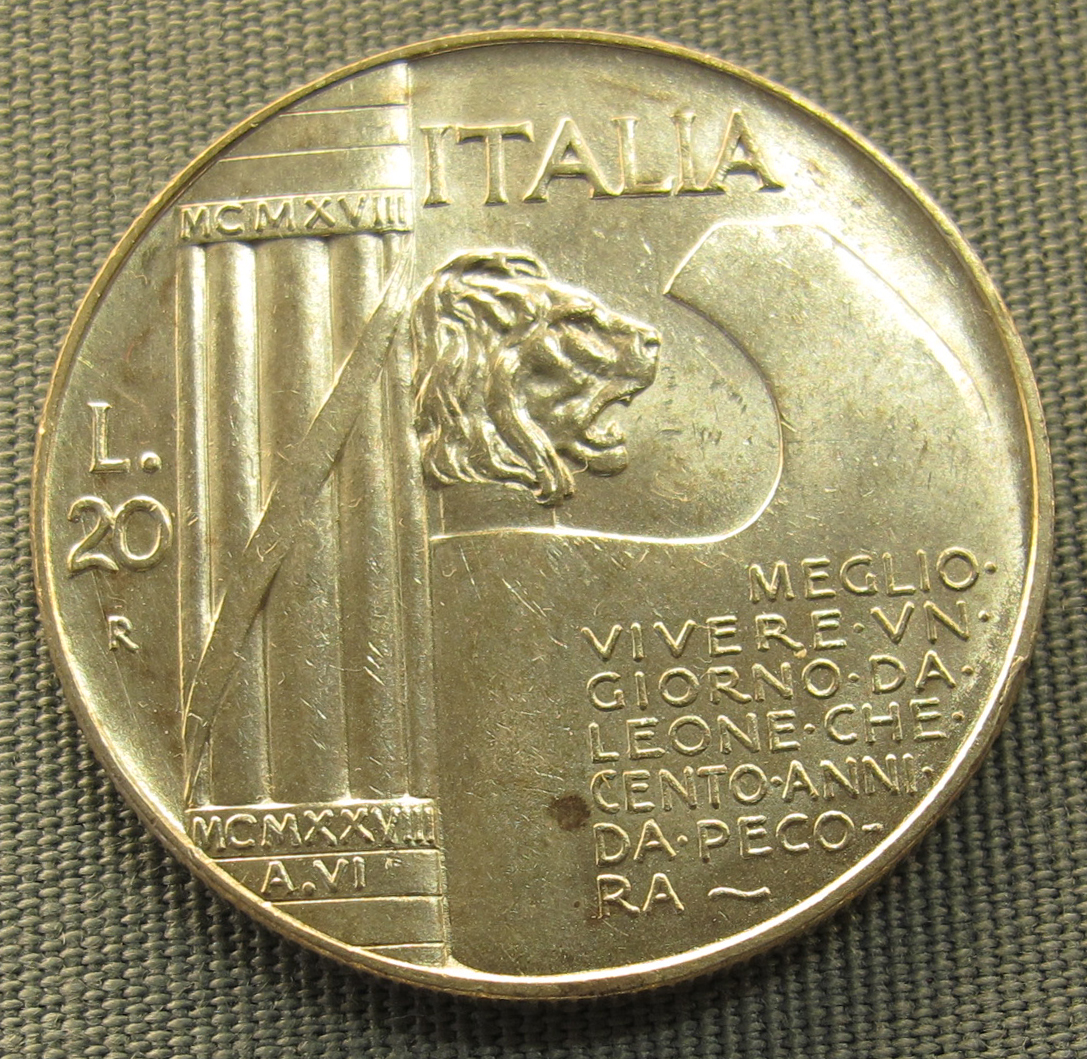
Двадцять лір доби короля Віктора Еммануїла III, 1928 р.
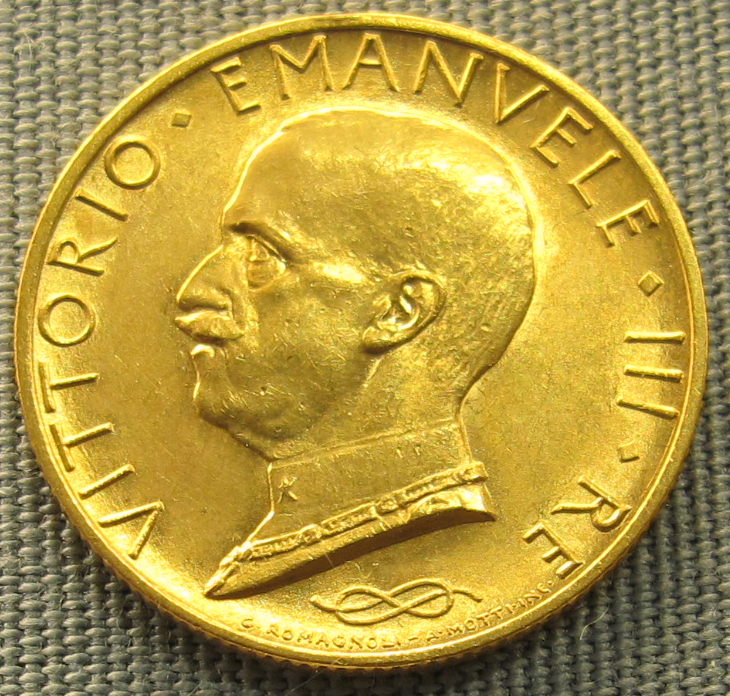
Сто лір доби короля Віктора Еммануїла III, 1931 р.